# Lê Duẩn
Lê Duẩn (7 tháng 4 năm 1907 – 10 tháng 7 năm 1986) là một chính trị gia người Việt Nam, Bí thư Thứ nhất Đảng Lao động Việt Nam từ năm 1960 đến năm 1976 và Tổng Bí thư Ban Chấp hành Trung ương Đảng Cộng sản Việt Nam từ năm 1976 đến năm 1986. Với tổng thời gian tại nhiệm kéo dài 25 năm 303 ngày, ông là người nắm giữ cương vị đứng đầu Đảng lâu nhất trong lịch sử Đảng Cộng sản Việt Nam.
Sinh ra tại huyện Triệu Phong, tỉnh Quảng Trị, Lê Duẩn tham gia cách mạng từ những năm 1920 và trở thành một trong những đảng viên đầu tiên của Đảng Cộng sản Đông Dương vào năm 1930. Trong thời gian hoạt động cách mạng, ông từng hai lần bị bắt và giam giữ tại Côn Đảo, chỉ được trả tự do sau Cách mạng tháng Tám năm 1945. Trong Chiến tranh Đông Dương, ông giữ vai trò lãnh đạo phong trào cách mạng ở miền Nam, là Bí thư Trung ương Cục miền Nam trong giai đoạn 1951–1954. Từ giữa thập niên 1950, Lê Duẩn là người kiên quyết thúc đẩy đường lối thống nhất đất nước bằng đấu tranh vũ trang. Văn kiện Đề cương cách mạng miền Nam năm 1956 do ông soạn thảo trở thành nền tảng chỉ đạo cho chính sách của Đảng. Năm 1960, ông được bầu làm Bí thư Thứ nhất, trở thành người lãnh đạo thực tế của Việt Nam trong bối cảnh Chủ tịch Hồ Chí Minh lui dần về phía hậu trường. Sau khi Hồ Chí Minh qua đời năm 1969, ông giữ vai trò điều hành tối cao, theo đuổi chiến lược quân sự quyết liệt trong Chiến tranh Việt Nam, mà đỉnh điểm là Chiến dịch Hồ Chí Minh và Sự kiện 30 tháng 4 năm 1975.
Từ năm 1976, trên cương vị Tổng Bí thư, ông tiếp tục duy trì mô hình kinh tế kế hoạch hóa tập trung và đẩy mạnh cải tạo xã hội chủ nghĩa trên toàn quốc. Về đối ngoại, Lê Duẩn theo đuổi lập trường độc lập, kiên quyết không lệ thuộc vào bất kỳ cường quốc nào, đồng thời giữ khoảng cách với cả Trung Quốc lẫn Liên Xô khi cần thiết. Tuy nhiên, khi căng thẳng với Bắc Kinh ngày càng gia tăng, ông chủ trương thắt chặt liên minh chiến lược với Moskva như một đối trọng. Năm 1978, trong bối cảnh bị quốc tế cô lập, Việt Nam đã tăng cường quan hệ với Liên Xô và gia nhập Hội đồng Tương trợ Kinh tế. Tháng 12 cùng năm, Lê Duẩn tiến hành can thiệp quân sự vào Campuchia nhằm lật đổ chế độ Khmer Đỏ – một đồng minh thân cận của Trung Quốc – và thiết lập chính quyền thân Việt Nam tại Phnôm Pênh. Sự kiện này kéo theo phản ứng gay gắt từ Trung Quốc, dẫn đến cuộc chiến tranh biên giới ngắn ngày vào tháng 2 năm 1979. Trong những năm sau đó, trước khủng hoảng kinh tế kéo dài và sức ép cải cách ngày càng gia tăng từ nội bộ, Lê Duẩn vẫn kiên quyết bảo vệ mô hình xã hội chủ nghĩa tập trung và phản đối mọi xu hướng "xét lại" hoặc cải cách theo hướng thị trường. Ông tiếp tục giữ chức Tổng Bí thư cho đến khi qua đời vào ngày 10 tháng 7 năm 1986.
Không lâu sau khi Lê Duẩn qua đời, tại Đại hội Đảng lần thứ VI, công cuộc Đổi Mới được khởi xướng. Nhiều chính sách do Lê Duẩn đề ra, đặc biệt trong lĩnh vực kinh tế và tổ chức bộ máy nhà nước, bị xem xét lại và từng bước điều chỉnh theo hướng cởi mở và thực dụng hơn. Dẫu vậy, ảnh hưởng của ông vẫn còn đậm nét trong nhiều mặt của hệ thống chính trị, đặc biệt là trong việc củng cố vai trò lãnh đạo toàn diện của Đảng và xây dựng bộ máy an ninh – kiểm soát chặt chẽ đời sống xã hội. Ông được đánh giá là một trong những nhân vật có ảnh hưởng lớn nhất trong lịch sử hiện đại Việt Nam, không chỉ trong giai đoạn chiến tranh mà cả trong thời kỳ thống nhất đất nước. Ông góp phần định hình mô hình chính trị xã hội chủ nghĩa đặc thù tại Việt Nam, kết hợp giữa tư tưởng Marx–Lenin với đường lối cách mạng dân tộc. Một số nhà nghiên cứu trong và ngoài nước nhận định ông là nhà lãnh đạo có ảnh hưởng lớn thứ hai trong thế kỷ 20 tại Việt Nam, chỉ sau Hồ Chí Minh.

## Thiếu thời
Lê Duẩn, tên khai sinh là Lê Văn Nhuận, sinh ngày 7 tháng 4 năm 1907 (cũng có nguồn cho là 1908), tại làng Bích La Đông, tổng Bích La, phủ Triệu Phong, tỉnh Quảng Trị (nay thuộc xã Triệu Phong, tỉnh Quảng Trị). Gia đình Lê Duẩn thuộc tầng lớp lao động, sinh sống chủ yếu bằng nghề thủ công. Cha là Lê Văn Hiệp, con út trong một gia đình có chín anh chị em, làm nghề thợ mộc và được biết đến là người thông thạo chữ Nho, từng thi đỗ khóa sinh. Mẹ là Võ Thị Đạo, xuất thân từ một gia đình làm nông tại cùng địa phương. Ông nội, Lê Văn Thống, từng tham gia phong trào Cần Vương chống Pháp vào cuối thế kỷ 19. Lê Văn Nhuận là con thứ ba trong gia đình có năm người con, song do hai anh trai mất sớm nên cậu trở thành con trai trưởng. Vì hoàn cảnh kinh tế khó khăn, cả nhà đã chuyển đến sống gần chợ Sãi ở làng Hậu Kiên lân cận, nơi được cho là thuận tiện hơn cho việc mưu sinh. Dù vậy, cuộc sống nơi đây vẫn rất cơ cực, người dân chủ yếu làm thuê hoặc sống dựa vào các nghề tiểu thủ công nghiệp. Ông Hiệp tuy cố gắng làm lụng, nhưng thu nhập vẫn chỉ vừa đủ để nuôi gia đình.
Lê Văn Nhuận được gia đình cho học chữ Hán từ nhỏ với các thầy đồ trong làng, trước khi chuyển sang học chữ Quốc ngữ. Năm 1914, khi vừa lên 7 tuổi, cậu bắt đầu theo học tại trường phủ Triệu Phong. Trong thời gian này, Nhuận thường theo mẹ đi lễ ở các chùa quanh vùng và đặc biệt yêu thích không khí thanh tịnh nơi cửa Phật. Cậu có thể ngồi hàng giờ để nghe tụng kinh và chiêm bái tượng Phật. Dù xuất thân trong gia đình nghèo khó và là người duy nhất được đi học, Nhuận vẫn dành thời gian dạy chữ cho em gái. Năm 1920, cậu thi đỗ Sơ học yếu lược với kết quả khá, trở thành một trong số ít học sinh địa phương có thể tiếp tục theo học ở cấp bậc cao hơn. Nhờ tấm bằng này, Nhuận được nhận vào Trường Tiểu học Pháp–Việt Quảng Trị, nơi áp dụng chương trình giáo dục do chính quyền bảo hộ thiết kế, kết hợp giảng dạy bằng tiếng Pháp lẫn tiếng Việt. Bất chấp hoàn cảnh gia đình chật vật, cậu vẫn duy trì thành tích học tập tốt, nổi bật với tính cần mẫn và đặc biệt yêu thích các môn lịch sử, văn học. Trong thời gian này, Nhuận thường tìm đọc các tác phẩm của Phan Bội Châu, người có ảnh hưởng lớn đến tư tưởng yêu nước của thanh niên Việt Nam đương thời. Năm 1923, cậu thi đậu bằng tiểu học, trở thành học sinh đầu tiên của làng Hậu Kiên tốt nghiệp bậc này.

### Phát triển tư tưởng cách mạng
Năm 1924, Lê Văn Nhuận đến Huế để thi tuyển vào Trường Quốc học. Tuy nhiên, do mắc bệnh thương hàn trong thời gian ôn thi, cậu không đạt kết quả như mong muốn và chỉ được nhận vào học dự thính. Sau thời hạn sáu tháng, cậu không được chuyển sang diện học chính thức và bị buộc phải thôi học. Tuy nhiên, Nhuận vẫn quyết tâm ở lại Huế ôn tập, nuôi hy vọng thi lại. Tháng 11 năm 1925, chính quyền thuộc địa Pháp tổ chức phiên toà xét xử Phan Bội Châu, tuyên án tử hình. Sự kiện này đã khơi dậy làn sóng phản đối mạnh mẽ khắp cả nước. Tại Huế, học sinh các trường đồng loạt hưởng ứng phong trào đòi giảm án cho cụ Phan. Nhuận tích cực tham gia vào phong trào này. Những trải nghiệm tại Huế được cho là để lại dấu ấn sâu sắc trong nhận thức chính trị và thế giới quan đang thành hình của một cậu thanh niên đang trưởng thành.
Sau khi rời Huế, Lê Văn Nhuận trở về quê nhà Quảng Trị, nhưng không lựa chọn gắn bó lâu dài với làng quê. Cậu quyết định đi Đà Nẵng để tìm kiếm cơ hội lập nghiệp. Thời gian đầu, Nhuận làm gia sư, sau đó, từ tháng 5 năm 1926, chuyển sang làm thư ký tại Sở Hỏa xa Đà Nẵng. Trong môi trường lao động công nghiệp, cậu bắt đầu tiếp xúc với phong trào yêu nước của thanh niên trí thức và công nhân. Trong thời gian này, Nhuận tích cực tham gia các hoạt động tuyên truyền tư tưởng ái quốc, vận động quần chúng tẩy chay hàng ngoại, hưởng ứng phong trào tưởng niệm Phan Chu Trinh và đòi cải thiện điều kiện sống của công nhân. Sau đó, Nhuận cùng một số bằng hữu đã thành lập "Hội Ái hữu Lái xe Trung Kỳ" với mục đích tập hợp, đoàn kết và nâng cao ý thức tổ chức của công nhân. Dưới hình thức tương trợ nghề nghiệp, hội thực chất là một diễn đàn để tuyên truyền tư tưởng cách mạng. Trong bối cảnh phong trào yêu nước trong nước và trên thế giới đang phát triển mạnh mẽ, Nhuận dần tiếp cận với các tư tưởng cách mạng quốc tế. Thông qua mối quan hệ với nhóm thanh niên yêu nước tại Bưu điện Đà Nẵng và giới công nhân địa phương, cậu có cơ hội tiếp cận các ấn phẩm có nội dung chính trị, như Việt Nam hồn, Tân thế kỷ, cùng như các bản dịch tác phẩm của Karl Marx, Friedrich Engels, Vladimir Ilyich Lenin. Cũng trong thời gian này, Lê Văn Nhuận bắt đầu sử dụng bí danh "Lê Duẩn".

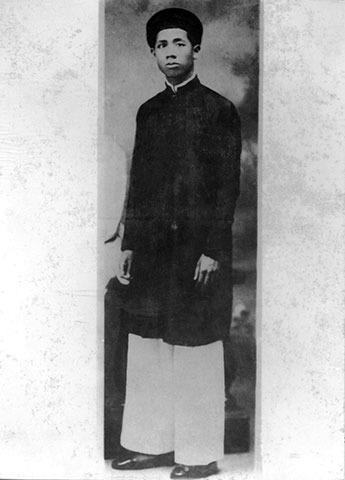
Lê Văn Nhuận lúc trẻ trong trang phục áo the khăn xếp (1928)

Năm 1927, khi tuyến đường sắt Vinh – Đông Hà hoàn thành, Lê Duẩn được điều ra Hà Nội công tác, đảm nhiệm vị trí thư ký tại dépôt của Sở Hỏa xa Đông Dương. Dù công việc tương đối ổn định, cậu không xem đó là một định hướng lâu dài, mà coi đó là cơ hội để tiếp xúc với tầng lớp công nhân và phong trào cách mạng nơi đây. Tại Hà Nội, Lê Duẩn sống cùng hai người bạn tại một căn hộ thuê ở ngõ Gạch, đường Yên Phụ. Hằng ngày, cậu đi bộ đến nơi làm việc thuộc khu vực ga Hàng Cỏ. Từ các mối quan hệ trong giới lao động và thông qua hiệu sách Văn Khê thư quán trên phố Hàng Gai – do Nguyễn Tạo, một thành viên Tân Việt Cách mệnh Đảng, điều hành – cậu có cơ hội nghiên cứu thêm lý luận Marx–Lenin cũng như kinh nghiệm cách mạng quốc tế thông qua các ấn phẩm như Đường Kách mệnh của Nguyễn Ái Quốc hay báo Thanh niên. Trong bối cảnh nội bộ Tân Việt chia rẽ, Lê Duẩn cùng nhiều đồng chí chuyển sang hoạt động trong Việt Nam Thanh niên Cách mạng Đồng chí Hội, tổ chức do Nguyễn Ái Quốc sáng lập, có tổ chức chặt chẽ và đường lối cách mạng rõ ràng hơn. Tại đây, cậu đảm nhiệm công tác tuyên truyền, vận động quần chúng, đặc biệt là công nhân ngành đường sắt tại các khu vực như Hà Nội và Gia Lâm. Ngoài giờ làm việc, Lê Duẩn tích cực tổ chức các cuộc sinh hoạt bí mật, phát tán truyền đơn và kết nạp các công nhân có tư tưởng cách mạng vào tổ chức.

## Sự nghiệp chính trị ban đầu

### Hoạt động cách mạng (1930–1945)
Tháng 2 năm 1930, Đảng Cộng sản Việt Nam chính thức được thành lập thông qua việc hợp nhất các tổ chức cộng sản đang hoạt động trong nước. Trong bối cảnh đó, Lê Duẩn trở thành một trong những đảng viên đầu tiên tại Hà Nội. Sau Hội nghị Trung ương Đảng vào tháng 10 năm 1930, ông được phân công làm Ủy viên Ban Tuyên huấn Xứ ủy Bắc Kỳ, phụ trách biên soạn tài liệu tuyên truyền và phổ biến đường lối cách mạng. Đồng thời, ông còn tham gia chỉ đạo các hoạt động vận động và đấu tranh của công nhân tại một số trung tâm công nghiệp như Hà Nội và Hải Phòng. Cuối tháng 4 năm 1931, sau các sự kiện như Khởi nghĩa Yên Bái và phong trào Xô viết Nghệ Tĩnh, chính quyền thuộc địa tăng cường đàn áp các phong trào chính trị. Trong bối cảnh đó, Lê Duẩn tham gia tổ chức các cuộc biểu tình tại Hải Phòng nhân dịp Ngày Quốc tế Lao động và bị lực lượng mật thám Pháp bắt giữ. Ông bị kết án 20 năm tù và lần lượt bị giam giữ tại Sơn La và sau đó là Côn Đảo.
Năm 1936, tình hình chính trị tại Pháp có sự biến động sau khi Mặt trận Bình dân lên cầm quyền. Trước áp lực từ chính quốc, chính quyền bảo hộ ở Đông Dương buộc phải thi hành chính sách ân xá, trả tự do cho hàng nghìn tù nhân chính trị. Lê Duẩn được trả tự do và trở về Trung Kỳ, tiếp tục tìm cách nối lại liên lạc với tổ chức Đảng. Tháng 3 năm 1938, được phân công giữ chức Bí thư Xứ ủy Trung Kỳ, phụ trách công tác tổ chức và tuyên truyền tại khu vực miền Trung. Trong cao trào của Mặt trận Dân chủ Đông Dương, ông tham gia tổ chức nhiều hoạt động công khai nhằm đấu tranh đấu tranh đòi quyền lợi dân sinh và cải thiện đời sống người lao động. Giai đoạn này, phương thức hoạt động của ông kết hợp giữa hình thức công khai và bí mật nhằm mở rộng ảnh hưởng cách mạng trong xã hội. Sang năm 1939, sau khi được bầu vào Thường vụ Ban Chấp hành Trung ương Đảng, Lê Duẩn chính thức bước vào hàng ngũ lãnh đạo cao nhất của Đảng.

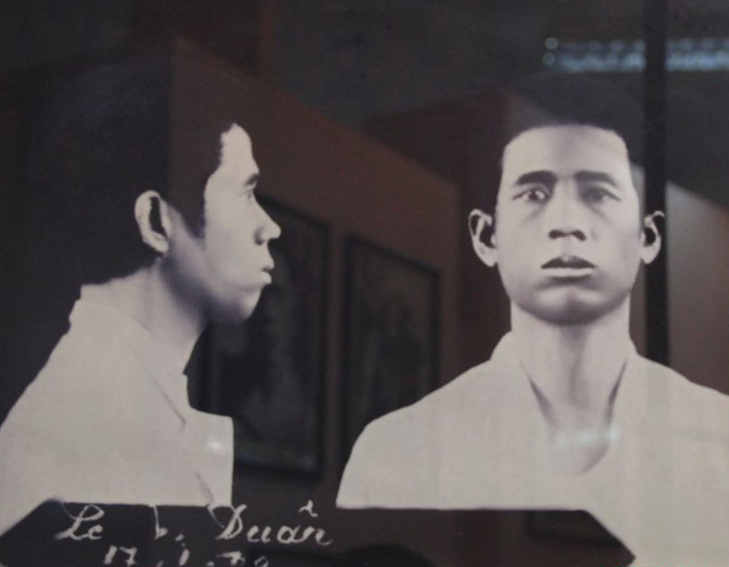
Ảnh hồ sơ do cơ quan chức năng Pháp chụp khi Lê Duẩn bị bắt năm 1940

Từ cuối năm 1939, sau khi Chiến tranh thế giới thứ hai bùng nổ, chính quyền thuộc địa Pháp tăng cường các biện pháp đàn áp đối với các lực lượng chính trị đối lập. Chính sách "hòa bình dân chủ" trước đó bị chấm dứt, nhiều tổ chức công khai, trong đó có Mặt trận Dân chủ Đông Dương, bị giải tán. Đảng Cộng sản và các tổ chức liên quan bị đặt ngoài vòng pháp luật. Nhiều đảng viên bị bắt, hệ thống tổ chức bị gián đoạn, buộc phong trào cách mạng phải lui vào hoạt động bí mật. Trong bối cảnh đó, Lê Duẩn tiếp tục duy trì các cơ sở tổ chức của Đảng tại khu vực miền Trung. Ông giữ vai trò liên hệ với các nhóm công nhân, nông dân và thanh niên, đồng thời tổ chức khôi phục hệ thống cơ sở ở các địa phương như Huế, Đà Nẵng, Quảng Nam và Quảng Ngãi, vốn bị ảnh hưởng nặng nề bởi các chiến dịch truy quét trước đó của chính quyền thuộc địa. Bên cạnh đó, ông còn đảm nhận nhiệm vụ liên lạc giữa các tỉnh miền Trung và Trung ương, đảm bảo việc vận chuyển tài liệu, truyền đơn và chỉ thị được duy trì thông suốt. Đến cuối năm 1940, sau sự kiện quân đội Nhật Bản được phép đổ bộ vào Đông Dương theo thỏa thuận với chính phủ Vichy, phong trào phản đối diễn ra rải rác ở một số địa phương. Trong lúc đang tổ chức hoạt động tại Quảng Trị, Lê Duẩn một lần nữa bị bắt. Sau quá trình điều tra và xét xử, ông bị kết án 10 năm khổ sai và bị đày ra Côn Đảo lần thứ hai.
Trong thời gian bị giam giữ, Lê Duẩn cùng một số tù nhân chính trị tiếp tục duy trì các hoạt động trao đổi, thảo luận chính trị và giữ liên lạc trong điều kiện bí mật. Tháng 3 năm 1945, khi Nhật Bản tiến hành đảo chính Pháp tại Đông Dương và tuyên bố "trao trả độc lập" cho Việt Nam, cục diện chính trị khu vực biến chuyển đột ngột. Đến cuối tháng 4 năm 1945, hệ thống thuộc địa của Pháp hoàn toàn sụp đổ, kéo theo sự tan rã của bộ máy quản lý nhà tù. Trong bối cảnh đó, Lê Duẩn được một nhóm đồng chí tổ chức giải thoát khỏi nơi giam giữ. Sau khi được đưa ra khỏi Côn Đảo, ông trở về miền Trung và nhanh chóng tham gia vào các hoạt động chính trị trong tình hình mới. Khi Nhật Bản lâm vào thế thất bại trong Chiến tranh thế giới thứ hai, ông liên hệ với các cơ sở Đảng tại địa phương để phối hợp với Trung ương và các cấp bộ chuẩn bị cho cuộc tổng khởi nghĩa giành chính quyền. Dù không trực tiếp tham gia các hoạt động chống Nhật trong phần lớn thời gian do bị giam giữ, Lê Duẩn vẫn được phân công đảm nhận những vị trí quan trọng trong hệ thống lãnh đạo của Đảng, dựa trên quá trình hoạt động chính trị liên tục từ những năm đầu và lý lịch từng là tù nhân chính trị lâu năm.

### Chiến tranh Đông Dương (1945–1954)

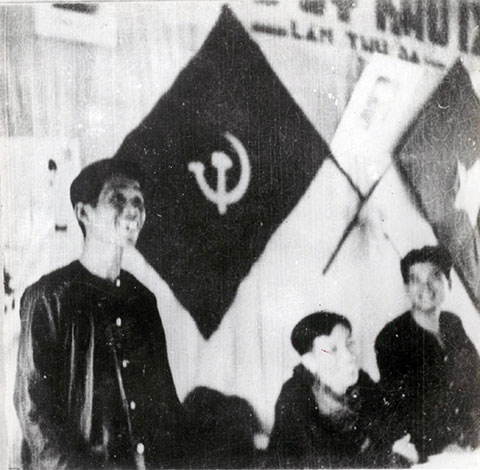
Lê Duẩn (bên trái) và Lê Đức Thọ (ở giữa) tại Hội nghị cán bộ Khu ủy khu 9 năm 1949

Sau khi Cách mạng Tháng Tám năm 1945 thành công, tình hình miền Nam nhanh chóng trở nên hỗn loạn. Ngày 23 tháng 9 năm 1945, quân đội Pháp, với sự hỗ trợ của người Anh và lực lượng Nhật đầu hàng, nổ súng tái chiếm Sài Gòn. Trước tình thế đó, Xứ ủy Nam Bộ cùng Ủy ban Nhân dân Nam Bộ tổ chức Hội nghị cán bộ mở rộng khẩn cấp tại ấp Cây Mai (Chợ Lớn), quyết định thành lập Ủy ban Kháng chiến Nam Bộ nhằm chỉ đạo cuộc chiến chống Pháp. Tháng 10 năm 1945, Lê Duẩn được bầu làm quyền Trưởng Xứ ủy Nam Bộ. Ông cùng tập thể Xứ ủy chỉ đạo xây dựng lực lượng vũ trang, tổ chức chính quyền cách mạng các cấp, phát động phong trào kháng chiến toàn dân.
Trong bối cảnh địa hình phức tạp và sự hiện diện của nhiều lực lượng vũ trang địa phương như Hòa Hảo, Cao Đài và Bình Xuyên, miền Nam trở thành chiến trường khó kiểm soát. Để củng cố tổ chức Đảng tại đây, Trung ương cử các đơn vị từ miền Bắc vào tăng cường tổ chức Đảng. Tuy nhiên, các lực lượng cộng sản tại Nam Bộ lúc này hoạt động gần như độc lập, đặc biệt dưới sự chỉ huy của Trần Văn Giàu và Nguyễn Bình, với các chiến thuật vượt ngoài định hướng của Trung ương. Trước tình trạng đó, năm 1948, Trung ương cử Lê Đức Thọ vào miền Nam nhằm tăng cường kiểm soát và điều phối lại hoạt động Xứ ủy. Tại đây, Lê Đức Thọ lần đầu gặp Lê Duẩn – khởi đầu mối quan hệ chính trị gắn bó lâu dài. Cùng nhau, họ xây dựng mạng lưới lãnh đạo hiệu quả để kiểm soát cả các nhóm cộng sản và phi cộng sản tại Nam Bộ.
Năm 1951, dù không tham dự Đại hội Đảng lần thứ II, Lê Duẩn vẫn được bầu vắng mặt vào Ban Chấp hành Trung ương Đảng Lao động Việt Nam và Bộ Chính trị. Cùng thời điểm, nhằm đáp ứng yêu cầu lãnh đạo phong trào kháng chiến, Trung ương Đảng quyết định thay thế Xứ ủy Nam Bộ bằng Trung ương Cục miền Nam. Lê Duẩn tiếp tục được phân công làm Bí thư, đảm nhiệm toàn diện công tác chỉ đạo chính trị và quân sự tại khu vực này. Việc này khiến ông vào thế đối đầu trực tiếp với Nguyễn Bình – một tư lệnh quân sự có khuynh hướng độc lập trong tư duy chiến lược và tác chiến, vốn không hoàn toàn phù hợp với đường lối chung của Trung ương. Sau đó, người này được triệu hồi về Hà Nội nhưng đã tử nạn trên đường đi trong một sự kiện được cho là có nhiều uẩn khúc. Cái chết của Nguyễn Bình đã tạo điều kiện cho Lê Duẩn, cùng với Lê Đức Thọ và Phạm Hùng, củng cố vững chắc vị thế lãnh đạo tại miền Nam.

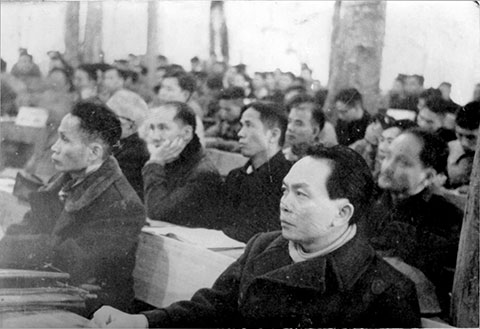
Lê Duẩn (hàng thứ hai, giữa) và Võ Nguyên Giáp (hàng thứ nhất, bên phải) tại Hội nghị Trung ương ở Việt Bắc

Năm 1952, Lê Duẩn được triệu tập ra Hà Nội dự Hội nghị Trung ương rồi sau đó sang Bắc Kinh điều trị sức khỏe. Trong thời gian ở Trung Quốc, ông có cơ hội quan sát trực tiếp các chính sách cải cách ruộng đất do chính quyền Mao Trạch Đông triển khai. Khi trở lại Việt Nam năm 1953, ông bày tỏ lo ngại trước việc mô hình cải cách tương tự đang được áp dụng tại miền Bắc Việt Nam, đặc biệt sau khi nhận thấy những hệ lụy xã hội mà chính sách này gây ra tại Trung Quốc. Cũng trong thời điểm này, Lê Duẩn lần đầu tiếp xúc với Đại tướng Võ Nguyên Giáp, người trẻ hơn ông Duẩn nhưng lại giữ vị trí cao hơn trong Bộ Chính trị và có mối quan hệ gần gũi với Chủ tịch Hồ Chí Minh. Cảm giác bị "gạt ra bên lề" ngày càng rõ khi ông bị điều vào vùng Liên khu V (tỉnh Quảng Ngãi) để phụ trách công tác huấn luyện cán bộ, xa rời các chiến dịch trọng điểm như Điện Biên Phủ do tướng Giáp trực tiếp chỉ huy. Theo nhận định của sử gia Nguyễn Thị Liên Hằng, mối quan hệ giữa hai người ngay từ đầu đã tồn tại những căng thẳng tiềm ẩn. Việc không được tham gia vào các chiến dịch trọng yếu, cùng với sự điều chuyển được mô tả là "gần như bị lưu đày", khiến ông Duẩn có thể đã cảm thấy bất bình trước vị thế ngày càng nổi bật của Võ Nguyên Giáp.

### Ở lại miền Nam sau Hiệp định Genève (1954–1957)
Sau khi Hiệp định Genève được ký kết vào tháng 7 năm 1954, Việt Nam tạm thời bị chia cắt thành hai miền. Lê Duẩn được Trung ương cử trở lại miền Nam để phổ biến nội dung thỏa thuận, tổ chức việc tập kết lực lượng và chuẩn bị cho cuộc tổng tuyển cử dự kiến tổ chức vào năm 1956 nhằm thống nhất đất nước. Trong hội nghị lãnh đạo khu vực tại Bạc Liêu vào tháng 10 năm 1954, ông đã phải giải thích rõ những giới hạn và bất định của Hiệp định, đồng thời cảnh báo rằng phía Mỹ và chính quyền Ngô Đình Diệm có thể sẽ không thực hiện nghiêm túc các cam kết về tổng tuyển cử. Dù được yêu cầu tập kết ra Bắc sau khi hoàn thành nhiệm vụ, Lê Duẩn ba lần gửi điện xin ở lại miền Nam và chỉ đến lần thứ ba mới được Trung ương chấp thuận. Ông quay trở lại Cà Mau bằng xuồng nhỏ và được nhóm cán bộ thân tín như Võ Văn Kiệt hộ tống lên Bến Tre.
Cuối năm 1954, Bộ Chính trị quyết định giải thể Trung ương Cục miền Nam và tái lập Xứ ủy Nam Bộ, với Lê Duẩn được phân công làm Bí thư. Ông tổ chức lại cơ cấu lãnh đạo tại miền Nam bằng cách chia khu vực thành ba liên tỉnh khu (Đông, Trung, Tây Nam Bộ) và một khu đặc biệt là Sài Gòn – Chợ Lớn. Trong thời gian này, mặc dù Trung ương vẫn chủ trương ưu tiên đấu tranh chính trị nhằm thực hiện Hiệp định Genève thông qua con đường hiệp thương và tổng tuyển cử, Lê Duẩn cho rằng cần chủ động xây dựng lại mạng lưới tổ chức để ứng phó với khả năng xung đột. Ông tiến hành khảo sát nhiều địa phương, chỉ đạo củng cố cơ sở cách mạng cả ở nông thôn và đô thị, đồng thời tìm cách điều phối hoạt động giữa các nhóm địa phương trong bối cảnh thiếu liên lạc trực tiếp với miền Bắc.
Năm 1955, Lê Duẩn di chuyển lên Sài Gòn, đặt cơ sở hoạt động bí mật tại số nhà 29 đường Huỳnh Khương Ninh, Quận 1. Tại đây, vào tháng 8 năm 1957, ông soạn thảo bản đề cương chính trị có tên Đề cương cách mạng miền Nam, trong đó ông đề xuất phương hướng kết hợp giữa đấu tranh chính trị và đấu tranh vũ trang nhằm giải phóng miền Nam trong trường hợp Hiệp định Genève không được thực thi đầy đủ. Bề ngoài, ông ủng hộ chính sách đấu tranh chính trị hòa bình do Trung ương đề ra, phù hợp với tình hình miền Nam và chủ trương quốc tế. Tuy nhiên, nội dung thực chất nhấn mạnh việc xây dựng lực lượng quần chúng "làm cách mạng lật đổ Mỹ – Diệm". Ông phân biệt giữa đấu tranh hợp pháp kiểu cải lương và đấu tranh chính trị cách mạng dựa vào lực lượng quần chúng. Lê Duẩn cho rằng Đảng phải sẵn sàng lãnh đạo quần chúng nổi dậy như trong Cách mạng Tháng Tám. Ông chỉ trích một số cán bộ chưa hiểu rõ sức mạnh quần chúng nên chưa phát động được phong trào cách mạng đúng mức. Tình hình miền Nam lúc bấy giờ nhanh chóng trở nên phức tạp khi Ngô Đình Diệm triển khai chính sách đàn áp phong trào cộng sản, truy quét các tổ chức kháng chiến. Khi tình hình an ninh ở Sài Gòn trở nên rủi ro, Lê Duẩn tạm thời rút lên Đà Lạt ẩn náu trong một thời gian ngắn, trước khi trở lại tiếp tục hoạt động.

### Trở về miền Bắc (1957–1960)

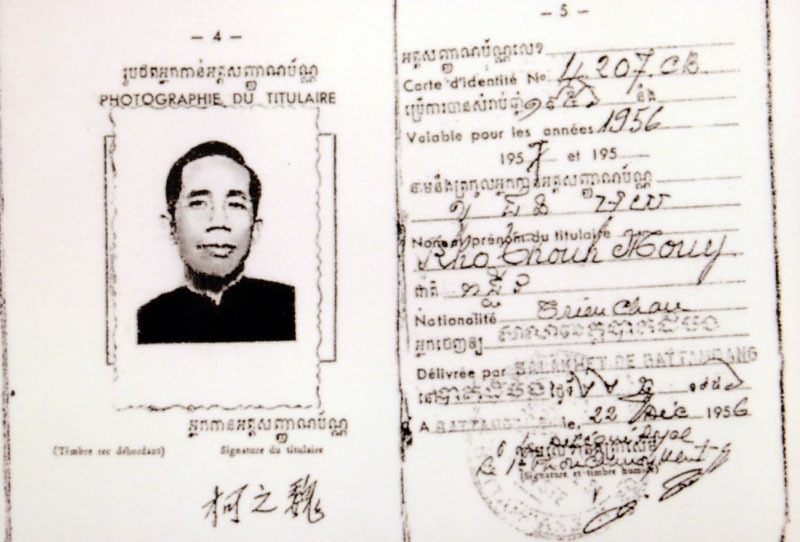
Hộ chiếu giả dùng trong chuyến đi của Lê Duẩn từ Campuchia đến Hồng Kông, quá cảnh Quảng Châu, về Hà Nội năm 1957. Ông sử dụng tên giả tiếng Trung "Kha Chi Ngụy" (柯之魏)

Sau thời gian hoạt động bí mật ở miền Nam, Lê Duẩn được Trung ương triệu hồi ra Hà Nội vào tháng 4 năm 1957. Ông di chuyển qua ngả Campuchia, Hồng Kông và Quảng Châu, sử dụng một hộ chiếu Campuchia dưới danh tính một người Hoa nhằm bảo đảm an toàn. Vào thời điểm này, Ban Chấp hành Trung ương Đảng Lao động Việt Nam đang trong quá trình tìm kiếm một nhân sự mới cho vị trí lãnh đạo cấp cao, trong bối cảnh một số lãnh đạo kỳ cựu đang đối mặt với khủng hoảng uy tín do các sai lầm trong Cải cách ruộng đất và Phong trào Nhân Văn – Giai Phẩm. Lê Duẩn, người không trực tiếp liên quan đến hai chiến dịch trên, được xem là một ứng cử viên "trung lập" có khả năng thay thế, nhờ lý lịch cách mạng và kinh nghiệm lãnh đạo ở miền Nam.
Sau khi trở về Hà Nội, Lê Duẩn đã nổi lên như một nhân vật trung tâm trong bộ máy lãnh đạo của Đảng Lao động Việt Nam, khi được bổ nhiệm làm Quyền Tổng Bí thư sau khi Trường Chinh phải từ chức do những sai lầm trong cải cách ruộng đất. Dù Hồ Chí Minh tạm thời kiêm nhiệm chức vụ này, ông chỉ giữ vai trò tượng trưng và dần chuyển giao quyền điều hành cho thế hệ lãnh đạo trẻ hơn như Phạm Văn Đồng, Trường Chinh và Lê Duẩn. Theo William J. Duiker, việc Lê Duẩn trở thành người được chọn phản ánh tầm nhìn chiến lược, khả năng tổ chức và sự tận tụy của ông trong công tác cách mạng, đặc biệt là ở miền Nam, nơi ông được xem như "Cụ Hồ miền Nam". Đồng thời, tư cách là người miền Nam giúp ông đại diện cho khu vực phía Nam vĩ tuyến 17, trong bối cảnh thống nhất đất nước dần trở thành ưu tiên hàng đầu trong chính sách của Hà Nội.
Trong nội bộ Đảng Lao động Việt Nam lúc này xuất hiện sự phân hóa giữa hai xu hướng lớn: một phe ưu tiên củng cố miền Bắc và một phe chủ trương đẩy mạnh đấu tranh cách mạng ở miền Nam. Lê Duẩn cùng với Lê Đức Thọ và Phạm Hùng là những người tiêu biểu của xu hướng thứ hai. Họ cho rằng việc tăng cường hỗ trợ cho phong trào cách mạng miền Nam không chỉ cần thiết về mặt chiến lược, mà còn có thể tạo ra sự gắn kết trong Đảng, góp phần củng cố lòng tin của quần chúng. Trong bối cảnh đó, Lê Duẩn tìm cách giành quyền soạn thảo Nghị quyết 15, văn kiện quan trọng định hướng chiến lược đối với miền Nam. Ban đầu, nhiệm vụ soạn thảo được giao cho Đại tướng Võ Nguyên Giáp. Tuy nhiên, do tiến độ trì hoãn và có thể dưới ảnh hưởng vận động từ phía Lê Duẩn, Chủ tịch Hồ Chí Minh đã chuyển giao công việc này cho ông. Lê Duẩn cùng với Phạm Hùng đã chỉnh sửa và hoàn thiện nghị quyết qua hơn hai mươi bản dự thảo.
Tại Hội nghị Trung ương 15 mở rộng, tổ chức vào tháng 1 năm 1959, Lê Duẩn trình bày bản dự thảo cuối cùng. Nghị quyết đề xuất kết hợp đấu tranh chính trị và đấu tranh vũ trang nhằm chống lại chính quyền Ngô Đình Diệm, với lập luận rằng Diệm đã vi phạm Hiệp định Genève khi từ chối tổ chức tổng tuyển cử để thống nhất đất nước. Tuy nhiên, để dung hòa với quan điểm thận trọng trong Đảng, văn kiện vẫn giữ lập trường phòng thủ, nhấn mạnh rằng chỉ khi bị đàn áp bằng bạo lực, cách mạng mới tiến hành vũ trang để tự vệ và phản công. Ngay sau hội nghị, Lê Duẩn thực hiện một chuyến đi bí mật vào miền Nam để khảo sát thực địa. Tại đây, ông ghi nhận tình trạng đàn áp ngày càng gia tăng của chính quyền Sài Gòn, đặc biệt sau khi ban hành Luật 10/59 – cho phép áp dụng hình phạt tử hình đối với bất kỳ ai bị nghi ngờ có hành vi chống đối. Những ghi nhận này củng cố quan điểm của ông về tính tất yếu của con đường đấu tranh vũ trang. Đến tháng 5 năm 1959, sau nhiều cuộc thảo luận, Trung ương Đảng chính thức phê chuẩn việc triển khai Nghị quyết 15 và thành lập Đoàn 559 – đơn vị chuyên trách tổ chức tuyến vận tải quân sự chiến lược dọc dãy Trường Sơn, về sau được biết đến với tên gọi Đường mòn Hồ Chí Minh.

## Bí thư Thứ nhất (1960–1976)

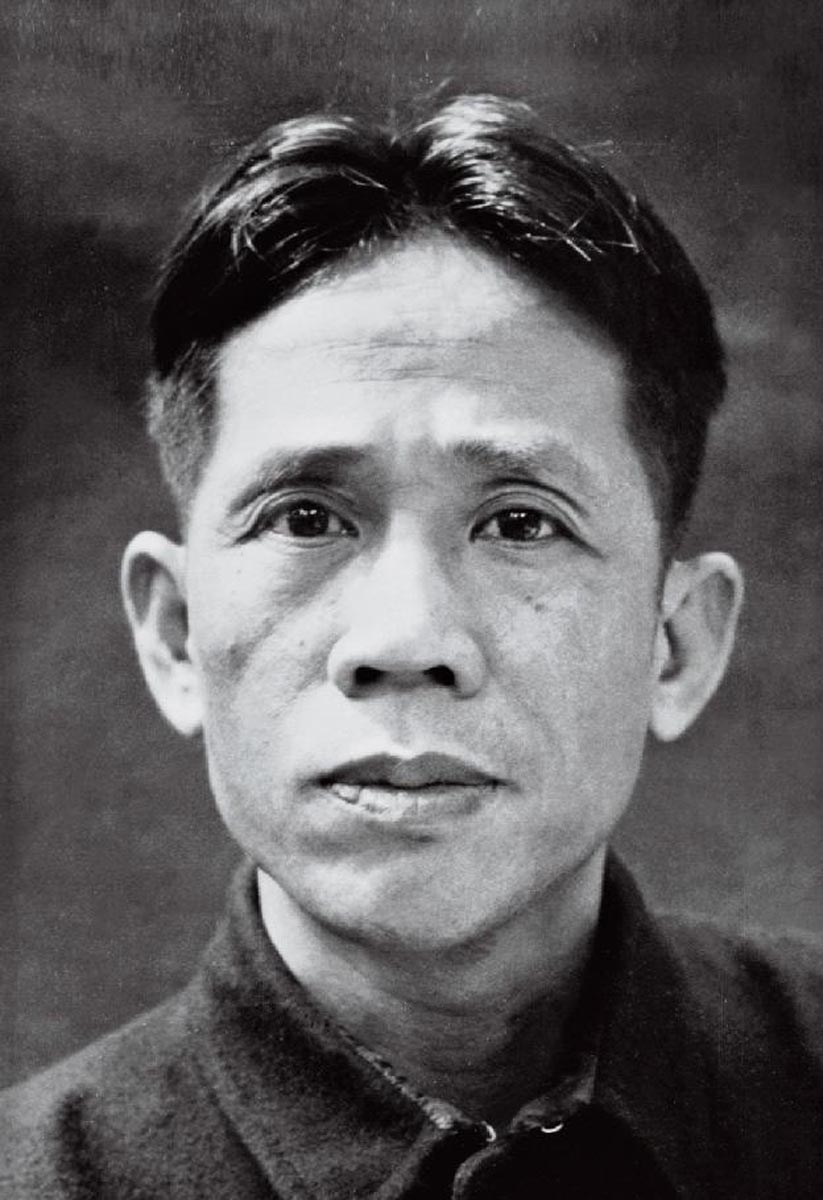
Lê Duẩn năm 1951

Tại Đại hội Đảng lần thứ III năm 1960, Lê Duẩn chính thức được bầu làm Bí thư Thứ nhất Ban Chấp hành Trung ương Đảng Lao động Việt Nam (thay cho chức danh cũ là Tổng Bí thư, theo mô hình tổ chức của Đảng Cộng sản Liên Xô). Đây là cương vị tương đương với chức vụ lãnh đạo cao nhất của Đảng, khiến ông trở thành nhà lãnh đạo trên thực tế của Đảng, dù Chủ tịch Hồ Chí Minh vẫn giữ chức Chủ tịch Đảng. Việc Lê Duẩn được bầu vào vị trí này giúp Đảng Lao động Việt Nam tăng cường chỉ đạo trực tiếp đối với miền Nam, trong bối cảnh tình hình khu vực này ngày càng xấu đi trước chính sách chống cộng quyết liệt của chính quyền Ngô Đình Diệm. Giới lãnh đạo Đảng lo ngại phong trào cách mạng có nguy cơ bị đẩy lùi hoặc mất kiểm soát, do đó việc Lê Duẩn — người có kinh nghiệm ở miền Nam và chủ trương đường lối cứng rắn — đảm nhận vị trí lãnh đạo được xem là giải pháp nhằm củng cố mối liên kết với các lực lượng cộng sản tại đây và khôi phục thế chủ động trên chiến trường.
Mặc dù lý do bổ nhiệm Lê Duẩn làm Tổng Bí thư vẫn còn là chủ đề tranh cãi, có nhiều dấu hiệu cho thấy Hồ Chí Minh đã ủng hộ quyết định này. Việc chuyển giao vai trò điều hành cho Lê Duẩn cho phép ông rút lui khỏi công việc quản trị thường nhật, để tập trung hơn vào đối ngoại, các vấn đề của khối xã hội chủ nghĩa và công việc viết lách. Tuy nhiên, Hồ Chí Minh vẫn giữ vai trò biểu tượng có ảnh hưởng trong bộ máy lãnh đạo. Các nhân vật chủ chốt như Lê Duẩn, Tố Hữu, Trường Chinh và Phạm Văn Đồng thường xuyên "dùng cơm tối" với Hồ Chí Minh để trao đổi công việc, phản ánh mô hình lãnh đạo tập thể, trong đó Lê Duẩn luôn tỏ rõ sự tôn trọng và duy trì uy tín chính trị của Hồ Chủ tịch.

### Định hình chiến lược chiến tranh miền Nam
Ngay từ cuối thập niên 1950, Lê Duẩn đã xác định rằng cách mạng miền Nam không thể giành thắng lợi nếu chỉ dựa vào đấu tranh chính trị, mà cần kết hợp với bạo lực vũ trang theo hướng một cuộc chiến tranh trường kỳ. Tại Đại hội Đảng lần thứ III, Lê Duẩn kêu gọi thành lập một mặt trận nhân dân tại miền Nam Việt Nam. Đề xuất này được Ban Chấp hành Trung ương thông qua, với nghị quyết xác định nhiệm vụ chung của cách mạng Việt Nam là "đẩy mạnh cách mạng xã hội chủ nghĩa ở miền Bắc đồng thời thúc đẩy cách mạng dân chủ nhân dân ở miền Nam." Ngày 20 tháng 12 năm 1960, ba tháng sau Đại hội, Mặt trận Dân tộc Giải phóng miền Nam Việt Nam chính thức được thành lập. Theo tuyên bố của Lê Duẩn, tổ chức này có nhiệm vụ "tập hợp tất cả các lực lượng yêu nước nhằm lật đổ chính quyền Diệm [ở miền Nam] và từ đó tạo điều kiện cho việc hòa bình thống nhất Tổ quốc."

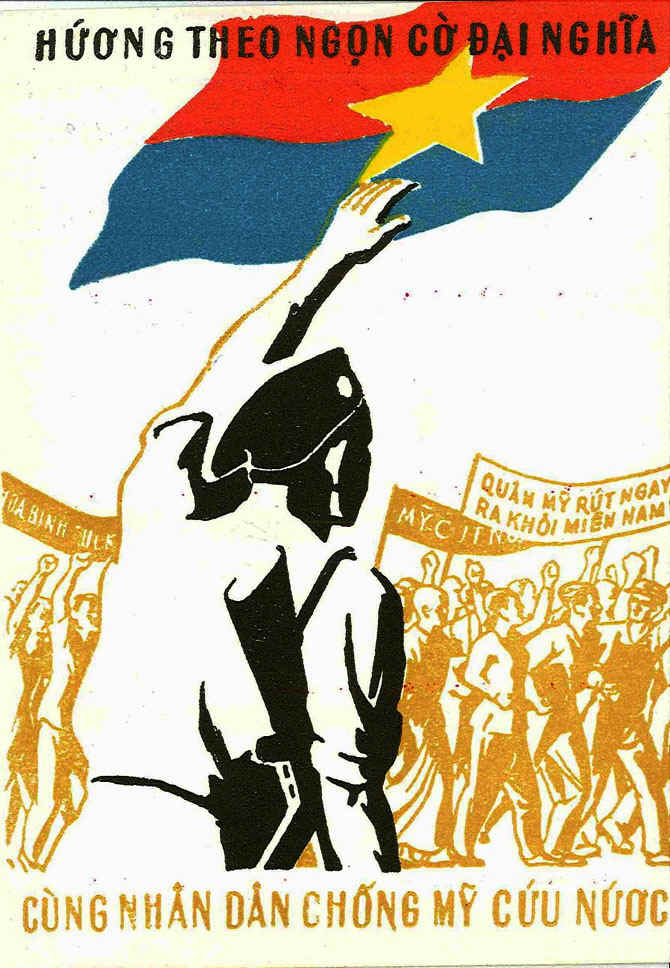
Tranh cổ động của Mặt trận Dân tộc Giải phóng miền Nam Việt Nam

Trong bức thư gửi Nguyễn Văn Linh năm 1961, Lê Duẩn vạch rõ chiến lược bao gồm khởi nghĩa từng phần, xây dựng căn cứ cách mạng, tiến hành chiến tranh du kích và cuối cùng là tổng khởi nghĩa với sự kết hợp giữa lực lượng chính trị và quân sự. Theo ông, hình thái chiến tranh này là "con đường cách mạng kiểu Việt Nam". Thời gian đầu, Lê Duẩn đặc biệt thận trọng trước nguy cơ Hoa Kỳ can thiệp sâu nếu miền Bắc hành động quá sớm. Năm 1962, ông từng chỉ đạo kiềm chế các lực lượng miền Nam, tránh các hành động gây kích động nhằm duy trì chiến tranh ở mức thấp và không để Mỹ lấy cớ can thiệp trực tiếp.
Tuy nhiên, sau sự kiện Vịnh Bắc Bộ tháng 8 năm 1964, quan điểm của Lê Duẩn thay đổi rõ rệt. Dựa trên đánh giá rằng Mỹ đã quyết định leo thang, Bộ Chính trị ra chỉ thị cảnh báo khả năng Mỹ đưa quân vào miền Nam, chuyển từ chiến lược "chiến tranh đặc biệt" sang chiến lược "chiến tranh cục bộ". Lê Duẩn kêu gọi toàn quốc tăng cường chuẩn bị sẵn sàng chiến đấu, bao gồm cả các phương án phòng thủ miền Bắc. Trong thư gửi Tướng Nguyễn Chí Thanh, ông dự báo cuộc chiến sẽ "dữ dội và kéo dài hơn", nhưng khẳng định bản chất xung đột không thay đổi. Theo ông, chính quyền Sài Gòn không có được sự ủng hộ thực chất từ nhân dân, do đó chiến tranh du kích kết hợp với các đợt tấn công quy ước của Quân Giải phóng vẫn là chiến lược chủ đạo. Dù vẫn yêu cầu tránh giao tranh quy mô lớn nơi quân Mỹ đóng mạnh, Lê Duẩn bắt đầu đẩy mạnh các đòn đánh gây tổn thất cho Mỹ, nhằm nâng cao tinh thần chiến đấu và làm lung lay ý chí chính trị của đối phương.
Lê Duẩn cho rằng việc Mỹ đưa quân ồ ạt vào miền Nam có thể được khai thác về mặt tuyên truyền và chiến lược. Một mặt, nó cho phép Hà Nội khẳng định vai trò "chống xâm lược" để thu hút sự ủng hộ của người dân cả nước, đặc biệt là thông qua khẩu hiệu "kháng chiến chống Mỹ cứu nước"; mặt khác, nó mở ra cơ hội để gây thương vong lớn, buộc Mỹ phải gia tăng triển khai quân và từ đó khiến xã hội Mỹ ngày càng phản đối chiến tranh. Trong thư gửi Trung ương Cục miền Nam tháng 11 năm 1965, ông đặt mục tiêu tiêu diệt ít nhất 10.000 quân Mỹ trong chiến dịch Xuân–Hè năm sau, và từ 40.000–50.000 quân trong những năm tiếp theo. Ông khẳng định: "Quân Mỹ bị diệt nhiều thì quân Ngụy sẽ tan rã nhanh hơn; hy vọng của Mỹ giành thắng lợi bằng quân sự sẽ bị sụp đổ; phong trào nhân dân Mỹ phản đối cuộc chiến tranh bẩn thỉu của Mỹ ở Việt Nam sẽ dâng cao". Lê Duẩn cho rằng giữ quyền chủ động trên chiến trường sẽ quyết định thắng lợi, nhưng cũng đồng thời bác bỏ khả năng Hoa Kỳ tấn công miền Bắc, vì cho rằng điều này sẽ dẫn đến xung đột với toàn bộ khối xã hội chủ nghĩa.

### Mâu thuẫn nội bộ Đảng
Từ giữa thập niên 1960, vai trò thực quyền của Lê Duẩn ngày càng nổi bật trong bối cảnh Chủ tịch Hồ Chí Minh bắt đầu suy giảm sức khỏe. Từ năm 1964, khi Hồ Chí Minh lâm bệnh, Lê Duẩn dần tiếp quản phần lớn công việc điều hành thường nhật của Đảng. Ông giữ vị trí chủ chốt trong Bộ Chính trị, kiểm soát các cơ quan trọng yếu của Đảng và Nhà nước, đồng thời xây dựng một hệ thống an ninh nội bộ nhằm bảo đảm sự trung thành trong hàng ngũ lãnh đạo. Lê Duẩn cùng các đồng minh thân cận như Lê Đức Thọ, Phạm Hùng và Nguyễn Chí Thanh từng bước chi phối việc hoạch định chính sách chiến lược trong Đảng. Sau khi Hồ Chí Minh qua đời vào ngày 2 tháng 9 năm 1969, nguyên tắc lãnh đạo tập thể vẫn được duy trì về mặt hình thức, nhưng Lê Duẩn nổi lên là người nắm quyền lãnh đạo thực tế trong Bộ Chính trị.
Một số quan sát viên phương Tây cho rằng từ năm 1965, giữa Hồ Chí Minh và Lê Duẩn đã xuất hiện những khác biệt trong cách tiếp cận chính sách. Lê Duẩn, cùng các cộng sự thân tín, được cho là đã gia tăng ảnh hưởng và từng bước làm lu mờ vai trò của Hồ Chí Minh cũng như Thủ tướng Phạm Văn Đồng trong quá trình ra quyết sách. Bối cảnh chính trị nội bộ Đảng Lao động giai đoạn này nổi lên cuộc tranh luận gay gắt về chiến lược đối với miền Nam. Phe ôn hòa trong Bộ Chính trị – có nguồn cho rằng gồm cả Hồ Chí Minh và Võ Nguyên Giáp – chủ trương đường lối "vừa đánh, vừa đàm". Phe ôn hòa thiên về phương án tập trung phát triển miền Bắc xã hội chủ nghĩa và tránh đối đầu trực tiếp với Mỹ quá sớm. Một số tài liệu cũng ghi nhận rằng vào năm 1963, Hồ Chí Minh từng bí mật liên lạc với Ngô Đình Diệm để tìm kiếm một giải pháp hòa bình nhằm thống nhất đất nước. Ngược lại, phe "chủ chiến" gồm Lê Duẩn, Lê Đức Thọ và Nguyễn Chí Thanh lại tỏ ra cứng rắn và quyết liệt hơn. Lê Duẩn tin tưởng rằng một loạt tổng công kích vào các đô thị miền Nam sẽ kích động được tổng khởi nghĩa của quần chúng, dẫn đến chiến thắng quyết định trong thời gian ngắn.

### Củng cố quyền lực
Sau Đại hội Đảng lần thứ III năm 1960, cùng với việc mở rộng thẩm quyền của Ban Bí thư theo Điều lệ Đảng mới, Lê Duẩn từng bước củng cố quyền lực và kiểm soát nhiều lĩnh vực trọng yếu trong bộ máy chính trị bao gồm tuyên truyền, giáo dục, khoa học, công nghiệp và quốc phòng. Những cộng sự thân tín của ông cũng được đề bạt vào các vị trí chủ chốt: Lê Đức Thọ đứng đầu Ban Tổ chức Trung ương – cơ quan kiểm soát toàn bộ công tác cán bộ; Nguyễn Chí Thanh phụ trách Tổng cục Chính trị Quân đội Nhân dân Việt Nam; còn Tố Hữu thì đảm nhiệm mảng tư tưởng, văn hóa và truyền thông đại chúng. Lê Duẩn và Lê Đức Thọ thiết lập một hệ thống kiểm soát nội bộ nghiêm ngặt, mang dấu hiệu của một chế độ công an trị. Theo nhận định của Nguyễn Thị Liên Hằng, họ đã xây dựng một "hệ thống đảng mang tính đàn áp" nhằm kiểm soát toàn diện miền Bắc và điều phối cuộc chiến ở miền Nam. Lê Duẩn và Lê Đức Thọ sử dụng mạng lưới công an, an ninh quân đội và các tổ chức quần chúng để kiểm soát không chỉ cán bộ mà cả giới trí thức, văn nghệ sĩ và thường dân.
Tại Hội nghị Trung ương IX (1963–1964), nhóm của Lê Duẩn chiếm ưu thế. Dù vấp phải phản ứng từ các cán bộ phản biện, Đảng cuối cùng vẫn thông qua nghị quyết lên án "chủ nghĩa xét lại hiện đại" và xác định đấu tranh vũ trang là con đường chủ đạo. Sau hội nghị, Lê Đức Thọ phát động một chiến dịch chỉnh huấn tư tưởng trong toàn Đảng nhằm cô lập và trấn áp các ý kiến đối lập. Một số cán bộ trung cấp và trí thức như Ung Văn Khiêm, Bùi Công Trừng, Lê Liêm bị gán mác "xét lại", có "tư tưởng hữu khuynh", buộc phải học tập, tự phê bình, thậm chí biến mất khỏi đời sống chính trị. Một số nhà văn, văn nghệ sĩ cũng bị công kích trên báo chí vì có tư tưởng "bi quan" hay ảnh hưởng tư sản.
Sau khi Nguyễn Chí Thanh qua đời đột ngột vào đầu tháng 7 năm 1967, một loạt cán bộ bị xem là có tư tưởng đối lập bị bắt giữ. Cao trào của quá trình này là Vụ án Xét lại chống Đảng do Lê Đức Thọ cùng Trần Quốc Hoàn chỉ đạo. Diễn ra trong nửa cuối năm 1967, chiến dịch nhắm đến các cán bộ và trí thức bị cáo buộc chịu ảnh hưởng của "chủ nghĩa xét lại" từ Liên Xô, tức là có quan điểm trái ngược với đường lối cứng rắn mà lãnh đạo Đảng đang theo đuổi trong việc đẩy mạnh cuộc chiến tranh ở miền Nam. Sự kiện khởi đầu là việc bắt giữ Hoàng Minh Chính, vào tháng 7 năm 1967, sau khi ông này phổ biến một bản báo cáo phê phán chủ nghĩa giáo điều và đề xuất mở rộng dân chủ trong nội bộ Đảng. Theo sử gia Nguyễn Thị Liên Hằng, Hoàng Minh Chính bị xem là "kẻ thù số một" của Lê Duẩn và nhanh chóng trở thành biểu tượng của phe đối lập trí thức trong Đảng. Sau đó, hàng chục cán bộ cao cấp, sĩ quan quân đội, nhà báo, nhà ngoại giao và trí thức – trong đó có nhiều người thân Liên Xô hoặc từng được đào tạo tại Moskva – bị bắt giữ, giáng chức hoặc đưa đi "cải tạo". Các cơ quan an ninh như Cục Bảo vệ Chính trị được trao quyền mở rộng điều tra và kiểm soát đối với cả cán bộ đảng viên lẫn tầng lớp trí thức dân sự.
Chiến dịch thanh trừng diễn ra đồng thời với quá trình chuẩn bị cho "Tổng tiến công và nổi dậy Tết Mậu Thân" năm 1968 – một kế hoạch mà Lê Duẩn và các cộng sự thân tín như Lê Đức Thọ, Phạm Hùng kiên quyết thúc đẩy, bất chấp sự hoài nghi từ các thành viên khác trong Bộ Chính trị như Võ Nguyên Giáp hay Trường Chinh. Tuy Võ Nguyên Giáp vẫn giữ được vị trí do ảnh hưởng cá nhân lớn, nhiều cộng sự thân tín của ông bị điều chuyển hoặc kỷ luật, khiến vai trò của ông trong hệ thống chính trị bị thu hẹp. Trong quá trình chuẩn bị cho Tổng tiến công Tết Mậu Thân 1968, kế hoạch do Lê Duẩn và Lê Đức Thọ soạn thảo chỉ được trình Hồ Chí Minh xem xét về mặt hình thức. Võ Nguyên Giáp gần như không tham gia vào quá trình này.

### Tái cấu trúc chiến lược sau Tết Mậu Thân

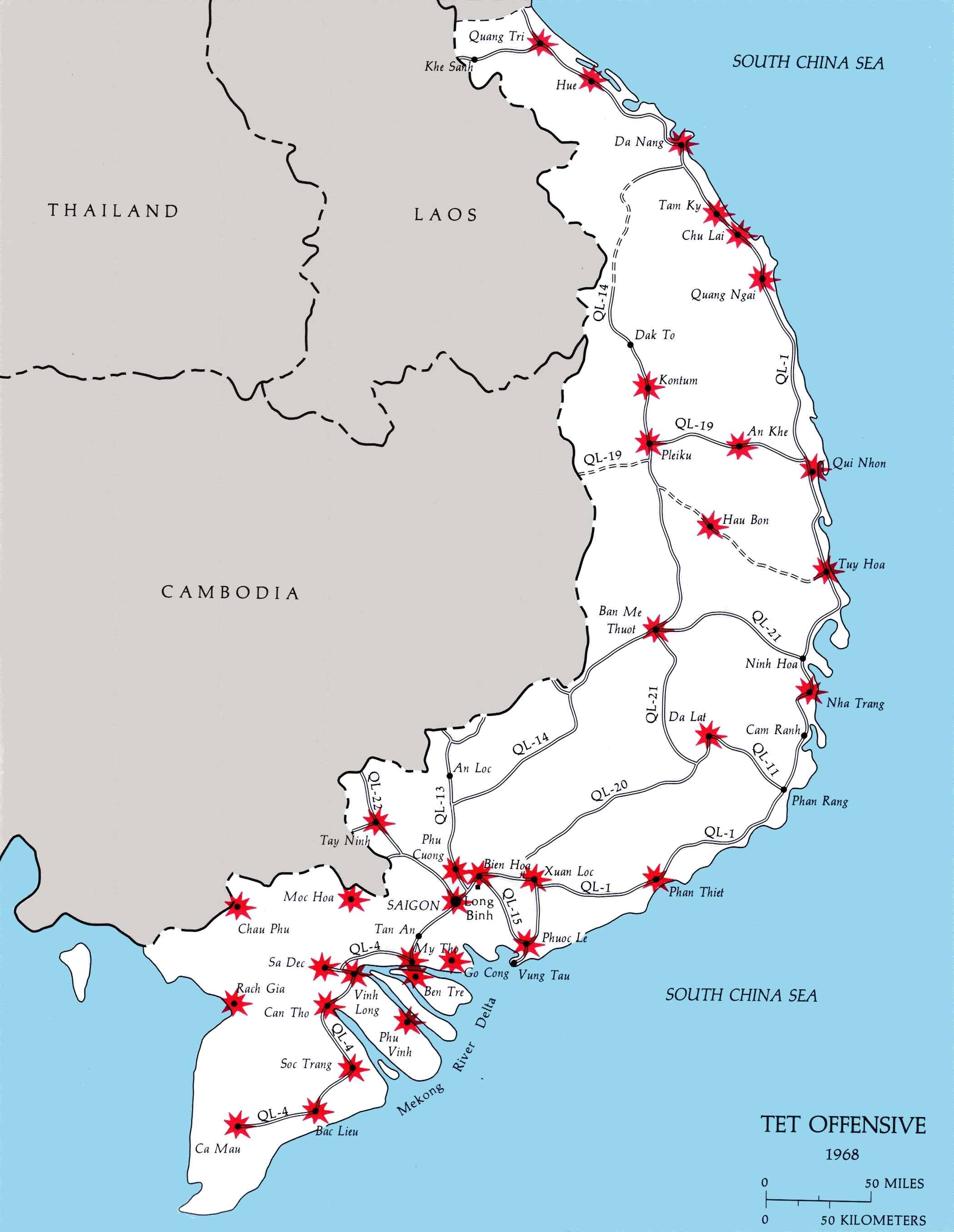
Các thành phố ở miền Nam bị Quân Giải phóng tấn công trong Chiến dịch Tết Mậu Thân

Chiến dịch Tết Mậu Thân được triển khai vào cuối tháng 1 năm 1968, với các mũi tấn công vào hơn 100 đô thị và thị xã trên khắp miền Nam. Về mặt quân sự, chiến dịch không đạt được mục tiêu mong đợi. Quân Giải phóng chịu tổn thất lớn và các cuộc nổi dậy trong lòng đô thị không nổ ra như dự đoán. Nhiều cơ sở cách mạng bị đánh phá, và phải mất một thời gian dài để khôi phục. Tuy nhiên, xét về tác động tâm lý và chính trị, Tết Mậu Thân đã tạo ra hiệu ứng chiến lược sâu rộng khi làm chấn động dư luận quốc tế và khiến quyết tâm theo đuổi chiến tranh của Hoa Kỳ suy giảm đáng kể.
Trước những tổn thất nặng nề, Bí thư thứ nhất Lê Duẩn buộc phải điều chỉnh chiến lược theo hướng "vừa đánh, vừa đàm". Tuy nhiên, sự điều chỉnh này vấp phải phản ứng từ một số ủy viên Bộ Chính trị, trong đó có Đại tướng Võ Nguyên Giáp – người đang dần được phục hồi vai trò trong quân đội. Nhóm này chủ trương giảm bớt yếu tố "đánh", ủng hộ quay lại chiến lược đấu tranh lâu dài. Dù vậy, Lê Duẩn vẫn giữ được vai trò lãnh đạo và định hướng chủ đạo, thể hiện qua Nghị quyết 9 của Trung ương Cục miền Nam, trong đó kêu gọi các lực lượng cộng sản "liên tục" phát triển thế tấn công chiến lược.
Tuy nhiên, các đợt tấn công tiếp theo trong nửa đầu năm 1969, gồm các giai đoạn Xuân–Hè mang mật danh X và H, không đem lại kết quả rõ rệt và tiếp tục gây thiệt hại lớn về nhân lực cho Quân Giải phóng. Ngày 5 tháng 4 năm 1969, Trung ương Cục miền Nam đã phải ban hành Chỉ thị số 55, yêu cầu các đơn vị trực thuộc không được mạo hiểm dốc toàn bộ lực lượng vào những chiến dịch quy mô lớn. Thay vào đó, chiến lược được điều chỉnh theo hướng ưu tiên bảo toàn lực lượng nhằm phục vụ cho các chiến dịch lâu dài về sau. Đến tháng 7 năm 1969, Bộ Chính trị và Lê Duẩn cơ bản chấp nhận định hướng thận trọng hơn do Võ Nguyên Giáp đề xuất. Quan điểm này được thể chế hóa trong Nghị quyết Trung ương 18, tái khẳng định chiến lược chiến tranh lâu dài, chuyển trọng tâm hoạt động về vùng nông thôn, củng cố các căn cứ chiến khu, phục hồi lực lượng và mở rộng dần ảnh hưởng chính trị.

### Mặt trận ngoại giao
Trong những năm tiếp theo, dưới sự chỉ đạo của Lê Duẩn, chiến lược ba mặt trận — quân sự, chính trị và ngoại giao — được áp dụng chặt chẽ. Trên thực địa, Quân Giải phóng tiếp tục gây sức ép lên Quân lực Việt Nam Cộng hòa nhằm làm phá sản kế hoạch "Việt Nam hóa chiến tranh". Chiến tranh được tổ chức theo hướng tiêu hao – đánh nhỏ, đánh chắc, giữ thế chủ động chiến trường để làm suy yếu tinh thần đối phương và phục vụ cho mục tiêu ngoại giao. Về chính trị, Chính phủ Cách mạng lâm thời Cộng hòa miền Nam Việt Nam được thành lập nhằm tạo một lực lượng đối trọng với chính quyền Sài Gòn. Trên mặt trận ngoại giao, các cuộc đàm phán tại Paris được thúc đẩy với yêu cầu Mỹ rút quân vô điều kiện và loại bỏ vai trò của Tổng thống Nguyễn Văn Thiệu.
Đến cuối năm 1971, khi quân Mỹ đang rút dần và chính quyền Nixon đối mặt với áp lực tái tranh cử, Hà Nội quyết định mở chiến dịch tấn công quy mô lớn trong năm 1972. Chiến dịch Xuân – Hè (phía Hoa Kỳ gọi là Easter Offensive), được phát động nhằm tiêu diệt một bộ phận lớn Quân lực Việt Nam Cộng hòa, giải phóng vùng lãnh thổ chiến lược và tạo đòn bẩy tại bàn đàm phán. Dù ban đầu đạt một số kết quả như chiếm được Quảng Trị, chiến dịch không đạt được các mục tiêu đề ra khi quân lực Việt Nam Cộng hòa, với sự hỗ trợ hỏa lực mạnh từ Mỹ, giữ vững nhiều vị trí quan trọng. Washington đáp trả bằng các đợt ném bom trở lại miền Bắc (Chiến dịch Linebacker I), gây thiệt hại đáng kể.
Sau thất bại của chiến dịch năm 1972, cả Hà Nội và Washington đều tìm cách tiến tới thỏa hiệp. Các cuộc đàm phán bí mật giữa Lê Đức Thọ và Henry Kissinger tiến triển nhanh chóng. Trong bản dự thảo tháng 10 năm 1972, Hà Nội chấp nhận một số nhượng bộ, đáng chú ý nhất là không còn đặt điều kiện buộc Tổng thống Thiệu phải từ chức trước khi ký hiệp định. Đổi lại, Hoa Kỳ đồng ý cho phép Quân Giải phóng tiếp tục hiện diện tại miền Nam sau khi ngừng bắn. Việc chính quyền Thiệu từ chối ký kết bản dự thảo đã dẫn đến Chiến dịch Linebacker II, còn gọi là "12 ngày đêm", khi Mỹ tiến hành oanh tạc dữ dội Hà Nội và Hải Phòng bằng B-52. Tuy nhiên, các bên sau đó vẫn quay lại bàn đàm phán và ký Hiệp định Paris vào ngày 27 tháng 1 năm 1973 với các điều khoản cơ bản không thay đổi nhiều so với thỏa thuận ban đầu.

### Kết thúc chiến tranh và thống nhất đất nước
Từ năm 1973, sau khi Hiệp định Paris được ký kết và quân Mỹ rút khỏi Việt Nam, Lê Duẩn và các tướng lĩnh chủ chốt như Văn Tiến Dũng, Trần Văn Trà bắt đầu triển khai kế hoạch chuyển hóa từ chiến tranh cục bộ sang tổng tấn công. Lê Duẩn đánh giá rằng mâu thuẫn nội tại của chế độ Sài Gòn đã lên đến đỉnh điểm, và quân đội đối phương sẽ không còn khả năng trụ vững nếu bị tấn công đồng loạt từ nhiều hướng. Do đó, ông chủ trương "đánh nhanh để thắng nhanh", tránh sa lầy vào một cuộc chiến kéo dài vốn có thể tạo điều kiện cho Hoa Kỳ quay trở lại can thiệp. Đến tháng 7 năm 1974, sau khi Hoa Kỳ cắt giảm viện trợ cho miền Nam, Hà Nội bắt đầu xem đây là thời cơ thuận lợi để phá vỡ các ràng buộc của Hiệp định Paris và đẩy nhanh một chiến dịch quân sự tổng lực. Giới lãnh đạo miền Bắc cho rằng việc thống nhất đất nước sớm không chỉ là cách nhanh nhất để kết thúc chiến tranh, mà còn giúp Việt Nam củng cố vị thế chiến lược, tạo lợi thế trong việc đối phó với ảnh hưởng của cả Trung Quốc lẫn Liên Xô trong giai đoạn hậu chiến.
Kế hoạch này được cụ thể hóa trong Chiến dịch Hồ Chí Minh, với sự phối hợp hiệp đồng giữa các binh đoàn chủ lực từ miền Bắc và các lực lượng vũ trang địa phương ở miền Nam. Lực lượng Quân Giải phóng được tái bố trí khẩn trương để tạo ưu thế tuyệt đối về quân số và hỏa lực tại các mặt trận chiến lược như Tây Nguyên, Huế – Đà Nẵng và cuối cùng là Sài Gòn. Lê Duẩn trực tiếp chỉ đạo Bộ Chính trị thông qua quyết định không chờ đến mùa mưa mà tấn công ngay trong tháng 3 và tháng 4 năm 1975, với lập luận rằng "thời cơ có thể chỉ đến một lần trong đời". Trong vòng 55 ngày, Quân Giải phóng lần lượt đánh chiếm Buôn Ma Thuột, Huế, Đà Nẵng và tiến vào Sài Gòn ngày 30 tháng 4 năm 1975, chính thức chấm dứt sự tồn tại của Việt Nam Cộng hòa. Không chỉ tránh được nguy cơ sa lầy vào một cuộc chiến kéo dài, chiến thắng này còn được đánh giá là đạt được với tổn thất tương đối thấp so với quy mô và tốc độ của chiến dịch.
Sau khi chiến tranh kết thúc, Lê Duẩn khẳng định vai trò lãnh đạo của Đảng trong bài diễn văn mừng chiến thắng, nhấn mạnh rằng Đảng là "người lãnh đạo duy nhất và toàn diện" của cuộc đấu tranh giải phóng dân tộc. Đồng thời, ông ca ngợi Chính phủ Cách mạng Lâm thời Cộng hòa miền Nam Việt Nam — được thành lập năm 1969 — vì vai trò chủ lực trong việc "giải phóng miền Nam". Tuy nhiên, chính quyền này tồn tại không lâu. Năm 1976, nước Cộng hòa Xã hội chủ nghĩa Việt Nam được thành lập, đánh dấu việc thống nhất hai miền Nam – Bắc dưới một chính thể duy nhất. Sau chiến thắng, Lê Duẩn cho triển khai chính sách thanh lọc các cựu binh và viên chức của chế độ cũ. Khoảng 300.000 người bị đưa vào các trại cải tạo, bên cạnh đó là các "phần tử bất đồng chính kiến" bị giam giữ tại những cơ sở khác. Đồng thời, chính quyền thực hiện chính sách tịch thu tài sản của cộng đồng người Hoa, dẫn đến làn sóng di cư lớn ra nước ngoài. Sự kiện này sau đó trở thành một cuộc khủng hoảng nhân đạo, được biết đến với tên gọi "thuyền nhân Việt Nam".

## Tổng Bí thư (1976–1986)

### Chính sách kinh tế thời kỳ hậu chiến

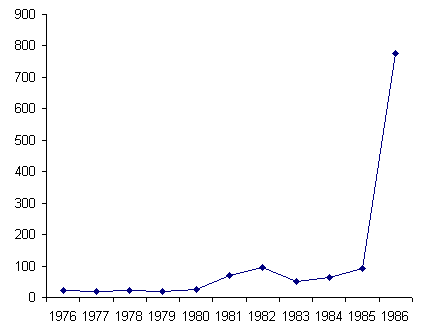
Tình hình lạm phát giá bán lẻ tại Việt Nam trong giai đoạn từ sau thống nhất (1976) cho đến trước thềm Đại hội Đảng Cộng sản Việt Nam lần thứ VI năm 1986

Trong những năm chiến tranh, điều kiện phát triển kinh tế ở Việt Nam bị hạn chế nghiêm trọng. Công nghiệp gần như không tồn tại ở cả hai miền, khiến cả Việt Nam Dân chủ Cộng hòa và Việt Nam Cộng hòa đều phụ thuộc vào viện trợ quốc tế. Lĩnh vực thiết yếu nhất là hạ tầng nông nghiệp chịu thiệt hại nặng nề. Tại miền Nam, hậu quả chiến tranh để lại đặc biệt nghiêm trọng với khoảng 20.000 hố bom, 10 triệu người tị nạn, 362.000 thương binh, 1 triệu góa phụ, 880.000 trẻ mồ côi, 250.000 người nghiện ma túy, 300.000 người hành nghề mại dâm và 3 triệu người thất nghiệp.
Sau năm 1975, giới lãnh đạo Việt Nam, đứng đầu là Tổng Bí thư Lê Duẩn, thể hiện thái độ lạc quan về triển vọng tái thiết đất nước. Theo ghi nhận từ một ủy viên Trung ương, tinh thần lúc đó được mô tả là "giờ đây chẳng còn gì có thể cản trở nữa". Năm 1976, Lê Duẩn cam kết trước nhân dân rằng trong vòng mười năm, mỗi gia đình sẽ sở hữu một bộ radio, tủ lạnh và tivi. Ông tin tưởng rằng việc hòa nhập xã hội tiêu dùng của miền Nam vào nền kinh tế miền Bắc sẽ diễn ra thuận lợi. Cùng năm, Đại hội đại biểu toàn quốc lần thứ IV đề ra mục tiêu hoàn thành cải tạo xã hội chủ nghĩa trong hai thập niên. Tuy nhiên, những kỳ vọng này nhanh chóng bị thực tế kinh tế khó khăn phủ nhận.

#### Định hướng kinh tế xã hội chủ nghĩa
Dưới sự lãnh đạo của Lê Duẩn, chính quyền Việt Nam triển khai một chiến lược phát triển kinh tế mang đậm màu sắc xã hội chủ nghĩa theo mô hình Liên Xô, với mục tiêu xây dựng một nền sản xuất lớn xã hội chủ nghĩa, thống nhất mô hình phát triển trên phạm vi toàn quốc. Đây được xem là "giai đoạn thứ hai" trong tầm nhìn cách mạng lâu dài của ông Duẩn, sau khi nhiệm vụ giải phóng miền Nam đã hoàn thành. Trung tâm của chiến lược là chủ trương phát triển sản xuất lớn xã hội chủ nghĩa trên cơ sở công hữu, kế hoạch hóa tập trung và cơ chế kinh tế trao đổi hiện vật. Nhà nước chi phối toàn bộ nền kinh tế, từ phân phối vật tư, điều tiết sản xuất đến lưu thông hàng hóa. Cơ chế thị trường bị thu hẹp. Giá cả, tiền tệ và tỷ giá được quy định hành chính và tách rời thực tế thị trường. Tư tưởng "làm chủ tập thể" do Lê Duẩn khởi xướng đóng vai trò cốt lõi, cho rằng nhân dân phải là chủ thể trong sản xuất, phân phối và quản lý nhà nước. Tư tưởng này được cụ thể hóa thông qua các chiến dịch hợp tác hóa nông nghiệp và cải tạo công thương nghiệp tư nhân: Nhà nước thúc đẩy hình thành hợp tác xã cấp cao, quốc hữu hóa toàn bộ tài sản sản xuất tư nhân ở đô thị và nông thôn.
Nhằm thống nhất hệ thống tiền tệ và phục vụ mục tiêu xây dựng nền kinh tế theo định hướng xã hội chủ nghĩa, chính quyền Lê Duẩn đã tiến hành ba cuộc đổi tiền lớn trong giai đoạn 1975–1985. Cuộc đổi tiền đầu tiên diễn ra ngày 22 tháng 9 năm 1975 tại miền Nam, ngay sau khi chiến tranh kết thúc. Mục đích chính là thay thế đồng tiền của chế độ Việt Nam Cộng hòa bằng đồng tiền mới của Chính quyền Cách mạng ("tiền giải phóng"), với tỷ giá 500 đồng cũ đổi lấy 1 đồng mới. Cuộc đổi tiền thứ hai diễn ra trên phạm vi toàn quốc vào ngày 25 tháng 4 năm 1978, khi Nhà nước quyết định thống nhất hai loại tiền đang lưu hành (tiền ngân hàng ở miền Bắc và tiền giải phóng ở miền Nam) thành một đồng tiền chung, đồng thời phục vụ mục tiêu cải tạo công thương nghiệp tư bản tư doanh. Cuộc đổi tiền lần thứ ba được tiến hành ngày 14 tháng 9 năm 1985, nằm trong chương trình cải cách Giá – lương – tiền, với tỷ lệ quy đổi 10 đồng cũ lấy 1 đồng mới. Tuy nhiên, do những sai lầm trong việc hoạch định và thực thi, đặc biệt là việc không chuẩn bị đủ lượng tiền mới và buộc phải in thêm ồ ạt, kế hoạch này đã thất bại. Cuộc cải cách này không những không kiềm chế được lạm phát mà còn đẩy nền kinh tế vào một vòng xoáy siêu lạm phát trong những năm tiếp theo.

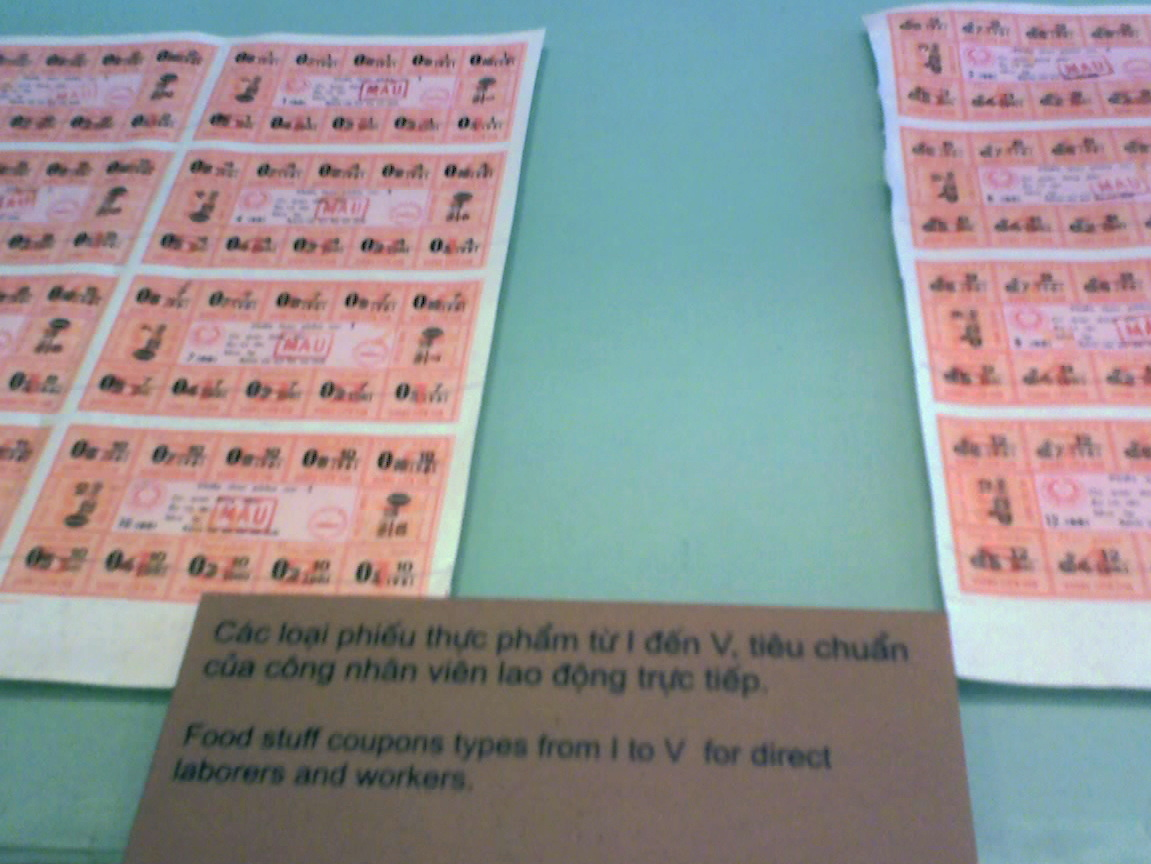
Trong thời kỳ bao cấp, việc phân phối lương thực và hàng hóa thiết yếu bằng tem phiếu (hình) trở thành phương thức chủ yếu, dẫn đến tình trạng thiếu hụt nghiêm trọng các nhu yếu phẩm.

Trong lĩnh vực phân phối, chính quyền Việt Nam áp dụng chế độ tem phiếu như một công cụ kiểm soát kinh tế kế hoạch hóa. Người dân chỉ được mua hàng tiêu dùng khi xuất trình tem phiếu tại các cửa hàng quốc doanh. Hệ thống này được vận hành theo lệnh hành chính thay vì quy luật cung cầu, tạo nên tình trạng khan hiếm hàng hóa, xếp hàng dài và xuất hiện thị trường chợ đen – nơi giá hàng hóa cao gấp nhiều lần so với giá chính thức. Ngoài ra, một trong những chính sách đáng chú ý là chiến lược phát triển "mỗi huyện 20 vạn dân", với mục tiêu xây dựng mỗi huyện thành một đơn vị kinh tế tự chủ về nông – công nghiệp. Tuy nhiên, kế hoạch này nhanh chóng bị đánh giá là thiếu khả thi và phi thực tế. Trong khi đó, nhà nước vẫn duy trì độc quyền ngoại thương, cấm đoán toàn bộ hoạt động giao dịch ngoài quốc doanh. Tỷ giá hối đoái bị duy trì ở mức xa rời thực tế, làm tê liệt các quan hệ thương mại quốc tế.
Năm 1975, theo số liệu của Liên Hợp Quốc, thu nhập bình quân đầu người hàng năm tại Việt Nam chỉ đạt 101 USD, giảm còn 91 USD vào năm 1980 và chỉ tăng nhẹ lên 99 USD vào năm 1982. Thủ tướng Phạm Văn Đồng thừa nhận rằng thu nhập không có sự cải thiện so với mười năm trước. Tình trạng suy dinh dưỡng lan rộng. Theo Bộ Y tế Việt Nam và báo cáo của tờ International Herald Tribune, khoảng 6 triệu người lâm vào cảnh thiếu dinh dưỡng nghiêm trọng, buộc chính phủ phải tìm kiếm sự hỗ trợ từ Tổ chức Lương thực và Nông nghiệp Liên Hợp Quốc (FAO). Chính sách kinh tế thời Lê Duẩn, cùng với tác động từ các cuộc xung đột với Campuchia (1976–1979) và Trung Quốc (1979), đã khiến đời sống nhân dân suy giảm đáng kể. Theo chỉ số thu nhập thực tế được tính trên nền giá sinh hoạt năm 1960 (gán giá trị 100), mức thu nhập của các hộ gia đình công nhân và viên chức nhà nước ở miền Bắc năm 1976 chỉ đạt khoảng 81,8 điểm và giảm xuống còn 57,8 điểm vào năm 1980. Như vậy, ngay cả năm 1976, thu nhập cũng chỉ đủ đáp ứng khoảng 80% mức sống của năm 1960, và đến năm 1980 thì giảm xuống còn chưa đến 60%.

#### Kế hoạch 5 năm lần II
Kế hoạch 5 năm lần II (1976–1980), được khởi xướng tại Đại hội Đại biểu toàn quốc lần thứ IV, đặt ra ba mục tiêu chủ yếu. Cụ thể, kế hoạch nhấn mạnh:
1. Tập trung phát triển nông nghiệp nhằm tạo bước nhảy vọt, đẩy mạnh công nghiệp nhẹ
2. Khai thác công nghiệp nặng hiện có và xây dựng thêm các cơ sở mới để hỗ trợ nông nghiệp và công nghiệp nhẹ
3. Đồng thời cơ bản hoàn thành cải tạo xã hội chủ nghĩa ở miền Nam.

Giới lãnh đạo Việt Nam kỳ vọng đạt được các mục tiêu này thông qua viện trợ từ Hội đồng Tương trợ Kinh tế (COMECON) và vay vốn từ các tổ chức quốc tế. Đại hội IV cũng xác định rõ định hướng xã hội hóa nông nghiệp. Tuy nhiên, quá trình thực hiện gặp nhiều khó khăn. Theo Võ Chí Công, Ủy viên Bộ Chính trị kiêm Chủ tịch Ban cải tạo nông nghiệp miền Nam, các chỉ tiêu đề ra hầu như không thể hoàn thành trước năm 1980. Thực tế cho thấy đến thời điểm đó, khoảng 10.000 trong tổng số 13.246 hợp tác xã nông nghiệp xã hội chủ nghĩa đã tan rã ở miền Nam. Lê Thanh Nghị, Ủy viên Bộ Chính trị, công khai chỉ trích các cán bộ cơ sở về những thất bại trong cải tạo nông nghiệp. Việc tập thể hóa đã dẫn tới sản lượng lương thực sụt giảm trong các năm 1977 và 1978, buộc Hội nghị Trung ương 6 phải tiến hành điều chỉnh chính sách.

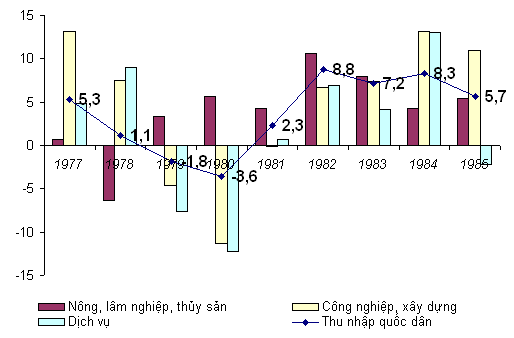
Tăng trưởng thực tế của thu nhập quốc dân ở Việt Nam từ năm 1976 đến năm 1985

Trong lĩnh vực công nghiệp nặng, chủ trương của lãnh đạo Đảng thể hiện sự thiếu nhất quán. Trong bản báo cáo chính trị tại Đại hội IV, Lê Duẩn từng khẳng định rằng trong thời kỳ quá độ lên chủ nghĩa xã hội, ưu tiên sẽ dành cho phát triển công nghiệp nặng, nhưng phải dựa trên nền tảng của nông nghiệp và công nghiệp nhẹ. Tuy nhiên, ở một đoạn khác của chính báo cáo này, ông lại nhấn mạnh vai trò ưu tiên của công nghiệp nhẹ. Về phía Chính phủ, lập trường của Phạm Văn Đồng, Chủ tịch Hội đồng Bộ trưởng, cũng không rõ ràng hơn là bao. Dù vậy, trên thực tế, công nghiệp nặng vẫn chiếm tỷ trọng lớn trong phân bổ vốn đầu tư nhà nước. Kế hoạch 5 năm lần thứ hai dành 21,4% vốn đầu tư cho lĩnh vực này, tỷ lệ này tăng lên 29,7% trong kế hoạch 5 năm lần thứ ba (1981–1985). Ngược lại, công nghiệp nhẹ chỉ nhận lần lượt 10,5% và 11,5% vốn đầu tư. Giai đoạn 1976–1978, sản xuất công nghiệp ghi nhận mức tăng trưởng nhất định, song đến năm 1979–1980 đã sụt giảm nghiêm trọng. Tính chung cả kế hoạch 5 năm lần thứ hai, mức tăng trưởng công nghiệp chỉ đạt 0,1%. Trước thực tế đó, Hội nghị Trung ương 6 phê phán quan điểm coi sở hữu nhà nước là hình thức duy nhất đối với tư liệu sản xuất.

#### Khủng hoảng kinh tế và tiền đề cho Đổi mới
Đến đầu thập niên 1980, nền kinh tế lâm vào khủng hoảng nghiêm trọng: sản xuất đình trệ, lạm phát tăng cao, thiếu hụt lương thực và hàng hóa tiêu dùng. Mặc dù có một số đề xuất cải cách từ nội bộ, Lê Duẩn vẫn giữ lập trường kiên định với mô hình xã hội chủ nghĩa tập trung, phản đối mọi hình thức "xét lại" hay "tự diễn biến" theo mô hình cải cách của Trung Quốc thời Đặng Tiểu Bình. Tuy nhiên, tại Hội nghị lần thứ 5 Ban Chấp hành Trung ương Đảng Cộng sản Việt Nam khóa V diễn ra vào tháng 12 năm 1983, Lê Duẩn bắt đầu thừa nhận nền kinh tế Việt Nam đang lâm vào tình thế khó khăn, dù tại thời điểm đó, Đảng chưa có dấu hiệu sẽ thực hiện cải cách. Từ năm 1979, ông mới bắt đầu công khai thừa nhận các sai lầm trong chính sách kinh tế do lãnh đạo Đảng và Nhà nước gây ra.
Cho đến trước Hội nghị lần thứ 6 Ban Chấp hành Trung ương khóa VI diễn ra vào tháng 7 năm 1984, các nhà hoạch định kế hoạch vẫn giữ vai trò chủ đạo trong điều hành kinh tế. Tuy nhiên, tại hội nghị này, Đảng đã công khai phê phán các phương thức quản lý cũ, đồng thời khẳng định rằng từ nay nền kinh tế quốc dân phải vận hành theo các "quy luật khách quan". Lần đầu tiên, mối quan hệ giữa kế hoạch và thị trường được đưa ra thảo luận công khai. Cùng với đó, vai trò của kinh tế hộ gia đình và kinh tế tư nhân được nhìn nhận tích cực hơn, một số mức giá thị trường bắt đầu được chính thức công nhận và nhận sự điều tiết, hỗ trợ từ phía Đảng. Lê Duẩn bày tỏ sự ủng hộ đối với những cải cách này tại Đại hội Đảng Cộng sản Việt Nam lần thứ V năm 1982. Trong các bài phát biểu, ông nhấn mạnh yêu cầu cấp bách phải đồng thời củng cố cả nền kinh tế kế hoạch hóa tập trung lẫn kinh tế địa phương. Trong Báo cáo chính trị, Lê Duẩn thẳng thắn thừa nhận rằng Kế hoạch 5 năm lần thứ hai đã thất bại trên phương diện kinh tế.
Năm 1985, chính Lê Duẩn là người đưa khái niệm "kinh tế nhiều thành phần" vào Nghị quyết của Bộ Chính trị, góp phần đặt nền móng cho công cuộc Đổi mới được chính thức khởi xướng tại Đại hội Đảng Cộng sản Việt Nam lần thứ VI năm 1986. Đây được xem là một đóng góp quan trọng nhưng ít được biết tới của ông trong quá trình đổi mới kinh tế. Lê Duẩn từng thể hiện thái độ ủng hộ các sáng kiến cải cách từ cơ sở, nổi bật là chính sách khoán hộ ở Vĩnh Phúc do Kim Ngọc khởi xướng. Mặc dù không thể công khai bảo vệ do lo ngại ảnh hưởng tới đoàn kết nội bộ Đảng, ông vẫn kín đáo bày tỏ sự đồng tình và tiếc nuối khi chính sách này bị đình chỉ. Bản thân Lê Duẩn sau đó đã trực tiếp đến thăm, động viên Kim Ngọc, an ủi rằng những ý tưởng đổi mới tiên phong thường gặp nhiều trở ngại ban đầu. Tuy vậy, theo nhà nghiên cứu Đặng Phong, một số chính sách mang đậm tính duy ý chí do Lê Duẩn khởi xướng, như chủ trương "làm chủ tập thể" hay mô hình "xây dựng cấp huyện", đã không mang lại hiệu quả như kỳ vọng và để lại những hệ quả tiêu cực đối với nền kinh tế.
Các cải cách kinh tế diễn ra trong giai đoạn 1981–1985 nhìn chung còn rời rạc và chưa đem lại hiệu quả rõ rệt. Nguyên nhân chính là do sự phản ứng trì hoãn từ bộ máy kế hoạch hóa cũ, cũng như tâm lý dè dặt và hoang mang của đội ngũ cán bộ các cấp. Mặc dù từ năm 1981 đến 1984, sản xuất nông nghiệp đã đạt mức tăng trưởng đáng kể, song chính phủ lại không tận dụng được cơ hội này để thúc đẩy sản xuất các yếu tố đầu vào thiết yếu như phân bón, thuốc trừ sâu, nhiên liệu, cũng như các mặt hàng tiêu dùng phục vụ đời sống nhân dân. Đến những năm cuối thời kỳ cầm quyền của Lê Duẩn, đặc biệt trong giai đoạn 1985–1986, nền kinh tế rơi vào khủng hoảng nghiêm trọng. Lạm phát phi mã, vượt mức 100% mỗi năm, khiến cho việc hoạch định và điều hành chính sách kinh tế trở nên vô cùng khó khăn. Đến khi ông qua đời năm 1986, nền kinh tế Việt Nam vẫn ở trong tình trạng khủng hoảng, đặt ra yêu cầu cấp thiết về đổi mới, dẫn đến Đại hội Đảng lần thứ VI vào cuối năm 1986 với chủ trương "Đổi mới toàn diện".

### Khủng hoảng người Hoa (1978)
Sau năm 1975, Lê Duẩn nhanh chóng áp dụng các chính sách cải tạo xã hội chủ nghĩa nhằm quốc hữu hóa tài sản và doanh nghiệp tư nhân, trong đó cộng đồng người Hoa – vốn chiếm tỷ trọng lớn trong giới thương nhân ở miền Nam – trở thành đối tượng chính. Khoảng 4% dân số Việt Nam lúc bấy giờ là người gốc Hoa, với hơn 1,5 triệu người tập trung chủ yếu ở khu vực Chợ Lớn (Thành phố Hồ Chí Minh) và chỉ khoảng 250.000 người sống ở miền Bắc. Ở miền Nam, Hoa kiều nắm giữ vị trí kinh tế vượt trội: họ kiểm soát hơn 80% cơ sở sản xuất công nghiệp, 100% hoạt động bán buôn, hơn 50% bán lẻ và 90% xuất nhập khẩu. Tuy nhiên, sự áp đảo về kinh tế này khiến chính quyền lo ngại. Bên cạnh đó, việc nhiều hộ gia đình người Hoa cho treo quốc kỳ Trung Quốc và ảnh Mao Trạch Đông trong khu vực Chợ Lớn càng làm dấy lên những nghi ngờ rằng cộng đồng người Hoa có thể trở thành "đạo quân thứ năm" của Bắc Kinh nhằm gây sức ép hoặc phá hoại từ bên trong. Trong bối cảnh lạm phát tăng vọt (80% vào năm 1977), thiếu lương thực trầm trọng và căng thẳng địa chính trị gia tăng, chính phủ Việt Nam ngày càng coi Hoa kiều là mối đe dọa đối với an ninh quốc gia hơn là vấn đề thuần túy nội bộ.
Bắt đầu từ năm 1977, chính phủ Việt Nam áp dụng chính sách "thanh lọc", buộc những cư dân gốc Hoa phải quay trở lại phía Trung Quốc. Đỉnh điểm căng thẳng diễn ra vào năm 1978. Sau khi người Hoa ở Chợ Lớn biểu tình đòi giữ quốc tịch Trung Quốc, chính quyền Việt Nam thực hiện chính sách cứng rắn: quốc hữu hóa triệt để tài sản của họ. Trong các tháng 3 và 4 năm 1978, khoảng 30.000 doanh nghiệp lớn nhỏ của người Hoa bị quốc hữu hóa. Cộng đồng tư sản Hoa kiều bị xoá sổ về mặt kinh tế. Song song với đó là các biện pháp cưỡng chế khác như cưỡng bức di cư vào vùng kinh tế mới, buộc phải chọn quốc tịch Việt Nam hoặc ra đi. Những chính sách này khiến khoảng 450.000 người Hoa rời bỏ Việt Nam từ năm 1978–1979, hoặc vượt biên sang Trung Quốc, hoặc trở thành thuyền nhân. Riêng trong sự kiện ải Hữu Nghị tháng 8 năm 1978, khoảng 2.500 người Hoa bị quân đội và công an Việt Nam cưỡng chế đưa qua biên giới sang Trung Quốc. Khủng hoảng người Hoa làm gia tăng căng thẳng trong quan hệ Việt – Trung. Bắc Kinh cáo buộc Hà Nội thực hiện chính sách "diệt chủng" đối với cộng đồng người Hoa, cho rằng chính quyền Việt Nam cố ý biến biển cả thành "phòng hơi ngạt của người nghèo". Trung Quốc tuyên bố rằng từ 50 đến 70% thuyền nhân người Hoa đã thiệt mạng trên đường trốn chạy. Tuy nhiên, con số này bị thổi phồng vì trên thực tế, tỷ lệ tử vong được ước tính chưa đến 10%. Đáp trả, Trung Quốc cắt toàn bộ viện trợ và ngừng quan hệ thương mại – vốn chiếm tới 70% tổng kim ngạch ngoại thương của Việt Nam – và tăng cường quân sự ở biên giới.

### Chính sách tôn giáo
Ngay từ thời kỳ còn làm Bí thư Xứ ủy Nam Kỳ trong gian đoạn chiến tranh Đông Dương, Lê Duẩn đã nhận thức rõ vai trò đặc thù của tôn giáo tại Việt Nam, đặc biệt là ở khu vực Nam Bộ. Trong bối cảnh khu vực này xuất hiện nhiều tôn giáo bản địa như Cao Đài và Phật giáo Hòa Hảo, cộng với sự hiện diện lâu dài của các tôn giáo ngoại nhập như Công giáo, Lê Duẩn xác định rằng tôn giáo không chỉ đơn thuần là vấn đề tín ngưỡng mà còn là một yếu tố chính trị – xã hội quan trọng. Ông đánh giá Công giáo ở Nam Bộ có "vài đặc điểm khác hơn" so với miền Bắc và miền Trung, trong khi các giáo phái Cao Đài và Hòa Hảo từng đóng vai trò quân sự đối lập với lực lượng cộng sản. Trên cơ sở đó, ông chủ trương vận động nhằm phân hóa nội bộ các tôn giáo, thu hút những "tín đồ yêu nước" ủng hộ cách mạng và cô lập những phần tử bị xem là "phản động".
Chính sách này tiếp tục được Lê Duẩn thực thi sau Hiệp định Genève 1954. Các hoạt động "Cao Đài vận", "Hòa Hảo vận" được đẩy mạnh nhằm mở rộng mặt trận dân tộc thống nhất. Trong giai đoạn chiến tranh Việt Nam, các cộng đồng tôn giáo đã góp phần làm suy yếu tính chính danh của Việt Nam Cộng hòa, tiêu biểu qua phong trào Phật giáo năm 1963 và các cuộc biểu tình của Công giáo chống chính quyền Nguyễn Văn Thiệu vào giai đoạn sau Hiệp định Paris 1973. Đảng Lao động Việt Nam dưới sự chỉ đạo của Lê Duẩn duy trì lập trường mềm dẻo với các lực lượng tôn giáo, hoãn đấu tranh giai cấp và cải cách ruộng đất tại những vùng có thể xây dựng liên minh tôn giáo, phục vụ mục tiêu thống nhất đất nước. Lê Duẩn cũng nhấn mạnh vai trò của tự do tín ngưỡng trong đời sống tinh thần nhân dân, ví dụ năm 1963, ông khẳng định rằng "hạnh phúc của đồng bào Thiên Chúa giáo là được tự do tín ngưỡng" và nhấn mạnh niềm tin tôn giáo không đồng nghĩa với phản cách mạng.
Sau khi Việt Nam thống nhất vào năm 1975, bối cảnh chính trị – xã hội thay đổi đã dẫn đến một sự điều chỉnh căn bản trong chính sách tôn giáo của nhà nước. Thay vì tiếp tục chính sách vận động và liên minh thời chiến, nhà nước chuyển sang củng cố quyền lực, thực hiện cải tạo xã hội chủ nghĩa trên toàn quốc và hạn chế các tổ chức tôn giáo độc lập có khả năng ảnh hưởng đến vai trò lãnh đạo của Đảng. Trong bối cảnh chính quyền cố gắng thiết lập một nhà nước xã hội chủ nghĩa thế tục, nhiều tổ chức tôn giáo bị suy yếu vì bị đặt dưới sự kiểm soát của Mặt trận Tổ quốc và các tổ chức quần chúng. Tự do tôn giáo vẫn được ghi nhận trên danh nghĩa, nhưng bị giới hạn dưới lý do chống mê tín và bảo vệ an ninh chính trị. Nghị định 297-CP năm 1977 yêu cầu mọi hoạt động tôn giáo phải có sự cho phép của Nhà nước. Hiến pháp 1980 tiếp tục bảo đảm quyền tự do tín ngưỡng nhưng kèm theo điều kiện không được lợi dụng tôn giáo để chống lại chính sách và pháp luật của Nhà nước.
Đối với Phật giáo, nhà nước tiến hành giải thể Giáo hội Phật giáo Việt Nam Thống nhất do xem đây là một thế lực chính trị đối lập, có thể trở thành một thế lực thách thức vai trò lãnh đạo của Đảng, đồng thời bắt giữ các lãnh đạo như Thượng tọa Thích Huyền Quang và Thích Quảng Độ. Năm 1981, Giáo hội Phật giáo Việt Nam được thành lập để thống nhất các hệ phái dưới sự quản lý của nhà nước, một động thái được chính quyền gọi là "đoàn kết Phật giáo" nhưng bị giới chỉ trích xem là giải pháp kiểm soát. Đối với các tôn giáo bản địa có lực lượng vũ trang trước đây như Cao Đài và Phật giáo Hòa Hảo, chính quyền đã giải tán cơ cấu quân sự và chính trị của họ. Nhiều chức sắc Hòa Hảo bị bắt hoặc quản chế. Năm 1978, Hội Thánh truyền thống của Cao Đài cũng bị giải thể và thay thế bằng một ban quản trị do nhà nước hậu thuẫn. Mục tiêu là giới hạn các tôn giáo này trong phạm vi tín ngưỡng thuần túy, tuy nhiên, các cơ cấu lãnh đạo mới này đã không được nhiều tín đồ công nhận vì cho rằng chúng vi phạm giáo luật.
Do có lịch sử gắn bó với chính quyền cũ và các tổ chức nước ngoài, các dòng Thiên Chúa giáo, đặc biệt là Công giáo và Tin Lành, bị chính quyền mới áp dụng nhiều biện pháp kiểm soát nghiêm ngặt. Đối với Công giáo, dưới sự lãnh đạo của các nhân vật như Tổng Giám mục Phaolô Nguyễn Văn Bình, hàng giáo phẩm lựa chọn đường hướng đối thoại và hợp tác thay vì đối đầu trực tiếp. Mục đích của đường hướng này là khẳng định vị trí của Giáo hội như một tổ chức tôn giáo thuần túy phục vụ xã hội, tránh các hoạt động mang tính chính trị. Tuy nhiên, chính quyền Lê Duẩn vẫn giữ thái độ nghi ngờ, và các biện pháp hạn chế vẫn tiếp tục được duy trì trong nhiều năm sau đó. Các trường học, bệnh viện của Giáo hội Công giáo bị quốc hữu hóa, các thừa sai nước ngoài bị trục xuất khỏi Việt Nam. Hàng trăm linh mục cùng với các quân nhân, viên chức của chế độ cũ bị đưa vào các trại "học tập cải tạo". Các hoạt động nội bộ như bổ nhiệm linh mục hay xuất bản tài liệu đều phải được nhà nước phê duyệt. Tương tự, các hệ phái Tin Lành vốn có liên hệ mật thiết với Hoa Kỳ cũng chịu sự giám sát chặt chẽ, nhiều mục sư và tín đồ bị bắt giữ do nghi ngờ có liên hệ chính trị với nước ngoài cũng bị đưa vào trại cải tạo.

## Đối ngoại

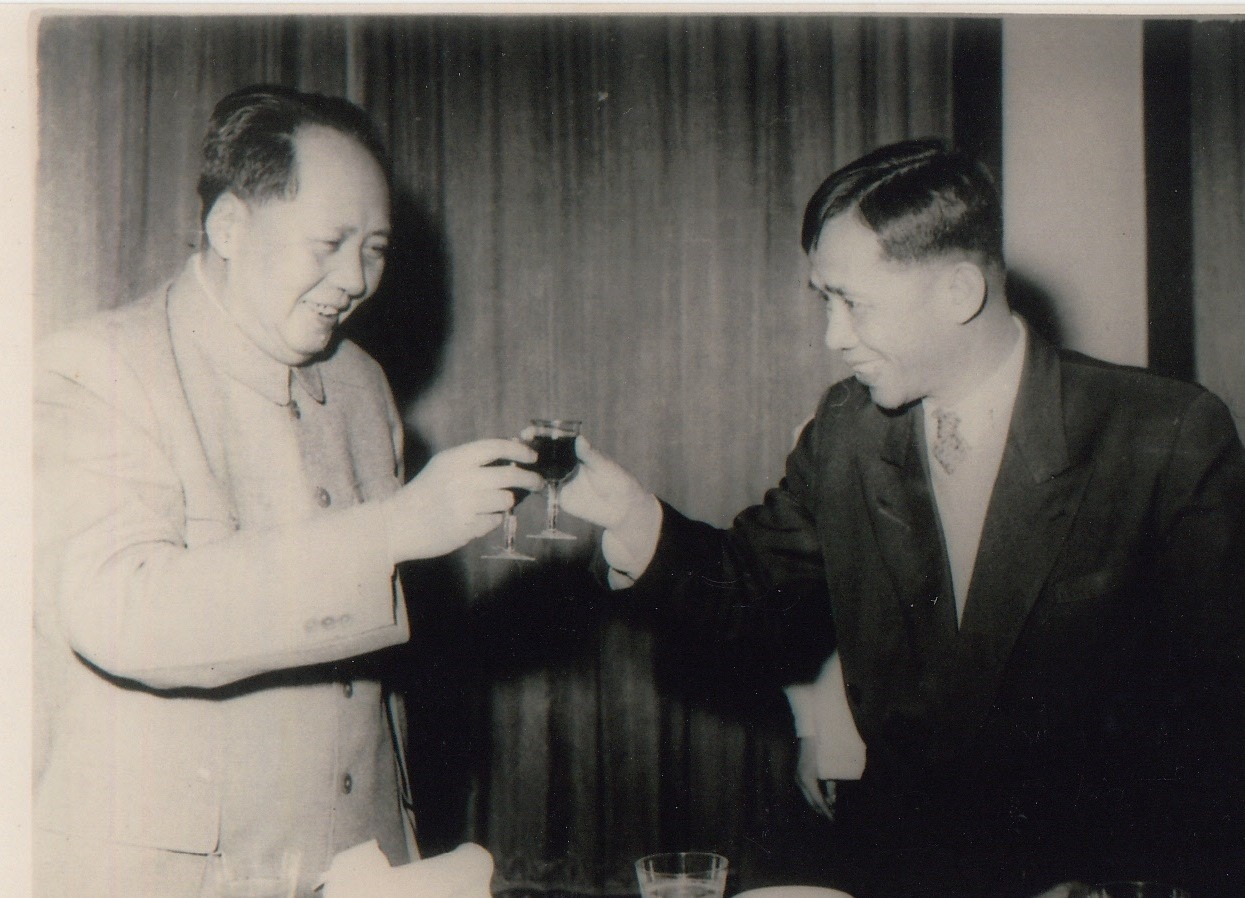
Lê Duẩn cụng ly với Mao Trạch Đông (1964)

Sau khi trở thành Bí thư thứ nhất, Lê Duẩn đẩy mạnh chủ trương đấu tranh vũ trang ở miền Nam, khiến Việt Nam Dân chủ Cộng hòa đầu thập niên 1960 có xu hướng ngả về phía Trung Quốc, nước tích cực ủng hộ các phong trào cách mạng vũ trang tại Thế giới thứ ba. Cùng thời gian, mâu thuẫn Trung–Xô leo thang do Mao Trạch Đông phản đối mạnh mẽ "chủ nghĩa xét lại" của Khrushchyov. Ngoài ra, sau Đại hội Đảng Cộng sản Liên Xô lần thứ XX, Liên Xô theo đuổi chính sách "chung sống hòa bình" với phương Tây, khiến Mao lo ngại vì mâu thuẫn với chiến lược cách mạng liên tục mà ông dùng để củng cố quyền lực. Cuộc chia rẽ này dẫn đến việc Hà Nội chịu ảnh hưởng từ hai luồng cố vấn đối lập: Trung Quốc khuyến khích tiếp tục đấu tranh vũ trang, trong khi Liên Xô nghiêng về giải pháp đàm phán để tránh xung đột leo thang thành chiến tranh hạt nhân. Moskva ưu tiên giải pháp hòa bình cho vấn đề Việt Nam, lo ngại rằng chiến tranh mở rộng sẽ làm hại đến lợi ích toàn cầu của mình. Trong khi đó, đường lối cách mạng triệt để của Mao Trạch Đông, với trọng tâm là đấu tranh vũ trang, lại phù hợp với chiến lược "Tổng tiến công và nổi dậy" mà Lê Duẩn đang thai nghén. Sự đồng điệu này khiến Trung Quốc trở thành đối tác chiến lược quan trọng của Hà Nội trong giai đoạn đầu của Chiến tranh Việt Nam.

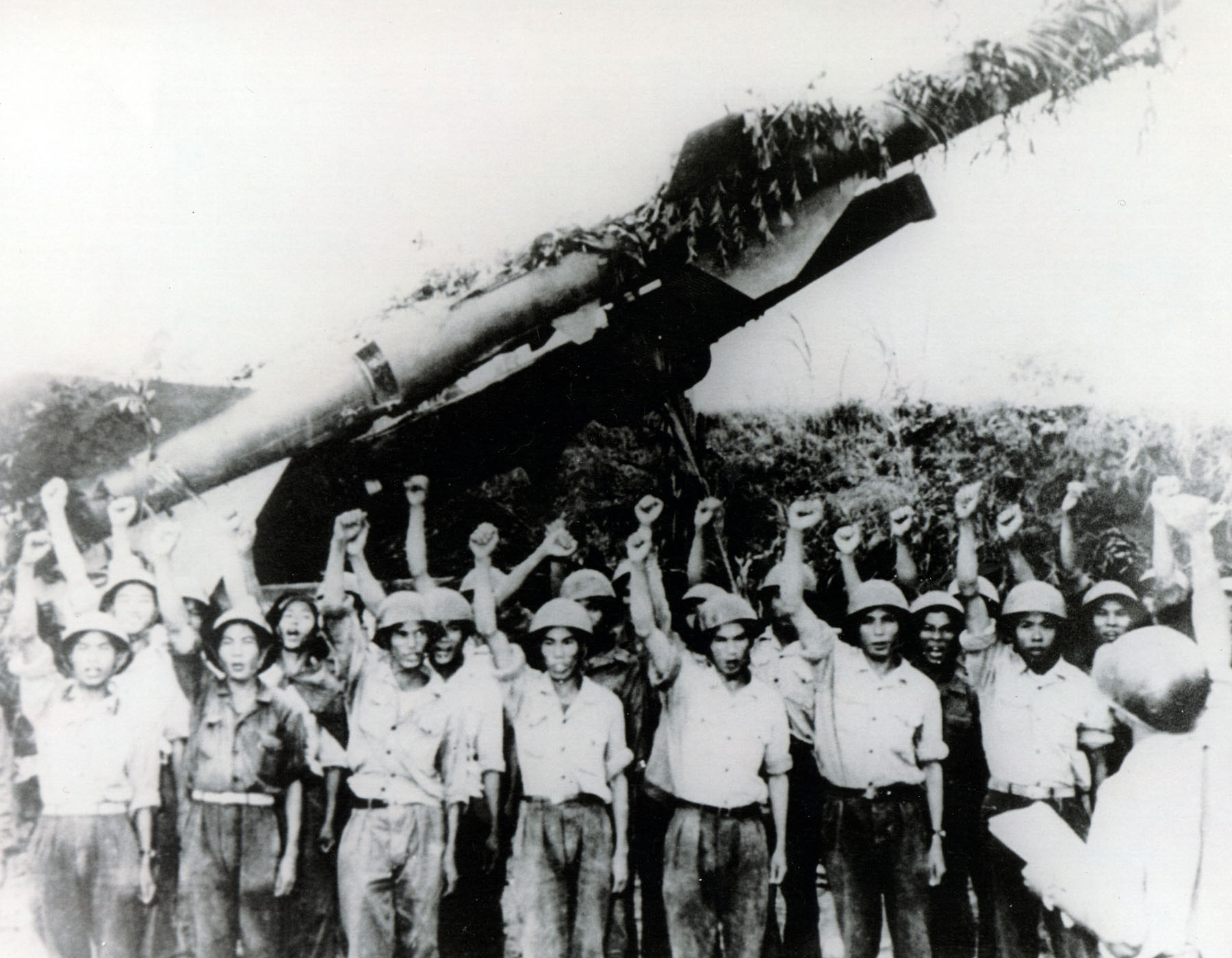
Binh sĩ Bắc Việt bên cạnh tổ hợp tên lửa đất đối không SAM-2 do Liên Xô viện trợ.

Lập trường của Liên Xô đối với Việt Nam chuyển biến rõ rệt sau khi Khrushchyov bị buộc phải từ chức vào cuối năm 1964. Ban lãnh đạo Liên Xô mới do Leonid Brezhnev đứng đầu coi đây là cơ hội để tái khẳng định vai trò lãnh đạo trong phong trào cộng sản toàn cầu. Cùng thời điểm, việc Mỹ đưa quân trực tiếp vào miền Nam đẩy chiến tranh lên quy mô cục bộ, đặt ra yêu cầu cấp thiết về trang bị hiện đại cho Hà Nội.  Trước yêu cầu cấp bách đó, Hà Nội chuyển hướng sang tăng cường quan hệ với Moskva, quốc gia có khả năng cung cấp các loại vũ khí hiện đại như tên lửa phòng không, máy bay chiến đấu và pháo hạng nặng. Chuyến thăm của Chủ tịch Hội đồng Bộ trưởng Aleksey Kosygin tới Hà Nội vào tháng 2 năm 1965 đánh dấu bước ngoặt trong quan hệ song phương Việt – Xô. Tại Hà Nội, Kosygin cam kết hỗ trợ toàn diện cho Việt Nam, đặc biệt là về mặt quân sự. Từ đó, viện trợ của Liên Xô tăng nhanh, và đến năm 1968 đã vượt Trung Quốc, trở thành nguồn hỗ trợ lớn nhất cho Việt Nam. Trong khi đó, Trung Quốc vẫn duy trì viện trợ ở mức cao, nhưng chủ yếu là vũ khí bộ binh, hậu cần. Bắc Kinh cũng cử hơn 320.000 quân nhân – phần lớn là công binh và phòng không – sang hỗ trợ Hà Nội. Tuy nhiên, từ năm 1966, Cách mạng Văn hóa bùng nổ khiến viện trợ Trung Quốc bắt đầu suy giảm.

### Rạn nứt trong quan hệ Việt – Trung
Lê Duẩn chủ trương cân bằng quan hệ với cả Liên Xô và Trung Quốc nhằm tranh thủ tối đa viện trợ quân sự, kinh tế và ngoại giao, nhưng đồng thời kiên quyết giữ thế độc lập trong hoạch định chiến lược. Lê Duẩn đặc biệt phản đối mọi can thiệp vào mục tiêu thống nhất đất nước bằng quân sự, kể cả từ các đồng minh lớn. Ông từng khẳng định với Hồ Chí Minh rằng:
“Thưa Bác, chúng ta muốn thắng Mỹ, thì nhất định không được sợ Mỹ, và càng không được sợ Trung Quốc và Liên Xô!”

Lê Duẩn tìm cách thúc đẩy hợp tác giữa hai cường quốc, trong khi Hồ Chí Minh kêu gọi đoàn kết chống Mỹ. Tuy nhiên, cả Mao lẫn Brezhnev đều tỏ ra nghi kỵ lẫn nhau và không thể hiện thiện chí hợp tác cùng nhau trong vấn đề Việt Nam, đặc biệt trong bối cảnh căng thẳng giữa hai cường quốc cộng sản này vẫn không có dấu hiệu hạ nhiệt. Bên cạnh đó, bất đồng chiến lược giữa Hà Nội và Bắc Kinh ngày càng sâu sắc, đặc biệt xoay quanh lập trường đối với đàm phán với Hoa Kỳ. Trung Quốc, với học thuyết "trường kỳ kháng chiến", phản đối chủ trương hòa đàm, cho rằng đó là sự thỏa hiệp và biểu hiện của ảnh hưởng Liên Xô. Trong khi đó, Liên Xô ủng hộ chiến lược "vừa đánh vừa đàm", coi đó là cách tiếp cận thực dụng để kiểm soát xung đột và nâng cao vị thế quốc tế của Hà Nội, đồng thời tích cực đóng vai trò trung gian tại Hội nghị Paris. Sự khác biệt trong quan điểm, cùng với lo ngại về ảnh hưởng ngày càng rõ của Trung Quốc, đã khiến Hà Nội dần xích lại gần Moskva hơn trong các vấn đề chiến lược.
Sau chuyến thăm Việt Nam của Aleksey Kosygin năm 1965, Chu Ân Lai nhận định rằng Liên Xô có xu hướng điều chỉnh chính sách theo hướng cải thiện quan hệ với Hoa Kỳ, đồng thời dự đoán điều này có thể ảnh hưởng tiêu cực đến sự ủng hộ dành cho Hà Nội. Chu Ân Lai cho rằng Liên Xô sẽ bán rẻ Bắc Việt để thỏa hiệp với Mỹ vì lợi ích riêng. Trái với quan điểm đó, tại Đại hội Đảng Cộng sản Liên Xô lần thứ XXIII, Lê Duẩn đã gọi Liên Xô là "tổ quốc thứ hai". Để đáp trả, Trung Quốc ngay lập tức cắt giảm viện trợ cho Bắc Việt. Theo ghi nhận từ Đại sứ quán Liên Xô tại Trung Quốc, động thái của giới lãnh đạo Bắc Kinh được Hà Nội coi là hành động thù địch. Lê Duẩn ngày càng thận trọng trước ý đồ can thiệp sâu của Bắc Kinh. Ông nhiều lần từ chối viện trợ có điều kiện từ Trung Quốc, trong đó đáng chú ý là việc kiên quyết bác bỏ kế hoạch đưa 2 vạn quân Trung Quốc vào Việt Nam, coi đây là hành động vi phạm chủ quyền và âm mưu khống chế Hà Nội. Trong các cuộc gặp trực tiếp với lãnh đạo Trung Quốc, Lê Duẩn luôn giữ thái độ cứng rắn. Năm 1963, tại Vũ Hán, ông được cho là đã đáp lại Mao Trạch Đông rằng Việt Nam đã từng đánh bại quân Nguyên, Minh, Thanh và nếu cần thiết, sẽ tiếp tục đánh bại bất cứ thế lực xâm lược nào, kể cả Quân Giải phóng Nhân dân Trung Quốc. Tại cuộc gặp với Chu Ân Lai năm 1971, ông cũng khẳng định dứt khoát: "Việt Nam là của chúng tôi; không phải của đồng chí".
Biểu hiện của sự căng thẳng trong quan hệ Việt – Trung xuất hiện rõ qua các nghi thức ngoại giao. Năm 1965, nhân kỷ niệm 44 năm thành lập Đảng Cộng sản Trung Quốc, Hà Nội gửi công hàm chúc mừng có chữ ký của Hồ Chí Minh, Phạm Văn Đồng và Lê Duẩn. Tuy nhiên tại lễ kỷ niệm 45 năm diễn ra năm 1966, dù Ban Chấp hành Trung ương Đảng Lao động Việt Nam có gửi công hàm nhưng không có lãnh đạo chủ chốt nào ký tên chúc mừng. Năm 1970, trong bối cảnh Hoa Kỳ và Việt Nam Cộng hòa mở rộng chiến sự sang Campuchia thông qua Chiến dịch Campuchia, Lê Duẩn đã thực hiện các chuyến công du quan trọng tới Liên Xô và Trung Quốc nhằm tìm kiếm sự hậu thuẫn. Ngày 5 tháng 5 năm 1970, ông gặp Tổng Bí thư Leonid Brezhnev tại Moskva, sau đó đến Bắc Kinh và hội kiến Mao Trạch Đông vào ngày 11 tháng 5. Các chuyến thăm diễn ra trong bối cảnh khu vực Đông Dương đang căng thẳng, đặc biệt sau sự thành lập liên minh giữa các lực lượng cách mạng Việt Nam, Khmer và Lào. Tại Bắc Kinh, mặc dù cuộc gặp diễn ra trong không khí ngoại giao theo nghi thức, căng thẳng tiềm ẩn giữa hai bên vẫn hiện hữu. Mao Trạch Đông gián tiếp thừa nhận những tác động tiêu cực của Cách mạng Văn hóa đối với quan hệ hai nước, trong khi Lê Duẩn nhấn mạnh lập trường đấu tranh lâu dài, song trên thực tế vẫn theo đuổi chiến lược chiến tranh quy mô lớn. Mao kêu gọi chuẩn bị cho một cuộc chiến trường kỳ, đồng thời thừa nhận Việt Nam đã có những sáng tạo riêng trong việc vận dụng tư tưởng của ông vào thực tiễn cách mạng.

### Căng thẳng với Trung Quốc

Lê Duẩn (thứ tư từ trái) chụp ảnh tập thể cùng Mao Trạch Đông (thứ năm từ trái), Lâm Bưu (thứ ba từ trái), Chu Ân Lai (thứ hai từ phải), Khang Sinh (thứ hai từ trái) và Hoàng Vĩnh Thắng (ngoài cùng bên phải) vào ngày 11 tháng 5 năm 1970

Từ năm 1971, chính quyền Tổng thống Richard Nixon bất ngờ phát tín hiệu muốn bình thường hóa quan hệ với Trung Quốc, coi đây là một nước cờ ngoại giao chiến lược nhằm tạo thế cân bằng với Liên Xô, đồng thời tìm kiếm lối thoát cho cuộc chiến đang lâm vào bế tắc tại Việt Nam. Về phía Trung Quốc, Mao Trạch Đông coi Hoa Kỳ là đối trọng chiến lược cần thiết để chống lại nguy cơ từ Liên Xô, đặc biệt sau các vụ đụng độ vũ trang nghiêm trọng dọc biên giới Trung – Xô năm 1969. Sự xoay trục trong chính sách đối ngoại của Bắc Kinh đã khiến chính quyền Lê Duẩn lo ngại sâu sắc. Tại cuộc họp Bộ Chính trị ngày 16 tháng 7 năm 1971, ban lãnh đạo Đảng Lao động Việt Nam đánh giá chính sách mới của Bắc Kinh là một mối đe dọa trực tiếp đối với lợi ích quốc gia, ví von đó là một "quả ngư lôi" nhắm vào Hà Nội.
Việc Cố vấn An ninh quốc gia Henry Kissinger bí mật thăm Bắc Kinh vào tháng 7 năm 1971, tiếp đó là chuyến thăm chính thức của Tổng thống Richard Nixon tới Trung Quốc vào tháng 2 năm 1972, gây ra một cú sốc lớn đối với Hà Nội. Lê Duẩn cho rằng sự xích lại giữa Washington và Bắc Kinh là dấu hiệu cho thấy Trung Quốc sẵn sàng đặt quan hệ với Hoa Kỳ lên trên nghĩa vụ quốc tế với phong trào cách mạng, đồng thời có thể dùng ảnh hưởng của mình để ép Bắc Việt chấp nhận một giải pháp hòa bình bất lợi. Hà Nội cảm thấy bị gạt ra ngoài các tính toán chiến lược của một trong những đồng minh quan trọng nhất, và coi hành động của Trung Quốc là đi ngược lại lợi ích của cuộc kháng chiến chống Mỹ. Trước tình hình đó, chính quyền Lê Duẩn chủ động thu hẹp phạm vi chia sẻ thông tin quân sự với Trung Quốc, đồng thời giám sát chặt chẽ tiến triển quan hệ Mỹ – Trung. Tuy nhiên, quá trình xích lại giữa Liên Xô và Hoa Kỳ vào thời điểm đó cũng đóng vai trò như một nhân tố cân bằng, giúp ngăn chặn nguy cơ rạn nứt hoàn toàn trong quan hệ Việt – Trung.
Trong cuộc hội đàm với lãnh đạo Bắc Việt vào tháng 5 năm 1973, Thủ tướng Chu Ân Lai khuyên Hà Nội nên tuân thủ các điều khoản trong hiệp định Paris, đồng thời "nghỉ ngơi, củng cố lực lượng" vì cuộc chiến sẽ còn kéo dài. Trái ngược với quyết tâm tiếp tục đấu tranh của Việt Nam, Trung Quốc thể hiện thái độ dè dặt, đồng thời chuyển trọng tâm viện trợ sang lực lượng Khmer Đỏ ở Campuchia. Ngoài ra, Trung Quốc tìm cách kìm hãm tiến trình thống nhất đất nước của Việt Nam bằng cách ký kết các thỏa thuận kinh tế riêng với Chính phủ Cách mạng Lâm thời Cộng hòa miền Nam Việt Nam (CHMNVN). Nguyễn Hữu Thọ, lãnh đạo CHMNVN, nhận được sự đối đãi tích cực từ phía Trung Quốc. Những động thái này càng khoét sâu thêm bất đồng giữa Hà Nội và Bắc Kinh. Dẫu viện trợ từ Trung Quốc vẫn tiếp tục, quan hệ song phương không được cải thiện. Theo sử gia Anne Gilks, sự kiện Sài Gòn thất thủ ngày 30 tháng 4 năm 1975 được xem là dấu mốc chấm dứt liên minh Việt – Trung, mở đầu chuỗi diễn biến khiến quan hệ hai nước rơi vào vòng xoáy nghi kỵ và đối đầu trong những năm sau đó. Trung Quốc vốn muốn giữ Việt Nam trong quỹ đạo ảnh hưởng của mình như một nước "không mạnh, bị chia cắt, không độc lập và phụ thuộc vào Trung Quốc". Nhưng chiến thắng và sự thống nhất của Việt Nam vào năm 1975 đã phá vỡ hoàn toàn toan tính chiến lược đó, đồng thời làm nghiêng cán cân quyền lực tại Đông Nam Á theo hướng có lợi cho Liên Xô.

#### Tranh chấp chủ quyền

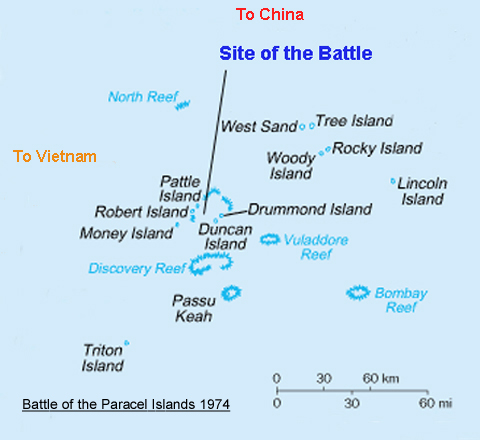
Bản đồ quần đảo Hoàng Sa

Cuối năm 1973, trong bối cảnh Chiến tranh Việt Nam bước vào giai đoạn quyết định, căng thẳng giữa Bắc Việt và Trung Quốc không còn giới hạn ở bất đồng chính trị hay quan điểm chiến lược, mà lan rộng sang tranh chấp lãnh thổ trên Biển Đông. Trung Quốc vừa tìm cách cản trở Việt Nam khai thác tài nguyên, vừa đơn phương ký hợp đồng dầu khí với công ty Mỹ, tổ chức khảo sát và tập trận tại Vịnh Bắc Bộ và Biển Đông. Căng thẳng tiếp tục leo thang vào tháng 1 năm 1974, khi Trung Quốc dùng vũ lực tấn công và đánh chiếm toàn bộ quần đảo Hoàng Sa từ tay Việt Nam Cộng hòa. Chính quyền Lê Duẩn coi đây là hành động đi ngược nguyên tắc hợp tác, cho thấy Bắc Kinh ưu tiên lợi ích chiến lược và yêu sách lãnh thổ hơn là tình đồng chí. Theo một số học giả phương Tây, sự lo ngại của Bắc Kinh không chỉ xoay quanh vấn đề chủ quyền lãnh thổ, mà còn bắt nguồn từ mối quan hệ ngày càng khăng khít giữa Hà Nội và Moskva trong bối cảnh đối đầu Trung–Xô chưa có dấu hiệu hạ nhiệt. Trung Quốc lo ngại rằng việc quần đảo Hoàng Sa rơi vào tay Bắc Việt — đồng minh thân cận của Liên Xô — có thể tạo điều kiện để Moskva mở rộng ảnh hưởng xuống Đông Nam Á, từ đó đe dọa trực tiếp đến vị thế chiến lược của Bắc Kinh tại Biển Đông.
Dù phản đối hành động quân sự, Hà Nội vẫn cho rằng các tranh chấp phải được giải quyết tranh chấp bằng con đường hòa bình. Trong chuyến thăm Trung Quốc tháng 9 năm 1975 do Lê Duẩn dẫn đầu, Việt Nam chính thức tái khẳng định lập trường về chủ quyền biển đảo. Đặng Tiểu Bình tuyên bố rằng Trung Quốc có đầy đủ bằng chứng lịch sử để khẳng định chủ quyền đối với Hoàng Sa và Trường Sa, nhưng hứa hẹn sẵn sàng giải quyết tranh chấp bằng phương pháp hòa bình. Cũng trong cuộc hội đàm này, Đặng nhấn mạnh mối đe dọa từ "chủ nghĩa bá quyền", ngầm chỉ Liên Xô, và kêu gọi Hà Nội đứng về phía Bắc Kinh. Đáp lại, dù Lê Duẩn không đề cập trực tiếp đến Liên Xô, nhưng nhấn mạnh vai trò của "các nước xã hội chủ nghĩa anh em" trong chiến thắng của Việt Nam, qua đó gián tiếp bác bỏ lời kêu gọi liên kết chống Liên Xô. Hai bên ký kết một số hiệp định, nhưng không đạt được bất kỳ thỏa thuận viện trợ nào. Chuyến thăm buộc phải kết thúc sớm do thiếu đồng thuận.
Ngày 12 tháng 5 năm 1977, Chính phủ Việt Nam ra tuyên bố về lãnh hải, vùng tiếp giáp lãnh hải, vùng đặc quyền kinh tế và thềm lục địa, bao gồm cả hai quần đảo Hoàng Sa và Trường Sa, trong khi phía Trung Quốc tuyên bố sẽ giành lại toàn bộ Trường Sa "mà không cần đàm phán". Đồng thời, căng thẳng còn lan sang khu vực biên giới trên bộ. Hà Nội cáo buộc Bắc Kinh nhiều lần xâm phạm lãnh thổ, phá mốc biên giới và bắt cóc dân thường tại các tỉnh Cao Bằng – Lạng Sơn. Các cuộc đàm phán biên giới diễn ra nhưng không đạt được tiến triển đáng kể, do Bắc Kinh chỉ muốn duy trì hiện trạng thay vì khôi phục ranh giới lịch sử như yêu cầu từ phía Việt Nam. Trong bối cảnh đó, Bắc Kinh lên tiếng cáo buộc chính quyền Lê Duẩn đàn áp cộng đồng người Hoa, còn phía Hà Nội khẳng định đây là một phần trong chính sách cải tổ kinh tế và quản lý công dân sau thống nhất. Song song với các diễn biến trên, Lê Duẩn đã tiến hành thanh trừng một số đảng viên bị cho là thân Trung Quốc nhằm loại bỏ các ảnh hưởng chính trị bất lợi trong nội bộ Đảng, trong đó nổi bật là trường hợp Hoàng Văn Hoan, người về sau sẽ đào tẩu sang Trung Quốc.

### Củng cố liên minh Việt – Xô
Tháng 10 năm 1975, Lê Duẩn có chuyến thăm chính thức tới Liên Xô. Kết quả chuyến thăm được thể hiện trong một thông cáo chung, trong đó phía Liên Xô cam kết cử các chuyên gia có trình độ sang Việt Nam để đào tạo cán bộ trong các lĩnh vực kinh tế, khoa học, kỹ thuật và văn hóa. Ngoài ra, Liên Xô cũng cam kết cung cấp viện trợ kinh tế và hỗ trợ một số dự án trọng điểm của Việt Nam với các điều kiện ưu đãi. Thông cáo nhấn mạnh rằng mối quan hệ hợp tác giữa hai nước nằm trong "khuôn khổ hợp tác đa phương giữa các quốc gia xã hội chủ nghĩa". Dù tuyên bố này thường được hiểu là một bước tiến tới việc gia nhập Hội đồng Tương trợ Kinh tế (COMECON), Việt Nam thời điểm đó vẫn chủ động từ chối, nhằm duy trì vị thế độc lập và tự chủ trong quan hệ đối ngoại. Thủ tướng Phạm Văn Đồng thậm chí còn thể hiện thái độ dè dặt đối với đại sứ Liên Xô trong lễ kỷ niệm Cách mạng Tháng Mười, đồng thời bác bỏ một số chính sách đối ngoại quan trọng của Moskva. Dù chịu áp lực thường xuyên từ phía Liên Xô, Việt Nam vẫn giữ vững lập trường và lựa chọn tham gia Quỹ Tiền tệ Quốc tế (IMF) cùng Ngân hàng Thế giới – hai bước đi khiến Liên Xô không hài lòng.
Lê Duẩn tiếp tục thăm Trung Quốc từ ngày 20 đến 25 tháng 11 năm 1977 nhằm tìm kiếm thêm viện trợ kinh tế. Lãnh tụ tối cao Cộng hòa Nhân dân Trung Hoa khi đó là Hoa Quốc Phong khẳng định quan hệ song phương suy giảm do khác biệt đường lối. Ông tuyên bố Trung Quốc không thể hỗ trợ Việt Nam do những khó khăn kinh tế nội bộ. Đáp lại, Lê Duẩn cho rằng điểm khác biệt chủ yếu giữa hai nước nằm ở cách nhìn nhận về Liên Xô và Hoa Kỳ. Ngay sau chuyến thăm, Tân Hoa Xã đăng bài chỉ trích COMECON, tổ chức mà Việt Nam vừa nộp đơn xin gia nhập. Trung Quốc sau đó quyết định tạm dừng tất cả các dự án kinh tế từ tháng 5 đến tháng 7 năm 1978 và rút toàn bộ chuyên gia khỏi Việt Nam. Tổng giá trị viện trợ Trung Quốc cho Việt Nam trong giai đoạn này đạt khoảng 300 triệu $.
Tuy nhiên, đến năm 1978, trong bối cảnh cần nguồn lực để thực hiện Kế hoạch 5 năm lần thứ hai, Việt Nam đã điều chỉnh lập trường. Cùng năm đó, Lê Duẩn và Phạm Văn Đồng ký kết Hiệp ước Hữu nghị và Hợp tác 25 năm với Liên Xô. Nhờ có sự bảo trợ của Moskva, Việt Nam đã tiến hành can thiệp quân sự vào Campuchia, dẫn tới phản ứng quân sự từ Trung Quốc dưới hình thức cuộc chiến tranh biên giới năm 1979. Để củng cố an ninh, Việt Nam đã cho phép Liên Xô sử dụng một số căn cứ quân sự nhằm đối phó với mối đe dọa từ Trung Quốc. Theo một số nguồn tin, Trung Quốc từng đưa ra yêu sách yêu cầu Việt Nam chấm dứt tiếp nhận viện trợ từ Liên Xô như điều kiện tiên quyết để thiết lập hòa bình. Ở châu Á, Việt Nam đóng vai trò tương tự như Cuba ở Mỹ Latinh, trở thành trung tâm hậu thuẫn cho các phong trào cách mạng và là căn cứ địa của chủ nghĩa cộng sản theo mô hình Liên Xô. Việt Nam ủng hộ cuộc xâm lược của Liên Xô vào Afghanistan và nhận viện trợ quân sự trị giá khoảng 3 triệu $ mỗi ngày.
Tại Đại hội Đảng thứ V, Lê Duẩn tái khẳng định lập trường gắn bó với Liên Xô. Ông tuyên bố: "Đoàn kết và hợp tác với Liên Xô là nền tảng trong chính sách đối ngoại của Đảng và Nhà nước ta". Đồng thời, ông nhấn mạnh rằng liên minh này là "bảo đảm cho thắng lợi trong sự nghiệp bảo vệ Tổ quốc và xây dựng chủ nghĩa xã hội". Lập trường này nhận được sự ủng hộ từ phía Moskva khi Mikhail Gorbachyov tuyên bố: "Việt Nam có thể tin tưởng vào sự đoàn kết và ủng hộ của Liên Xô". Mặc dù vậy, chính sách đối ngoại của Lê Duẩn không tránh khỏi những chỉ trích. Hoàng Văn Hoan cáo buộc ông đã hy sinh chủ quyền quốc gia để đổi lấy sự bảo trợ từ Liên Xô. Trong dịp Quốc khánh Việt Nam, phái đoàn do Vitaly Vorotnikov dẫn đầu đã tới Hà Nội dự lễ và hội đàm với Lê Duẩn. Sau đó, ông tiếp tục tham dự Đại hội lần thứ XXVII của Đảng Cộng sản Liên Xô và có cuộc gặp riêng với Gorbachyov.

### Mối quan hệ với Khmer Đỏ
Năm 1951, sau khi Đảng Cộng sản Đông Dương giải thể, ba đảng cộng sản riêng biệt được thành lập tại ba nước Đông Dương, trong đó có Đảng Nhân dân Cách mạng Khmer do Việt Nam hỗ trợ. Trong ba đảng, phong trào cách mạng tại Campuchia được đánh giá là yếu nhất. Khi Việt Nam Dân chủ Cộng hòa bắt đầu viện trợ quân sự chính thức cho Khmer Đỏ vào năm 1970, lãnh đạo Đảng cộng sản Kampuchea (Khmer Đỏ) vẫn duy trì thái độ hoài nghi với Hà Nội. Theo chỉ thị của Võ Chí Công, hai trung đoàn quân được điều sang Campuchia hỗ trợ tác chiến. Võ Chí Công cam kết với Ieng Sary rằng lực lượng Việt Nam sẽ rút lui khi lực lượng cộng sản giành thắng lợi. Việc quân đội Việt Nam tham chiến khiến một số quan chức Việt Nam cho rằng giới lãnh đạo Khmer Đỏ bắt đầu có những lo ngại nhất định. Trao đổi với Phạm Hùng, Lê Duẩn cho rằng dù tồn tại một số khác biệt, "chủ nghĩa quốc tế và thái độ thực sự" của hai bên sẽ đảm bảo sự gắn kết. Tuy vậy, sau khi nghiên cứu báo cáo của Võ Chí Công, Lê Duẩn đánh giá rằng "chủ nghĩa quốc tế" ở Campuchia đang gặp trở ngại. Giới lãnh đạo Việt Nam thời điểm đó kỳ vọng tình hình sẽ cải thiện, song thừa nhận rằng bối cảnh Campuchia phức tạp hơn so với Lào.
Tình hình trở nên căng thẳng sau năm 1973, khi phe Pol Pot nắm quyền kiểm soát tuyệt đối Đảng Cộng sản Campuchia. Mối quan hệ Việt Nam – Khmer Đỏ nhanh chóng xấu đi. Dù các lực lượng Quân đội nhân dân Việt Nam tiếp tục đóng vai trò đồng minh trong cuộc chiến chống chính quyền Lon Nol, họ thường xuyên bị chính Khmer Đỏ tấn công. Đến năm 1976, dù quan hệ hai bên có dấu hiệu bình thường hóa, sự nghi kỵ giữa giới lãnh đạo Việt Nam và Campuchia vẫn tiếp tục gia tăng. Cũng trong năm này, lãnh đạo Việt Nam bao gồm Lê Duẩn, Tôn Đức Thắng, Trường Chinh và Phạm Văn Đồng đã gửi điện chúc mừng Pol Pot, Khieu Samphan và Nuon Chea lần lượt đảm nhận các vị trí Thủ tướng, Chủ tịch Hội đồng Nhà nước và Chủ tịch Quốc hội Campuchia Dân chủ. Đáp lại, Khmer Đỏ gửi công điện chúc mừng chính phủ Cộng hòa Miền Nam Việt Nam nhân dịp kỷ niệm 7 năm thành lập. Ngày 21 tháng 9 năm 1976, đoàn đại biểu Hội Phụ nữ Việt Nam viếng thăm Campuchia – tới cuối năm đó, giới lãnh đạo Khmer Đỏ cũng gửi công văn chúc mừng Đại hội Đảng Cộng sản Việt Nam lần thứ IV.
Giới lãnh đạo Hà Nội khi đó kỳ vọng rằng các yếu tố thân Việt Nam sẽ dần chiếm ưu thế trong nội bộ Khmer Đỏ. Niềm tin này được củng cố khi đài phát thanh Campuchia thông báo việc Pol Pot từ chức. Lãnh đạo Việt Nam, bao gồm Lê Duẩn, đánh giá cao diễn biến này. Trong cuộc gặp ngày 16 tháng 11 năm 1976 với đại sứ Liên Xô, Lê Duẩn khẳng định rằng Pol Pot và Ieng Sary "đã bị loại khỏi quyền lực". Theo đánh giá từ phía Hà Nội, đây là thay đổi tích cực do hai nhân vật này được xem là đại diện cho "tập đoàn thân Trung Quốc" với chính sách đối nội nghiêm khắc. Ngược lại, Lê Duẩn bày tỏ sự tin tưởng vào Nuon Chea, người được xem là "bạn tốt" của Việt Nam. Trong bối cảnh đó, Hà Nội không chuẩn bị cho khả năng xảy ra đối đầu toàn diện với Phnôm Pênh, do vẫn giữ quan điểm cho rằng quan hệ song phương có thể được cải thiện. Tuy nhiên, theo nhà nghiên cứu Dmitry Mosyakov thuộc Viện Nghiên cứu Phương Đông, Viện Hàn lâm Khoa học Nga, giới lãnh đạo Việt Nam đã đánh giá sai hoàn toàn tình hình Campuchia lúc bấy giờ. Trên thực tế, vào thời điểm Lê Duẩn tuyên bố Pol Pot và Ieng Sary bị gạt khỏi quyền lực, cả hai vẫn duy trì vị thế lãnh đạo tuyệt đối tại Phnôm Pênh. Dù vậy, Hà Nội tiếp tục tin rằng Campuchia cuối cùng sẽ trở thành một quốc gia xã hội chủ nghĩa, coi trọng quan hệ với Việt Nam và Liên Xô theo mô hình đã hình thành tại Lào.

#### Căng thẳng leo thang

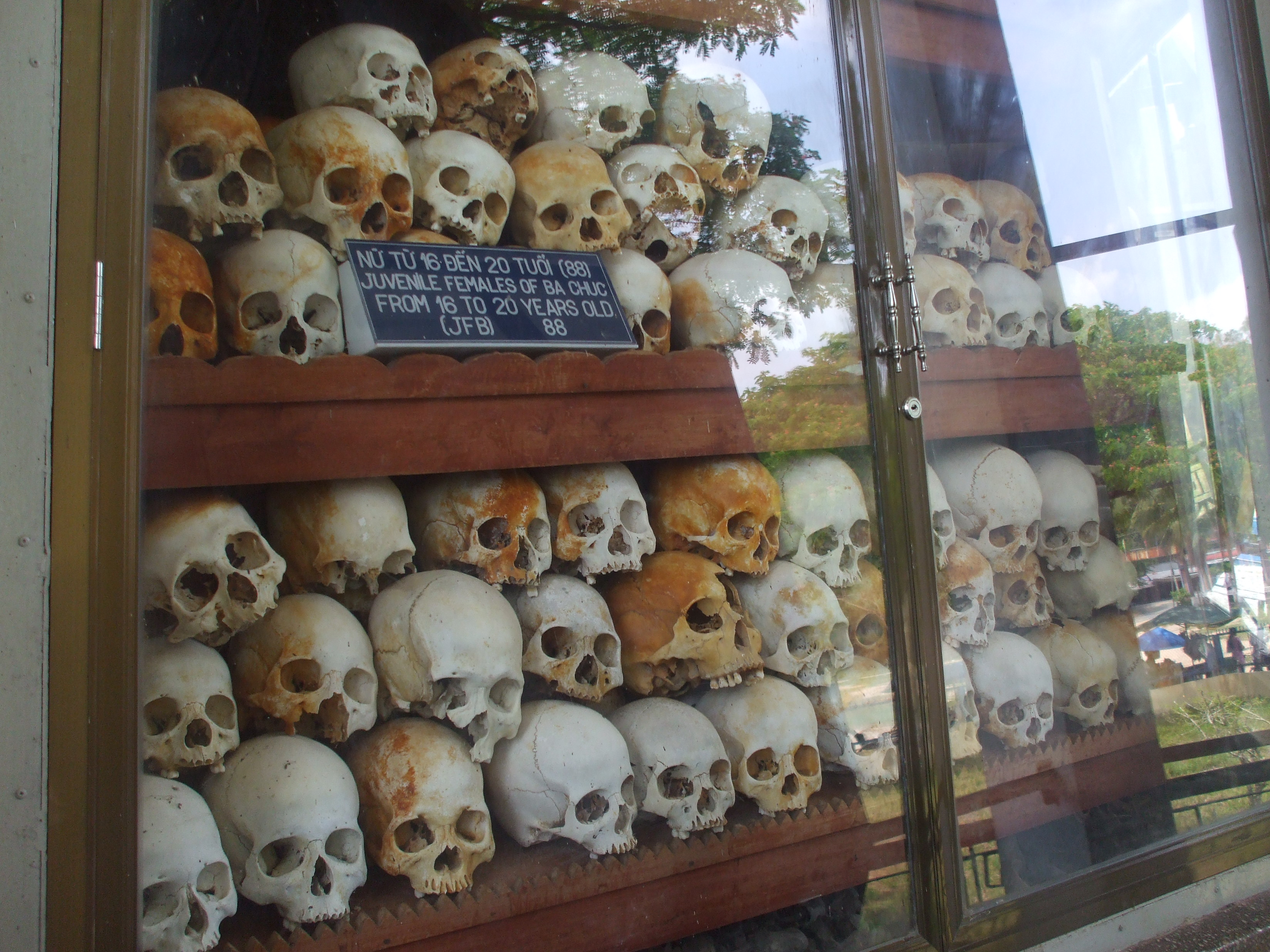
Thảm sát Ba Chúc là sự kiện diễn ra tại xã Ba Chúc, tỉnh An Giang, khi Quân Cách mạng Campuchia tràn qua biên giới Tây Nam và tàn sát thường dân địa phương

Mặc dù nhận được sự ủng hộ từ Liên Xô, Việt Nam vẫn bị giới lãnh đạo Campuchia Dân chủ đánh giá là quốc gia đối mặt với nhiều vấn đề kinh tế, xã hội và có xu hướng tránh đối đầu quân sự. Nhận thức này đã thúc đẩy Campuchia gia tăng các hành động gây hấn sau năm 1975. Từ ngày 30 tháng 4 năm 1977, các lực lượng Campuchia Dân chủ bắt đầu tiến hành các đợt tấn công quy mô lớn dọc biên giới Tây Nam Việt Nam. Nổi bật trong số đó là vụ thảm sát Ba Chúc tại tỉnh An Giang vào tháng 4 năm 1978. Bất ngờ trước các hành động này, Việt Nam tiến hành phản công đáp trả. Mặc dù căng thẳng gia tăng, Việt Nam vẫn duy trì nỗ lực cải thiện quan hệ. Khi Pol Pot công khai thừa nhận sự tồn tại của Đảng Cộng sản Campuchia vào ngày 27 tháng 9 năm 1977, Hà Nội đã gửi điện chúc mừng. Trong cuộc trao đổi ngày 6 tháng 10 cùng năm với đại sứ Liên Xô, Lê Duẩn không đưa ra bình luận trực tiếp về các hành động của Campuchia, nhưng mô tả giới lãnh đạo Khmer Đỏ là lực lượng mang "chủ nghĩa dân tộc mạnh mẽ" và chịu ảnh hưởng đáng kể từ Trung Quốc. Ông đánh giá Pol Pot có xu hướng theo chủ nghĩa Trotsky, trong khi xem Ieng Sary là người theo chủ nghĩa dân tộc cực đoan và thân Trung Quốc. Tuy vậy, Lê Duẩn nhận định sai về Nuon Chea và Son Sen, khi cho rằng hai nhân vật này có lập trường ủng hộ Việt Nam.
Ngày 31 tháng 12 năm 1977, Phnôm Pênh tuyên bố cắt đứt quan hệ ngoại giao với Hà Nội, yêu cầu Việt Nam rút toàn bộ lực lượng ra khỏi lãnh thổ Campuchia nhằm "khôi phục bầu không khí hữu nghị giữa hai nước". Trong khi phía Campuchia cáo buộc Việt Nam xâm lược, căng thẳng thực tế liên quan đến quan ngại của Khmer Đỏ về khả năng Hà Nội theo đuổi kế hoạch thành lập một liên bang Đông Dương do Việt Nam giữ vai trò lãnh đạo. Đến tháng 1 năm 1978, quân đội Việt Nam rút lui, mang theo nhiều tù binh và dân thường Campuchia tị nạn. Tuy vậy, chiến dịch quân sự của Việt Nam không đạt được mục tiêu làm giảm thái độ đối đầu của Khmer Đỏ. Ngược lại, giới lãnh đạo Campuchia coi việc đẩy lùi quân Việt Nam là thắng lợi lớn, so sánh với chiến thắng trước Hoa Kỳ trước đó. Chính quyền Khmer Đỏ không có bất kỳ phản hồi tích cực nào đối với các nỗ lực ngoại giao từ phía Việt Nam mà tiếp tục tổ chức các cuộc tấn công mới dọc biên giới. Đáp lại, Việt Nam bắt đầu hậu thuẫn các lực lượng nổi dậy chống chính quyền Pol Pot và chuẩn bị cho một chiến dịch quân sự quy mô lớn.
Ngày 15 tháng 6 năm 1978, Bộ Chính trị quyết định cử một phái đoàn do Lê Duẩn dẫn đầu sang Moskva nhằm trao đổi với Leonid Brezhnev nói riêng và giới lãnh đạo Liên Xô nói chung. Trong cuộc gặp với đại sứ Liên Xô vào tháng 9 cùng năm, Lê Duẩn cho biết Việt Nam dự kiến "giải quyết dứt điểm vấn đề [Campuchia] vào đầu năm 1979". Ông nhận định khả năng Trung Quốc trả đũa là thấp, do những hạn chế về hậu cần và cho rằng việc trì hoãn hành động sẽ chỉ mang lại lợi thế cho Bắc Kinh. Dù Trung Quốc sau đó thực hiện chiến dịch tấn công Việt Nam, mục tiêu lại không phải Campuchia mà là các tỉnh biên giới phía Bắc Việt Nam. Theo kế hoạch, Việt Nam thành lập chín tiểu đoàn gồm các binh sĩ Khmer đào ngũ nhằm hỗ trợ chiến dịch. Trong khi đó, thông tin về Sao Pheum – nhân vật mà Việt Nam tìm kiếm để liên kết với lực lượng đối lập Khmer Đỏ – cho thấy ông đã qua đời ba tháng trước đó. Đến thời điểm này, Lê Duẩn vẫn đánh giá Nuon Chea là nhân vật thân thiện với Việt Nam, bất chấp việc ông ta trước đó có bài phát biểu với luận điệu chống Việt Nam. Trên thực tế, cả Nuon Chea lẫn Son Sen vẫn trung thành với Pol Pot và tiếp tục đóng vai trò lãnh đạo của Khmer Đỏ cho đến tận thập niên 1990.

### Chiến tranh biên giới Tây Nam
Nhận thấy không còn cơ hội đàm phán, Việt Nam mở cuộc tấn công toàn diện vào Campuchia ngày 25 tháng 12 năm 1978. Quân đội Nhân dân Việt Nam huy động 13 sư đoàn với khoảng 150.000 binh sĩ, được yểm trợ bởi pháo binh và không quân, tiến vào Campuchia từ nhiều hướng. Tự tin trước sức mạnh của mình, giới lãnh đạo Khmer Đỏ chủ động đối đầu trực diện với quân Việt Nam bằng lối đánh quy ước. Tuy nhiên, chiến thuật này nhanh chóng khiến quân Khmer Đỏ chịu tổn thất nặng, mất khoảng một nửa quân số chỉ trong hai tuần đầu giao tranh. Trước các thất bại liên tiếp, phần lớn lãnh đạo Khmer Đỏ buộc di tản khỏi Phnôm Pênh, rút về khu vực rừng núi phía tây giáp Thái Lan. Ngày 7 tháng 1 năm 1979, Quân đội nhân dân Việt Nam cùng Mặt trận Đoàn kết Dân tộc Cứu nước Campuchia tiến vào Phnôm Pênh. Ngày hôm sau, Cộng hòa Nhân dân Campuchia, một chính quyền thân Việt Nam, được thành lập. Heng Samrin đảm nhận cương vị nguyên thủ quốc gia, còn Pen Sovan giữ chức Tổng Bí thư Đảng Nhân dân Cách mạng Khmer. Mặc dù bị đánh bại, tàn quân Khmer Đỏ vẫn tiếp tục hiến hành chiến tranh du kích dựa vào sự hậu thuẫn của Trung Quốc. Trong khi quân đội Việt Nam kiểm soát đô thị và các tuyến giao thông trọng yếu, Khmer Đỏ vẫn chiếm giữ 10–15% lãnh thổ, chủ yếu ở nông thôn, và tiếp tục phá hoại cơ sở hạ tầng và hậu cần.
Từ năm 1982, trong bối cảnh Việt Nam bắt đầu rút bớt một phần lực lượng khỏi Campuchia do áp lực kinh tế trong nước và phản ứng quốc tế, Khmer Đỏ đã nhanh chóng lợi dụng khoảng trống an ninh để gia tăng các hoạt động vũ trang. Nhằm củng cố lực lượng và tăng tính chính danh trên trường quốc tế, Khmer Đỏ liên minh với hai nhóm chống Việt Nam là Mặt trận Giải phóng Dân tộc Khmer (KPNLF) do cựu Thủ tướng Son Sann lãnh đạo và FUNCINPEC – phong trào bảo hoàng của Cựu hoàng Norodom Sihanouk. Ba lực lượng này hợp nhất thành một liên minh chính trị mang tên Chính phủ Liên hiệp Kampuchea Dân chủ vào tháng 6 năm 1982 nhằm chống lại chính quyền thân Việt Nam. Do quân đội Cộng hòa Nhân dân Campuchia chưa đủ khả năng kiểm soát tình hình, Việt Nam vẫn phải tiếp tục duy trì hiện diện quân sự để hỗ trợ chính phủ của tân Thủ tướng Hun Sen. Trong chiến dịch mùa khô 1984 – 1985, Việt Nam huy động khoảng 60.000 quân tiến hành tấn công quy mô lớn vào các căn cứ của Khmer Đỏ dọc biên giới Thái Lan. Chiến dịch đã khiến Khmer Đỏ mất toàn bộ căn cứ trong nội địa Campuchia, lực lượng bị suy yếu nghiêm trọng, thiếu hụt hậu cần và nhân lực. Tuy nhiên, sau khi Việt Nam rút quân hoàn toàn vào năm 1989, Khmer Đỏ vẫn tiếp tục duy trì hoạt động ở biên giới và chỉ thực sự tan rã vào năm 1999.

### Chiến tranh biên giới Việt–Trung

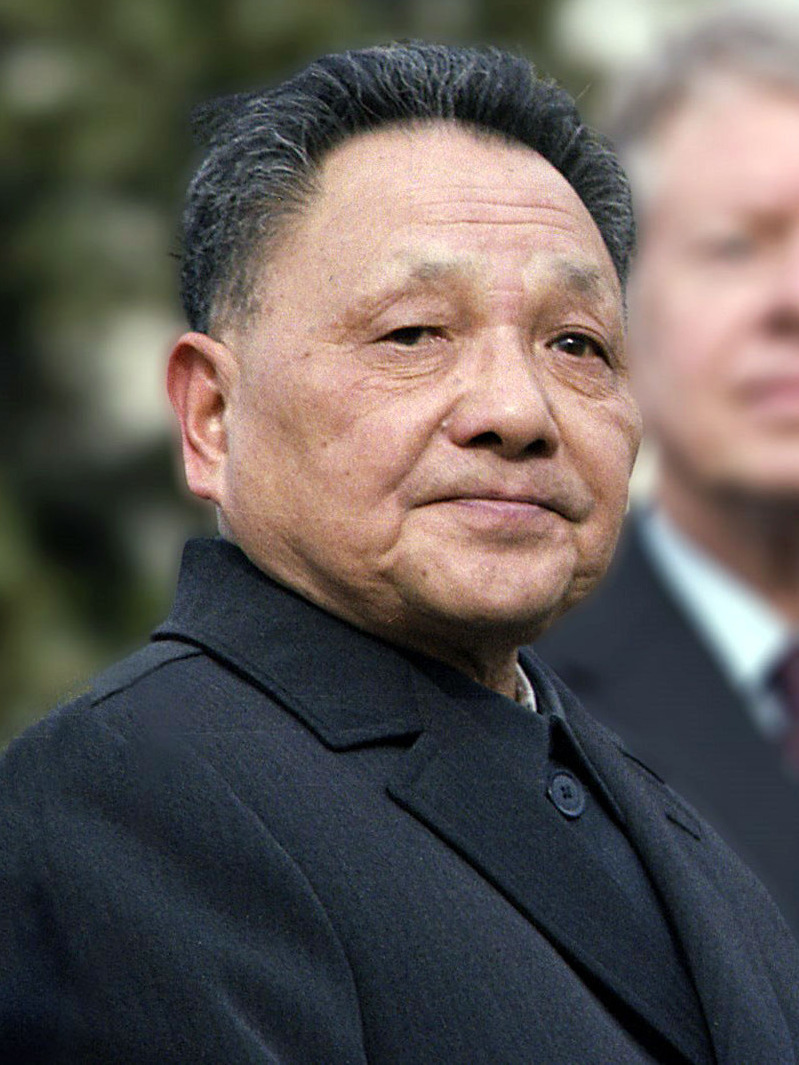
Trong chuyến thăm Đông Nam Á cuối năm 1978, Đặng Tiểu Bình tuyên bố trên truyền hình Trung Quốc rằng "Việt Nam là côn đồ, phải dạy cho Việt Nam bài học". Câu nói này sau đó được báo chí cắt ngắn thành "phải dạy cho Việt Nam bài học".

Ngày 17 tháng 2 năm 1979, khi phần lớn quân chủ lực của Việt Nam đang tham chiến tại Campuchia, Trung Quốc bất ngờ đưa khoảng 120.000 quân tấn công trên toàn tuyến biên giới phía Bắc Việt Nam với tuyên bố "dạy cho Việt Nam một bài học" nhằm đáp trả việc Việt Nam tiến đánh Campuchia. Một ngày trước đó, Ủy ban Trung ương Đảng Cộng sản Trung Quốc đã triệu tập các cán bộ cấp cao để chính thức thông báo về cuộc chiến. Trong cuộc họp, Đặng Tiểu Bình trình bày mục tiêu và tính toán chiến lược, gọi đây là hành động "phản kích tự vệ" nhằm trừng phạt giới lãnh đạo Việt Nam, đặc biệt là "bè lũ Lê Duẩn". Chủ tịch Hoa Quốc Phong cũng nhấn mạnh Bắc Kinh cần phải "trừng phạt" Việt Nam vì đã trở nên "kiêu ngạo" và theo đuổi vai trò "tiểu bá" tại Đông Nam Á dưới sự hậu thuẫn của "đại bá" Liên Xô.
Chiến dịch quân sự nhanh chóng được triển khai trên toàn tuyến biên giới. Quân đội Trung Quốc lần lượt tấn công và kiểm soát các thị xã trọng yếu như Lạng Sơn, Lào Cai, Cao Bằng cùng nhiều thị trấn và khu vực nông thôn lân cận. Mặc dù vậy, trong quá trình tiến công, Trung Quốc vấp phải sự kháng cự quyết liệt từ các đơn vị quân đội địa phương, dân quân và bộ đội chủ lực của Việt Nam. Giao tranh diễn ra ác liệt với thương vong lớn từ cả hai phía. Ước tính, quân đội Trung Quốc hứng chịu khoảng 26.000 thương vong, trong khi con số phía Việt Nam vào khoảng 30.000 người. Đến ngày 16 tháng 3 năm 1979, sau hơn một tháng giao tranh, Trung Quốc tuyên bố đã hoàn thành mục tiêu "trừng phạt" Việt Nam và bắt đầu rút quân. Dù không tiêu diệt được bất kỳ sư đoàn chính quy nào của Việt Nam, Bắc Kinh đã gây ra thiệt hại nặng nề đối với cơ sở hạ tầng và các khu dân cư dọc biên giới. Tuy nhiên, mục tiêu chiến lược lớn nhất của Trung Quốc nhằm buộc Việt Nam rút quân khỏi Campuchia đã không đạt được. Việt Nam vẫn duy trì hiện diện quân sự tại Campuchia trong suốt một thập kỷ sau đó, tiếp tục hỗ trợ chính quyền Cộng hòa Nhân dân Campuchia non trẻ trước các cuộc đột kích của quân Khmer Đỏ.
Ngay sau khi kết thúc chiến dịch, các cuộc đàm phán hòa bình giữa hai nước nhanh chóng rơi vào bế tắc. Trong bối cảnh đó, Hoàng Văn Hoan, nhân vật thuộc phe thân Trung Quốc vốn bị Lê Duẩn thanh trừng, đã trốn sang Trung Quốc. Tại Bắc Kinh, ông tham dự một cuộc họp báo, công khai ủng hộ hành động quân sự của Trung Quốc và chỉ trích chính quyền Hà Nội. Hoàng Văn Hoan tuyên bố rằng chính quyền Việt Nam đã đối xử với người Hoa còn "tệ hơn cả cách Hitler đối xử với người Do Thái". Những phát biểu này đã khiến ông Hoan bị chính quyền Lê Duẩn kết án tử hình vắng mặt vì tội phản quốc và góp phần đẩy quan hệ Việt – Trung đến mức căng thẳng cực độ. Đến tháng 12 năm 1979, mọi kênh đối thoại chính thức bị đình chỉ. Hai bên đồng thời gia tăng binh lực dọc biên giới: Trung Quốc triển khai khoảng 400.000 quân, trong khi Việt Nam duy trì từ 600.000 đến 800.000 quân ở miền Bắc. Tình trạng đối đầu vũ trang kéo dài hơn một thập kỷ, với các cuộc đụng độ biên giới quy mô nhỏ diễn ra thường xuyên cho đến khi Việt Nam rút quân khỏi Campuchia và bối cảnh quốc tế thay đổi sau sự sụp đổ của Liên Xô. Năm 1990, hai nước bắt đầu tiến trình bình thường hóa quan hệ, chấm dứt hơn mười năm căng thẳng và xung đột.

## Những năm cuối đời
Vào thời điểm diễn ra Đại hội Đảng Cộng sản Việt Nam lần thứ V năm 1982, ban lãnh đạo Đảng đã trở thành một chế độ lão trị đúng nghĩa. Năm ủy viên quyền lực nhất của Bộ Chính trị đều đã ngoài 70: Lê Duẩn 74 tuổi, Trường Chinh 75 tuổi, Phạm Văn Đồng 76 tuổi, Phạm Hùng 70 tuổi và Lê Đức Thọ 72 tuổi. Sức khỏe của Lê Duẩn khi ấy đã suy giảm rõ rệt. Ông nhiều lần sang Liên Xô chữa bệnh vào cuối những năm 1970 và đầu những năm 1980. Có thông tin cho rằng vì lý do sức khỏe, ông đã không trực tiếp dẫn đầu đoàn đại biểu Đại hội V viếng Lăng Chủ tịch Hồ Chí Minh như thông lệ. Hình ảnh tại Đại hội cho thấy ông vừa già yếu vừa mệt mỏi, thậm chí gặp khó khăn khi phát biểu trước Đại hội.
Bất chấp tình trạng sức khỏe, phe cánh của Lê Duẩn và Lê Đức Thọ vẫn nắm giữ quyền lực vượt trội tại Đại hội V. Thông qua việc kiểm soát công tác nhân sự, hai người bố trí các thân tín vào những vị trí chủ chốt trong Ban Chấp hành Trung ương, Ban Bí thư khóa V và Bộ Chính trị khóa V. Nhiều nhân vật ôn hòa, các cộng sự kỳ cựu của Chủ tịch Hồ Chí Minh, cùng một số cá nhân thân Trung Quốc hoặc gắn bó với Trường Chinh đều bị loại khỏi ban lãnh đạo. Trường hợp tiêu biểu là Đại tướng Võ Nguyên Giáp – một biểu tượng cách mạng – bị buộc rút khỏi Bộ Chính trị không phải vì bất đồng tư tưởng, mà nhằm loại bỏ ảnh hưởng cá nhân của ông trong nội bộ Đảng. Tương tự, Nguyễn Duy Trinh và Lê Thanh Nghị cũng bị loại vì lập trường ôn hòa; Trần Quốc Hoàn, Lê Văn Lương và Nguyễn Văn Linh mất vị trí do có liên hệ với Trường Chinh. Ở chiều ngược lại, các nhân vật quân đội trung thành với đường lối Lê Duẩn được thăng tiến, bao gồm Đỗ Mười, Lê Đức Anh và Đồng Sĩ Nguyên. Việc bổ nhiệm Nguyễn Đức Tâm và Nguyễn Cơ Thạch cũng cho thấy ảnh hưởng ngày càng gia tăng của Lê Đức Thọ. Nhờ những điều chỉnh nhân sự này, liên minh giữa Lê Duẩn và Lê Đức Thọ nắm giữ thế thượng phong tại Ban Bí thư khóa V.

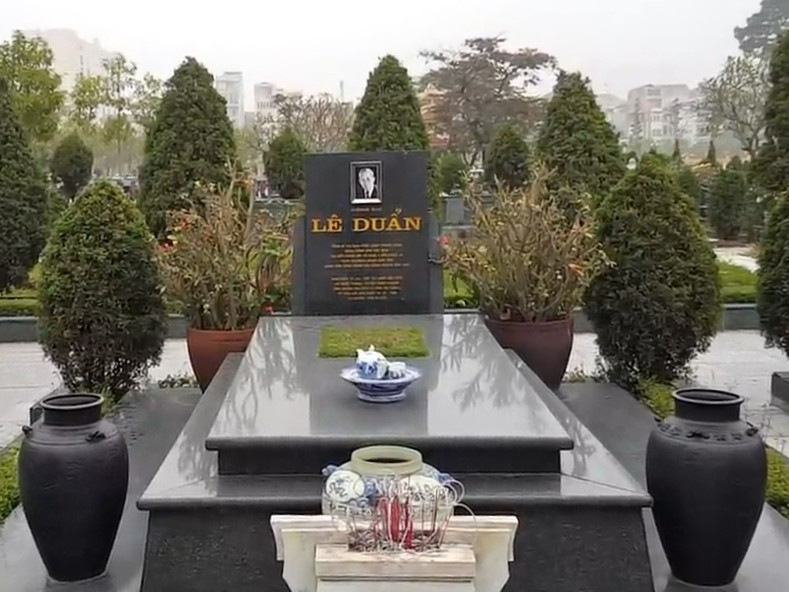
Mộ phần của Lê Duẩn tại Nghĩa trang Mai Dịch, Hà Nội

Báo cáo chính trị của Lê Duẩn tại Đại hội V mang tính tự phê bình sâu sắc, nhắm trực tiếp vào vai trò lãnh đạo của chính ông cũng như công tác điều hành của Đảng. Trong bài phát biểu, ông chỉ trích tình trạng tham nhũng chính trị, kinh tế và cả chế độ lão trị đang ngự trị trong bộ máy lãnh đạo. Trên thực tế, Ban Chấp hành Trung ương Đảng khi đó chỉ có duy nhất một thành viên dưới 60 tuổi. Giai đoạn này, nội bộ Trung ương Đảng chứng kiến sự chia rẽ sâu sắc giữa hai xu hướng: phe bảo thủ kiên định với mô hình kinh tế kế hoạch hóa tập trung và phe thực dụng bắt đầu kêu gọi đổi mới phương thức điều hành. Chính sự phân hóa đó đã đặt nền móng cho công cuộc cải cách kinh tế mang tên Đổi Mới, bắt đầu từ năm 1986, khi Lê Duẩn và các đồng minh bắt đầu xúc tiến những bước đi đầu tiên nhằm mở cửa thị trường.
Theo một số nguồn tin, sau Đại hội, Lê Duẩn đã bị nhồi máu cơ tim và phải qua Liên Xô điều trị. Tuy sức khỏe suy yếu, ông vẫn tiếp tục đảm nhiệm cương vị Tổng Bí thư cho đến khi qua đời tại Hà Nội vào ngày 10 tháng 7 năm 1986, hưởng thọ 79 tuổi. Chính phủ tổ chức quốc tang trong 5 ngày và làm lễ truy điệu trọng thể theo nghi thức cấp cao. Linh cữu ông được an táng tại Nghĩa trang Mai Dịch vào ngày 15 tháng 7. Sau khi ông mất, Trường Chinh tạm thời đảm nhiệm chức vụ Tổng Bí thư, song cũng sớm nghỉ hưu và được thay thế bởi Nguyễn Văn Linh – người đã được đưa trở lại Bộ Chính trị từ năm 1985 – tại Đại hội Đảng Cộng sản Việt Nam VI diễn vào tháng 12 cùng năm.

## Tư tưởng
Lê Duẩn là một nhà lãnh đạo mang tư tưởng dân tộc sâu sắc, đồng thời kiên định với mục tiêu xây dựng chủ nghĩa xã hội. Trong thời chiến, ông luôn đề cao khẩu hiệu "ngọn cờ độc lập dân tộc gắn liền với chủ nghĩa xã hội", coi đó là phương hướng chiến lược của cách mạng Việt Nam. Ông nhấn mạnh rằng bảo vệ nền độc lập quốc gia và xây dựng chủ nghĩa xã hội không thể tách rời nhau và việc phát triển kinh tế, chính trị, văn hóa phải đi liền với nhiệm vụ bảo vệ tổ quốc xã hội chủ nghĩa.
Trong hoạt động thực tiễn, Lê Duẩn thường được đánh giá là người thực dụng và linh hoạt. Ông chủ trương vận dụng sáng tạo chủ nghĩa Marx – Lenin, tìm kiếm con đường đi lên chủ nghĩa xã hội phù hợp với hoàn cảnh cụ thể của Việt Nam, nhất là trong lĩnh vực nông nghiệp. Cách hiểu của Lê Duẩn về chủ nghĩa xã hội mang đậm tính quản lý nhà nước, tập trung cao độ và thiên về điều hành từ trên xuống. Theo ông, chủ nghĩa xã hội phải được xây dựng dựa trên nguyên tắc thống nhất, tập trung và quản lý cao, nhưng đồng thời phải gắn với lợi ích thiết thực của nhân dân. Ông thường xuyên nhấn mạnh rằng cách mạng là sự nghiệp của quần chúng, do đó cán bộ, đảng viên phải chăm lo đầy đủ đời sống cho nhân dân, không phân biệt "bên này, bên kia", vì tất cả đều là công dân nước Việt Nam.

### "Ba làn sóng cách mạng"
Trong khoảng thập niên 1960 và 1970, Lê Duẩn đã xây dựng và phát triển một học thuyết mà ông gọi là "Ba làn sóng cách mạng". Học thuyết này nhấn mạnh rằng sau Chiến tranh thế giới thứ hai, trên thế giới đồng thời tồn tại và phát triển mạnh mẽ ba phong trào cách mạng lớn (hay ba "làn sóng") cùng tấn công chủ nghĩa đế quốc và chủ nghĩa tư bản. Ba làn sóng cách mạng bao gồm: phong trào cách mạng xã hội chủ nghĩa toàn cầu (tiêu biểu là Liên Xô, Trung Quốc và các nước xã hội chủ nghĩa Đông Âu), phong trào đấu tranh của giai cấp công nhân tại các nước tư bản phát triển (các nước Tây Âu, Mỹ và Nhật Bản) và phong trào giải phóng dân tộc tại các nước thuộc địa và phụ thuộc ở châu Á, châu Phi và Mỹ Latinh, trong đó ông đánh giá Việt Nam là trung tâm và là tiên phong của phong trào này.
Theo Lê Duẩn, ba làn sóng cách mạng này không tồn tại độc lập mà tương tác, bổ trợ và cộng hưởng thành một "sức mạnh tổng hợp của thời đại", giúp phong trào cách mạng thế giới chuyển sang thế tấn công chiến lược trước các thế lực đế quốc. Ông lập luận rằng Việt Nam là quốc gia duy nhất mà cả ba làn sóng này hội tụ đầy đủ, đặc biệt trong giai đoạn chiến tranh Việt Nam. Chiến thắng của Việt Nam trong cuộc chiến với người Mỹ được Đảng Cộng sản Việt Nam nhận định là thắng lợi không chỉ của dân tộc Việt Nam, mà còn là biểu tượng của sự thắng lợi chung của ba làn sóng cách mạng trên phạm vi toàn cầu, tạo động lực thúc đẩy các cuộc đấu tranh giải phóng dân tộc khác và làm suy yếu hệ thống chủ nghĩa đế quốc. Sau năm 1975, lý thuyết ba làn sóng cách mạng không chỉ trở thành nền tảng tư tưởng cho chính sách đối ngoại của Việt Nam, mà còn được Đảng Cộng sản Việt Nam sử dụng rộng rãi để lý giải vai trò, vị thế quốc tế của quốc gia trong khối các nước xã hội chủ nghĩa, các quốc gia thuộc thế giới thứ ba và phong trào không liên kết. Tuy nhiên, sau Chiến tranh Lạnh và đặc biệt là từ thời kỳ Đổi mới (1986) trở đi, khái niệm này ít được nhắc đến trong các văn kiện chính thức, do bối cảnh quốc tế và chính sách đối ngoại của Việt Nam có nhiều thay đổi.

### Làm chủ tập thể
Lê Duẩn, phát biểu tại Hội nghị lần thứ 8 Ban Chấp hành Trung ương Đảng Cộng sản Việt Nam (Khóa IV), tháng 9 năm 1980.
Lê Duẩn kế thừa và phát triển tư tưởng Hồ Chí Minh về chế độ do nhân dân làm chủ, coi đây là nền tảng tư tưởng chính trị quan trọng. Từ Đại hội III Đảng Lao Động Việt Nam (1960), ông đã đề cao vai trò làm chủ của nhân dân lao động. Tại Đại hội IV, ông xác định rõ hai nhiệm vụ trọng tâm: "phát huy quyền làm chủ tập thể của nhân dân" và "nắm vững chuyên chính vô sản thông qua việc tăng cường vai trò lãnh đạo của giai cấp công nhân và xây dựng Nhà nước vững mạnh". Theo Lê Duẩn, chế độ làm chủ không đơn thuần là một khái niệm chính trị hay kinh tế, mà là một "triết lý đầy nhân đạo". Việc xây dựng chế độ làm chủ tập thể đồng nghĩa với việc kiến tạo một xã hội trong đó cộng đồng có tổ chức đóng vai trò chủ thể tối cao. Hệ thống quan hệ xã hội, theo ông, phải phản ánh đầy đủ vai trò làm chủ của nhân dân trên các lĩnh vực chính trị, kinh tế, văn hóa và xã hội. Theo đó, Lê Duẩn đánh giá sự làm chủ tập thể là một bước tiến mới, sáng tạo hơn tư tưởng dân chủ xã hội chủ nghĩa của Lenin.
Tư tưởng làm chủ tập thể của Lê Duẩn mang tính thứ bậc rõ ràng: "Đảng lãnh đạo, Nhà nước quản lý, nhân dân làm chủ". Ông khẳng định rằng Đảng giữ vai trò lãnh đạo tối cao, song không làm thay nhân dân hoặc tước đi quyền làm chủ của họ. Tuy nhiên, ông nhấn mạnh rằng nếu thiếu sự lãnh đạo của Đảng thì không thể thiết lập và duy trì chế độ làm chủ tập thể xã hội chủ nghĩa. Dù vậy, trên thực tế, Lê Duẩn tỏ ra không ủng hộ những biểu hiện của quyền làm chủ vượt ra ngoài khuôn khổ nhà nước. Trong một số trường hợp, ông phản đối các đề xuất mở rộng quyền lợi kinh tế cho nông dân. Khi một số cán bộ đề xuất tại Đại hội Đảng về việc nâng giá thu mua sản phẩm nông nghiệp để tăng thu nhập cho nông dân, Lê Duẩn đã chỉ trích gay gắt ý kiến này. Đối với ông, quyền làm chủ tập thể chỉ có thể được đảm bảo trong khuôn khổ quản lý hành chính và tập quyền của nhà nước.
Quan điểm này được thể chế hóa trong Hiến pháp Việt Nam 1980, nơi tư tưởng làm chủ tập thể trở thành phiên bản riêng về chủ quyền nhân dân do Lê Duẩn đề xuất. Theo hiến pháp, quyền làm chủ tập thể của nhân dân được bảo đảm trên tất cả các lĩnh vực thông qua sự tham gia vào công việc nhà nước và các tổ chức quần chúng. Trên lý thuyết, những tổ chức này đóng vai trò tích cực trong quản lý nhà nước, có quyền đề xuất dự luật trước Quốc hội. Lê Duẩn đặc biệt nhấn mạnh vai trò của tập thể hóa trong nông nghiệp. Theo ông, quyền sở hữu đất đai phản ánh "cuộc đấu tranh giữa hai con đường – sản xuất tập thể và sản xuất tư nhân; sản xuất xã hội chủ nghĩa quy mô lớn và sản xuất nhỏ lẻ, manh mún". Từ đó, ông coi tập thể hóa là phương án tất yếu nhằm thay thế chủ nghĩa tư bản và thúc đẩy sản xuất quy mô lớn.
Tuy nhiên, đến cuối những năm 1970, mô hình hợp tác xã truyền thống bắt đầu bộc lộ hạn chế. Việc khoán sản phẩm trong nông nghiệp dần trở thành thông lệ và được hợp pháp hóa vào năm 1981. Đối với phe bảo thủ, đây là một sự nhượng bộ, gợi nhớ đến Chính sách kinh tế mới của Vladimir Ilyich Lenin. Trong khi đó, phe cải cách lại coi chính sách khoán là phương thức thích ứng mới để tiếp tục xây dựng chủ nghĩa xã hội trong điều kiện mới, phá vỡ lý luận "hai con đường" mà Lê Duẩn từng khẳng định. Trong thực tế lãnh đạo, Lê Duẩn cũng cho thấy sự linh hoạt nhất định khi điều chỉnh các nguyên lý giáo điều. Ông từng tuyên bố rằng Việt Nam cần "thực hiện hợp tác hóa nông nghiệp ngay lập tức, ngay cả khi công nghiệp lớn chưa được xây dựng", bởi Việt Nam đang ở vào hoàn cảnh đặc biệt chưa từng có. Theo ông, chìa khóa của chủ nghĩa xã hội không nằm ở công nghiệp hóa đơn thuần mà ở sự phân công lao động mới, với các hợp tác xã gắn kết chặt chẽ với khu vực kinh tế nhà nước, tạo nên nền kinh tế thống nhất dưới sự chỉ đạo của nhà nước.
Trong bài diễn văn mừng chiến thắng sau cuộc bầu cử Quốc hội Việt Nam khóa VI năm 1976, Lê Duẩn nhấn mạnh nhiệm vụ hoàn thiện chủ nghĩa xã hội ở miền Bắc thông qua việc xóa bỏ hoàn toàn sở hữu tư nhân và tàn dư của chủ nghĩa tư bản, đồng thời phát động cải tạo xã hội chủ nghĩa ở miền Nam. Tại đây, Đảng sẽ tập trung xóa bỏ tầng lớp tư sản mại bản và những "tàn dư của giai cấp địa chủ phong kiến". Thuật ngữ "tư sản mại bản" mà Lê Duẩn sử dụng để chỉ các tầng lớp làm giàu thông qua buôn bán và giao dịch với người phương Tây. Tuy nhiên, ông không công khai rằng ngoài việc loại bỏ tư sản mại bản và địa chủ, chính quyền mới còn hướng tới xóa bỏ toàn bộ tầng lớp tư sản ở miền Nam.

## Đời tư

### Tên gọi
Trong quá trình hoạt động cách mạng, Lê Duẩn từng sử dụng nhiều tên gọi khác nhau, tùy theo bối cảnh công tác và yêu cầu giữ bí mật. Tên "Lê Duẩn" được ông dùng phổ biến từ những năm 1930 và trở thành tên chính thức trong các văn kiện của Đảng và Nhà nước. Trong nội bộ cách mạng và trong dân gian, ông thường được gọi một cách thân mật là "Anh Ba" hoặc "Anh Ba Duẩn", đặc biệt trong thời gian công tác tại miền Nam. Tại Nam Bộ, một số người còn gọi ông là "Ba Huế", ám chỉ gốc gác Trung Kỳ của ông.
Một biệt danh khác của Lê Duẩn là Deux cents bougies, thường được dịch thành "Ngọn đèn hai trăm nến" hoặc "ông Hai trăm Bugi", xuất hiện trong hồi ức của Phạm Ngọc Thuần và một số trí thức, cán bộ Nam Bộ. Biệt danh này được dùng để thể hiện sự trân trọng đối với "tầm nhìn xa trông rộng của một nhà hoạch định chiến lược và sách lược đấu tranh cách mạng", với hình ảnh ẩn dụ về một nguồn sáng bền bỉ và kiên định, gắn liền với tinh thần độc lập, tự chủ và sáng tạo của cách mạng Việt Nam.

### Tính cách
Lê Duẩn được mô tả là một người "trầm lặng nhưng nghiêm nghị", một nhà tổ chức "đáng gờm", đặc biệt trong giai đoạn chỉ đạo phong trào cách mạng ở miền Nam những năm đầu tiên của cuộc chiến, và là người "nhiệt thành" với lý tưởng cộng sản. Phong cách lãnh đạo của ông được đánh giá là "khôn ngoan", "thực dụng", "táo bạo" và "quyết đoán". Trong quá trình lãnh đạo, ông thúc đẩy hình ảnh về một cơ chế lãnh đạo tập thể trong Đảng Lao động Việt Nam thay vì xây dựng hình thức sùng bái cá nhân. Dẫu vậy, ông vẫn khéo léo duy trì vị trí trung tâm quyền lực của mình và có ảnh hưởng đáng kể đến quá trình hoạch định chính sách và định hướng chiến lược của Đảng. Ông đóng vai trò chủ chốt trong việc xây dựng bộ máy nhà nước Đảng trị tập trung ở miền Bắc, cho phép ông đàn áp các tiếng nói bất đồng và củng cố quyền lực trong nội bộ Đảng. Theo Võ Văn Kiệt, Lê Duẩn cũng nổi bật với tư duy biện chứng và khả năng ra quyết sách trong những thời điểm then chốt. Ông được cho là đã dự báo đúng bước ngoặt chiến lược của Mỹ trong chiến dịch B-52 ném bom Hà Nội năm 1972 và thúc đẩy nối lại hòa đàm Paris. Một câu nói mà ông đặc biệt tâm đắc là của Napoléon Bonaparte: "On s'engage et [puis] on verra" (tạm dịch: "Hãy cứ làm đi, rồi thực tế sẽ hé lộ khả năng làm tiếp"), phản ánh quan điểm nhấn mạnh vai trò của yếu tố chủ quan trong việc định hình tiến trình lịch sử.
Trong đời sống thường nhật, Lê Duẩn được mô tả là người "giản dị", "chân thành", "gần gũi" với quần chúng nhân dân. Sở hữu phong thái nghiêm khắc và ít thể hiện cá tính nổi bật, ông được cấp dưới nhận xét là người "giản dị, không ham danh lợi, địa vị, ghét bệnh phô trương hình thức, ghét thói quan liêu". Theo một số tư liệu, từ nhỏ Lê Duẩn đã chịu ảnh hưởng mạnh mẽ từ gia đình và môi trường làng quê. Ông được nhận xét là trung thực và giàu lòng nhân ái, thường xuyên giúp đỡ người nghèo trong xóm, thậm chí lén mang cơm và gạo chia sẻ với cụ bà hàng xóm neo đơn. Trong sinh hoạt thường ngày, ông giữ lối sống mộc mạc, thường mặc áo dài đen, quần trắng và đi guốc gỗ, thay vì chạy theo phong cách phương Tây như một số bạn bè cùng trang lứa. Khi làm việc tại Sở Hỏa xa Đông Dương ở Hà Nội, ông vẫn giữ lối ăn mặc đơn giản, với áo vải diềm bâu và guốc gỗ, như ghi chép trong hồi ký của Tố Hữu. Trong thời gian hoạt động cách mạng, trang phục của ông chủ yếu là đồ bà ba và quần áo ngủ, với số lượng rất hạn chế. Quan điểm của Lê Duẩn về lối sống cá nhân thể hiện rõ trong một phát biểu được ghi lại bởi Đại tướng Lê Đức Anh: "Anh nào chỉ lo thu vén cá nhân thì suốt đời làm nô lệ cho bản thân mình!"

### Gia đình
Năm 1928, khi đang làm việc tại Sở Hỏa xa Đông Dương ở Hà Nội, Lê Duẩn kết hôn với Lê Thị Sương, con gái một gia đình khá giả ở quê nhà. Đây là một cuộc hôn nhân sắp đặt theo truyền thống và phải đến tận ngày cưới, ông mới có dịp gặp mặt vợ lần đầu. Sau kết hôn, hai người sống tại Hà Nội và có con trai đầu lòng tên là Lê Thạch Hãn, đặt theo tên con sông quê hương Quảng Trị. Bà Sương sinh thêm 3 người con gái là Lê Minh Cừ, Lê Thị Hồng và Lê Thị Muội. Trong thời gian Lê Duẩn hoạt động cách mạng và bị giam giữ ở Côn Đảo, bà Sương sống tại Quảng Trị, một mình chăm sóc gia đình trong điều kiện khó khăn. Bà được mô tả là người đảm đang, âm thầm gánh vác mọi công việc hậu phương như chăn nuôi, trồng trọt và chăm lo cha mẹ chồng. Dù gia đình có người giúp việc, bà vẫn trực tiếp làm hầu hết mọi việc, giữ vai trò trung tâm trong sinh hoạt gia đình. Một số tài liệu ghi nhận bà từng hỗ trợ chồng trong hoạt động bí mật khi còn sống chung tại Hà Nội.

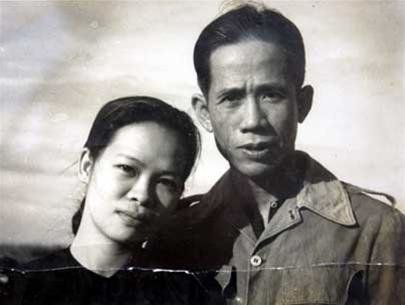
Lê Duẩn và Nguyễn Thụy Nga sau ngày cưới

Trong giai đoạn Chiến tranh Đông Dương, do phải hoạt động ở miền Nam, Lê Duẩn không còn tiếp xúc thường xuyên với gia đình của mình. Năm 1950, trong thời gian công tác tại chiến khu U Minh, ông kết hôn lần thứ hai với Nguyễn Thụy Nga, một nữ du kích trong lực lượng phụ nữ cách mạng miền Nam. Hôn lễ được tổ chức trong vùng căn cứ, có sự tham dự của một số cán bộ cấp cao như Lê Đức Thọ và Phạm Hùng. Cuộc hôn nhân thứ hai này diễn ra trong điều kiện chiến tranh, do Lê Đức Thọ làm mai mối và Phạm Hùng làm chủ hôn. Lê Duẩn từng tuyên bố bà Nga là "tình yêu đích thực" của đời mình. Với người vợ hai này, Lê Duẩn có ba người con, trong đó người con gái lớn là Lê Vũ Anh và hai người con trai là Lê Kiên Thành, Lê Kiên Trung.
Sau khi kết hôn với Lê Duẩn, Nguyễn Thụy Nga đối mặt với nhiều khó khăn, cả trong đời sống riêng và bối cảnh chính trị đương thời. Quan hệ hôn nhân giữa hai người không được công khai rộng rãi, đặc biệt sau khi Lê Duẩn giữ chức Bí thư thứ nhất của Đảng. Bà không được giới thiệu là "phu nhân chính thức" và từng bị vận động chấm dứt quan hệ để phù hợp với chính sách một vợ một chồng. Dù được bà Lê Thị Sương – vợ trước của Lê Duẩn – chấp nhận, bà vẫn vấp phải định kiến từ một số cán bộ và gặp phản ứng từ con riêng của chồng. Trong hồi ký, bà kể nhiều lần bị yêu cầu rời khỏi nhà khi có khách hoặc trong dịp lễ nghi. Năm 1957, để tránh áp lực dư luận, bà đưa các con sang Bắc Kinh học tập khi đang mang thai con út. Do điều kiện khó khăn, các con lần lượt trở về Việt Nam, còn bà tiếp tục học tập và công tác tại Trung Quốc trong hoàn cảnh một mình. Năm 1960, trong chuyến công tác của Lê Duẩn cùng Hồ Chí Minh và Trường Chinh tại Bắc Kinh, bà lần đầu xuất hiện công khai bên cạnh chồng trong một sự kiện ngoại giao chính thức – cùng phu nhân các lãnh đạo Trung Quốc – theo đề nghị của Chủ tịch Hồ Chí Minh.
Theo hồi ức của Lê Kiên Thành, dù không phải mẹ ruột, bà Lê Thị Sương vẫn dành tình cảm yêu thương và quan tâm đối với các con riêng của Lê Duẩn với bà Nguyễn Thụy Nga. Ông Thành mô tả bà là người "nhẹ nhàng, kín đáo và không bao giờ thể hiện sự phân biệt đối xử", luôn chăm sóc sức khỏe, dạy dỗ và chuẩn bị bữa ăn cho ông với sự tận tụy, không lời than phiền.

## Di sản

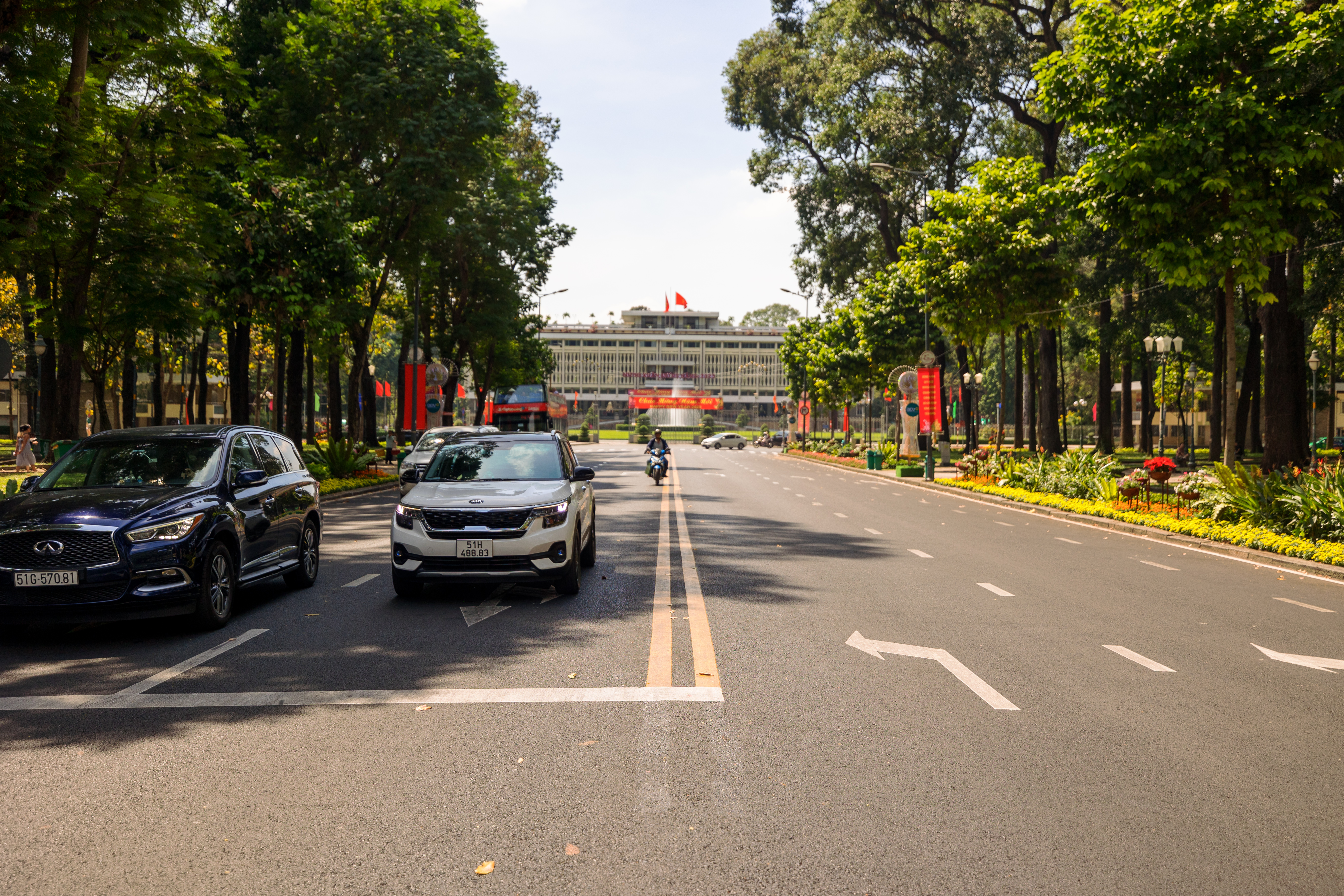
Đường Lê Duẩn nhìn về phía Dinh Độc Lập ở Thành phố Hồ Chí Minh, Việt Nam. Con đường này là một trong những trục giao thông chính nối liền trung tâm thành phố với các khu vực lân cận.

Lê Duẩn là một trong những nhà tư tưởng chính trị có ảnh hưởng lớn nhất trong lịch sử Việt Nam hiện đại, đặc biệt trong giai đoạn từ giữa thập niên 1950 cho đến khi ông qua đời năm 1986. Ông thường được đánh giá là nhà lãnh đạo quyền lực và có ảnh hưởng lớn thứ hai trong thế kỷ 20 tại Việt Nam, chỉ sau Chủ tịch Hồ Chí Minh. Tuy nhiên, không giống Hồ Chí Minh – người thường giữ vai trò biểu tượng và cố kết dân tộc – Lê Duẩn được xem là kiến trúc sư thực tế của nhiều chính sách lớn, cả trong chiến tranh và thời kỳ hậu thống nhất. Ông là người phát triển học thuyết về "hai nhiệm vụ chiến lược", trong đó nhấn mạnh sự kết hợp giữa xây dựng chủ nghĩa xã hội ở miền Bắc và "giải phóng miền Nam" bằng đấu tranh vũ trang, một quan điểm đóng vai trò trung tâm trong đường lối của Đảng trong suốt thập niên 1960–1970.
Theo quan điểm chính thống của Đảng Cộng sản Việt Nam, ông có đóng góp đặc biệt lớn trong việc hoạch định đường lối cách mạng miền Nam, trực tiếp chỉ đạo các chiến dịch quân sự quyết định trong Chiến tranh Việt Nam, đồng thời tham gia định hướng mô hình phát triển kinh tế sau thống nhất. Trong thời kỳ trước và trong chiến tranh, Lê Duẩn được ghi nhận là người khởi xướng và thúc đẩy mạnh mẽ cuộc đấu tranh vũ trang nhằm thống nhất đất nước. Văn kiện Đề cương cách mạng miền Nam của ông sau này trở thành cơ sở cho Nghị quyết 15 (1959), chính thức mở đường cho phong trào đấu tranh vũ trang. Ông đồng thời giữ vai trò chỉ đạo cao nhất đối với các chiến dịch lớn như Chiến dịch Tổng tấn công Tết Mậu Thân (1968) và Chiến dịch Hồ Chí Minh (1975). Tuy nhiên, tư tưởng và chính sách của Lê Duẩn để lại di sản gây nhiều tranh cãi. Những người ủng hộ cho rằng ông là nhà lãnh đạo cứng rắn, quyết đoán, có công lớn trong sự nghiệp thống nhất đất nước, bảo vệ độc lập dân tộc và duy trì định hướng xã hội chủ nghĩa trong hoàn cảnh quốc tế phức tạp. Trong khi đó, nhiều nhà nghiên cứu chỉ trích đường lối kinh tế tập trung quan liêu do ông chỉ đạo đã góp phần dẫn đến khủng hoảng kinh tế kéo dài trong thập niên 1980, đồng thời tạo ra bộ máy hành chính trì trệ và thiếu năng động, khiến xã hội rơi vào tình trạng bế tắc.
Sau năm 1975, Lê Duẩn chủ trương áp dụng mô hình kinh tế kế hoạch hóa tập trung theo định hướng xã hội chủ nghĩa, với quyết tâm đẩy mạnh công nghiệp hóa và cải tạo xã hội chủ nghĩa trên toàn quốc. Tuy nhiên, các chính sách mang tính duy ý chí, xa rời quy luật thị trường đã gây ra tình trạng trì trệ kéo dài: sản xuất đình đốn, năng suất thấp, phân phối hàng hóa không đáp ứng nhu cầu tiêu dùng, trong khi cơ chế khuyến khích gần như không tồn tại. Trong nông nghiệp, hệ thống hợp tác xã hoạt động kém hiệu quả; phân phối tem phiếu phổ biến nhưng không đủ cung ứng hàng hóa thiết yếu. Tình trạng thiếu thốn và suy dinh dưỡng lan rộng, buộc Việt Nam phải tiếp nhận viện trợ lương thực từ quốc tế. Các biện pháp cải tạo xã hội như xây dựng vùng kinh tế mới và trại cải tạo dẫn đến biến động dân cư quy mô lớn. Cùng với đó, làn sóng vượt biên cuối thập niên 1970 tạo ra hiện tượng "thuyền nhân", làm mất đi một bộ phận nhân lực có kỹ năng và tri thức. Chính sách cứng rắn đối với cộng đồng Hoa kiều bao gồm quốc hữu hóa tài sản và cưỡng chế di cư, tuy giúp nhà nước loại bỏ ảnh hưởng kinh tế của tầng lớp tư sản người Hoa – vốn chi phối thị trường ở nhiều nước Đông Nam Á – nhưng cũng gây ra đứt gãy mạng lưới thương mại, làm trầm trọng thêm khủng hoảng kinh tế và khiến quan hệ Việt – Trung leo thang dẫn đến chiến tranh biên giới năm 1979. Tuy nhiên, trong giai đoạn cuối đời, Lê Duẩn đã bắt đầu thể hiện sự linh hoạt nhất định. Năm 1985, ông đưa khái niệm "kinh tế nhiều thành phần" vào nghị quyết của Bộ Chính trị, đặt nền móng sơ khai cho công cuộc Đổi Mới. Khi ông qua đời năm 1986, nền kinh tế Việt Nam vẫn đang trong khủng hoảng sâu sắc, đặt ra yêu cầu cấp thiết về đổi mới toàn diện tư duy và cơ chế điều hành.

## Tặng thưởng
Lê Duẩn được trao tặng một số huân chương và danh hiệu từ nhà nước Việt Nam và một số quốc gia xã hội chủ nghĩa. Năm 1986, chỉ ít ngày trước khi qua đời, ông được trao tặng Huân chương Sao Vàng, huân chương cao quý nhất của Nhà nước Cộng hòa Xã hội chủ nghĩa Việt Nam.
Trên phương diện quốc tế, ông được trao Giải thưởng Hòa bình Quốc tế Lenin "vì sự nghiệp củng cố hoà bình giữa các dân tộc" của Liên Xô vào năm 1980. Ngoài ra, ông còn nhận được Huân chương Lenin (1982) từ Liên Xô, Huân chương Klement Gottwald của Tiệp Khắc (1982), Huân chương José Martí của Cuba (1982), Huân chương Karl Marx của Cộng hòa Dân chủ Đức (1982), Huân chương Vàng Quốc gia của Lào, bên cạnh một số phần thưởng từ các nước xã hội chủ nghĩa khác như Campuchia, Mông Cổ, Ba Lan, Hungary và Bulgaria.

## Cước chú
1. ↑  Từ năm 1960 đến năm 1976, Lê Duẩn giữ chức Bí thư thứ nhất Ban Chấp hành Trung ương Đảng Lao động Việt Nam. Sau khi Việt Nam thống nhất năm 1976, chức vụ này đổi thành Tổng Bí thư Ban Chấp hành Trung ương Đảng Cộng sản Việt Nam.
2. ↑  "Khóa sinh": Học trò chữ Nho đã đậu kỳ thi sát hạch ở địa phương trong chế độ thi cử cũ.
3. ↑  Kỳ thi tốt nghiệp cấp sơ học trong hệ thống giáo dục thời Pháp thuộc.
4. ↑  Khoá học năm 1924–1925, Trường Quốc học Huế cho tuyển 20 học sinh. Những ai đỗ từ thứ 21 đến thứ 24 sẽ được học dự thính khoảng 6 tháng. Sau 6 tháng, nếu trong số 20 học sinh thi đỗ chính thức không ai đau ốm hoặc vì lý do chính trị buộc phải thôi học thì những học sinh dự thính cũng sẽ buộc phải nghỉ học.[13]
5. ↑  Tên tiếng Pháp là Association amicale des Annamites du Centre Annam.
6. ↑  Dépôt: Trạm tập kết hàng hóa ở ga xe lửa.
7. ↑  Vào năm 1960, Đảng Lao động Việt Nam đổi tên chức vụ lãnh đạo cao nhất từ "Tổng Bí thư" thành "Bí thư thứ nhất", theo mô hình tổ chức của Đảng Cộng sản Liên Xô. Tại Liên Xô, sau cái chết của Stalin năm 1953, chức danh Tổng Bí thư bị bãi bỏ; Khrushchyov được bầu làm Bí thư thứ nhất vào năm 1953, đảm nhận vai trò lãnh đạo thực quyền của Đảng. Việc áp dụng mô hình này tại Việt Nam thể hiện sự phân tách giữa quyền lực điều hành (do Lê Duẩn, Bí thư thứ nhất, nắm giữ) và vai trò biểu tượng, danh dự (do Hồ Chí Minh, Chủ tịch Đảng, đảm nhiệm).[89]
8. ↑  Theo lời kể của Lê Kiên Thành, Lê Duẩn duy trì mối quan hệ thân tình với nhiều lãnh đạo cao cấp của Trung Quốc như Mao Trạch Đông, Chu Ân Lai và Đặng Tiểu Bình. Với Đặng, mối quan hệ đặc biệt thân thiết được thể hiện qua những cuộc trò chuyện kéo dài thâu đêm. Ngay cả trong giai đoạn Đặng bị thất sủng, trong mỗi chuyến công du Trung Quốc, Lê Duẩn vẫn dành thời gian đến thăm ông. Tại Hội nghị các Đảng Cộng sản và Đảng Công nhân quốc tế năm 1960, trong bối cảnh phần lớn các đoàn đại biểu ủng hộ Liên Xô và cô lập Trung Quốc, chỉ có Lê Duẩn được cho là đã lên tiếng bênh vực Bắc Kinh. Sau hội nghị, ông ghé qua Trung Quốc và được tiếp đón trọng thể. Một số nguồn cho biết khoảng một triệu người đã tập trung tại Quảng trường Thiên An Môn để chào đón ông, và trong tiệc chiêu đãi, Mao Trạch Đông đích thân gắp thức ăn cho Lê Duẩn – hành động mà một chính khách Trung Quốc đi cùng mô tả là "lần đầu tiên Mao Chủ tịch làm như vậy với một vị khách". Tuy nhiên, ngoài Lê Kiên Thành ra thì không có tài liệu nào khác đề cập đến chuyện này.
9. ↑  Thời điểm kết hôn giữa Lê Duẩn và Nguyễn Thụy Nga hiện còn có sự khác biệt giữa các nguồn tư liệu. Nhà sử học Nguyễn Thị Liên Hằng, trong cuốn Hanoi's War, xác định năm 1948 là thời điểm hai người kết hôn.[52] Tuy nhiên, nhiều nguồn trong nước – bao gồm các bài viết báo chí và hồi ức của con trai họ, Lê Kiên Thành – lại khẳng định lễ cưới diễn ra vào năm 1950.[370]

### Sách
- Ang, Cheng Guan (1997). Vietnamese Communists' Relations with China and the Second Indochina Conflict, 1956–1962 [Quan hệ của những người cộng sản Việt Nam với Trung Quốc và cuộc xung đột Đông Dương lần thứ hai, 1956–1962] (bằng tiếng Anh). Jefferson, North Carolina: McFarland & Company. ISBN 978-0-7864-0404-9. OCLC 1083047090.
- Ang, Cheng Guan (2002). The Vietnam War From the Other Side: The Vietnamese Communists' Perspective [Chiến tranh Việt Nam từ phía bên kia: Góc nhìn của những người cộng sản Việt Nam] (bằng tiếng Anh). Hoboken, New Jersey: Routledge. ISBN 978-0-7007-1615-9. OCLC 852759107.
- Ang, Cheng Guan (2016). "China's Influence Over Vietnam in War and Peace" [Ảnh hưởng của Trung Quốc đối với Việt Nam trong chiến tranh và hòa bình]. Trong Goh, Evelyn (biên tập). Rising China's Influence in Developing Asia [Ảnh hưởng gia tăng của Trung Quốc tại châu Á đang phát triển] (bằng tiếng Anh). Oxford: Oxford University Press. doi:10.1093/acprof:oso/9780198758518.003.0004. ISBN 978-0-19-875851-8. OCLC 1066410382.
- Asselin, Pierre (2002). A Bitter Peace: Washington, Hanoi, and the Making of the Paris Agreement [Một nền hòa bình cay đắng: Washington, Hà Nội và việc thực hiện Hiệp định Paris] (bằng tiếng Anh). Chapel Hill và London: University of North Carolina Press. ISBN 978-0-8078-2751-2. OCLC 1493837674.
- Brocheux, Pierre (2007). Ho Chi Minh: a Biography [Hồ Chí Minh: Tiểu sử] (bằng tiếng Anh). New York: Cambridge University Press. ISBN 978-1-107-62226-5. OCLC 1267656802.
- Broyles, William (1996). Brothers in Arms: A Journey from War to Peace [Anh em binh lửa: Từ chiến tranh đến hòa bình] (bằng tiếng Anh). Austin: University of Texas Press. doi:10.7560/708495. ISBN 978-0-292-70849-5. OCLC 45727775.
- Chanda, Nayan (1986). Brother Enemy: The War After the War [Huynh đệ tương tàn: Chiến tranh Sau Chiến Tranh] (bằng tiếng Anh). San Diego: Harcourt Brace Jovanovich. ISBN 978-0-15-114420-4. OCLC 929649234.
- Chen, King (1987). China's War With Vietnam, 1979: Issues, Decisions and Implications [Cuộc chiến Trung–Việt năm 1979: Các vấn đề, quyết định và hệ quả] (bằng tiếng Anh). Stanford, California: Hoover Institution Press. ISBN 978-0-8179-8573-8. OCLC 16278015.
- Christie, Clive J. (1998). Southeast Asia in the Twentieth Century: a Reader [Đông Nam Á trong thế kỷ XX: Tuyển tập] (bằng tiếng Anh). London: I.B. Tauris. ISBN 978-1-86064-063-6. OCLC 263651118.
- Corfield, Justin (2008). The History of Vietnam [Lịch sử Việt Nam] (bằng tiếng Anh). Westport, Connecticut: Greenwood Press. ISBN 978-0-313-34194-6. OCLC 607903594.
- Currey, Cecil B. (2005). Victory at Any Cost: The Genius of Viet Nam's Gen. Vo Nguyen Giap [Chiến thắng bằng mọi giá: Thiên tài của Đại tướng Võ Nguyên Giáp] (bằng tiếng Anh). Washington DC.: Potomac Books, Inc. ISBN 978-1-61234-010-4. OCLC 1156950703.
- Duiker, William J. (1994). U.S. Containment Policy and the Conflict in Indochina [Chính sách kiềm chế của Hoa Kỳ và cuộc xung đột ở Đông Dương] (bằng tiếng Anh). Stanford, California: Stanford University Press. ISBN 978-0-8047-2283-4. OCLC 29256704.
- Duiker, William J. (2001). Ho Chi Minh: A Life [Hồ Chí Minh: Chân dung một cuộc đời] (bằng tiếng Anh). New York: Theia. ISBN 978-0-7868-8701-9. OCLC 319765159.
- Duiker, William J. (2018). The Communist Road To Power In Vietnam [Con đường đưa chủ nghĩa cộng sản lên nắm quyền tại Việt Nam] (bằng tiếng Anh) (ấn bản thứ 2). New York: Routledge. ISBN 978-0-429-97254-6. OCLC 1028731584.
- Đặng Phong (2014). Cao Tuấn Phong; Việt Anh; Vũ Ngọc Quyên; Cao Thúy Quỳnh (biên tập). Tư duy kinh tế Việt Nam (1975–1989): Nhật ký thời bao cấp (ấn bản thứ 2). Hà Nội: Nhà xuất bản Tri thức. OCLC 318570601.
- Đặng Văn Thái; và đồng nghiệp, biên tập (2007). Lê Duẩn: Tiểu sử. Hà Nội: Nhà xuất bản Chính trị Quốc gia – Sự thật. OCLC 163247876. Bản gốc lưu trữ ngày 8 tháng 2 năm 2023. Truy cập ngày 22 tháng 5 năm 2025.
- Đỗ Diệu Khuê (2022). "Victory of the aggregate strength of the era: Lê Duẩn, Vietnam and the three revolutionary tidal waves" [Chiến thắng của sức mạnh tổng hợp thời đại: Lê Duẩn, Việt Nam và ba làn sóng cách mạng lịch sử]. Trong Galway, Matthew; Oper, Marc H. (biên tập). Experiments with Marxism-Leninism in Cold War Southeast Asia [Những thử nghiệm với chủ nghĩa Marx-Lenin ở Đông Nam Á thời Chiến tranh Lạnh] (ấn bản thứ 1). Canberra: Australian National University Press. tr. 271–298. ISBN 978-1-76046-529-2. OCLC 1336522659.
- Elliott, David W. P. (2012). Changing Worlds: Vietnam's Transition from Cold War to Globalization [Thế giới đổi thay: Việt Nam trong hành trình chuyển mình từ Chiến tranh Lạnh đến toàn cầu hóa] (bằng tiếng Anh). Oxford: Oxford University Press. ISBN 978-0-19-538334-8.
- Europa Publications (2002). Far East and Australasia [Viễn Đông và Châu Úc] (bằng tiếng Anh). London: Routledge. ISBN 978-1-85743-133-9. OCLC 59468141.
- Evans, Grant; Rowley, Kelvin (1984). Red brotherhood at war: Indochina since the fall of Saigon [Huynh đệ cộng sản tương tàn: Cục diện Đông Dương sau ngày Sài Gòn thất thủ] (bằng tiếng Anh). London: Verso. ISBN 978-0-86091-090-9. OCLC 251626184.
- Hoàng Đức Cường (2002). Lê Duẩn với cách mạng Việt Nam và quê hương Quảng Trị. Hà Nội: Nhà xuất bản Chính trị quốc gia. OCLC 469958693.
- Hoàng Ngọc Lung (1978). The General Offensives of 1968–69 [Các cuộc tổng tấn công năm 1968–1969] (bằng tiếng Anh). General Research Corporation. tr. 98–108. ASIN B003TFDXYI.
- Jones, Howard (2003). Death of a Generation: How the Assassinations of Diem and JFK prolonged the Vietnam War [Cái chết của một thế hệ: Hai vụ ám sát Diệm và JFK kéo dài cuộc chiến tranh Việt Nam như thế nào] (bằng tiếng Anh). Oxford: Oxford University Press. ISBN 978-0-19-505286-2. OCLC 231973459.
- Karnow, Stanley (1991). Vietnam: A History [Việt Nam: Một lịch sử] (bằng tiếng Anh). New York: Penguin. ISBN 978-0-670-84218-6. OCLC 982647406.
- Khuất Biên Hòa (2005). Đại tướng Lê Đức Anh. Hà Nội: Nhà xuất bản Quân đội nhân dân. OCLC 67615501.
- Khoo, Nicholas (2011). Collateral Damage: Sino–Soviet Rivalry and the Termination of the Sino–Vietnamese Alliance [Hệ lụy ngoài ý muốn: Cạnh tranh Trung–Xô và sự tan rã của liên minh Trung–Việt] (bằng tiếng Anh). New York: Columbia University Press. doi:10.7312/columbia/9780231150781.001.0001. ISBN 978-0-231-15078-1. OCLC 742512606.
- Kiernan, Ben (2006). "External and Indigenous Sources of Khmer Rouge Ideology". Trong Westad, Odd A.; Sophie (biên tập). The Third Indochina War: Conflict between China, Vietnam and Cambodia, 1972–79 [Cuộc chiến Đông Dương lần thứ ba: Xung đột giữa Trung Quốc, Việt Nam và Campuchia, 1972–1979] (bằng tiếng Anh). New York: Routledge. doi:10.4324/9780203968574. ISBN 978-0-415-39058-3. OCLC 77006536.
- Kolko, Gabriel (1994). Anatomy of a War: Vietnam, the United States, and the Modern Historical Experience [Giải phẫu một cuộc chiến: Việt Nam, Hoa Kỳ và kinh nghiệm lịch sử hiện đại] (bằng tiếng Anh). New Press. ISBN 978-1-56584-218-2. OCLC 31513426.
- Kubota, Yuichi (2013). Armed Groups in Cambodian Civil War: Territorial Control, Rivalry, and Recruitment [Các nhóm vũ trang trong nội chiến Campuchia: Tranh giành địa bàn, xung đột phe phái và chiến lược tuyển quân] (bằng tiếng Anh). New York: Palgrave Macmillan. doi:10.1057/9781137364098. ISBN 978-1-137-36408-1. ISSN 2634-5455.
- Lê Minh Nghĩa; và đồng nghiệp, biên tập (2007). Lê Duẩn Tuyển tập (Tập 3): 1975 – 1986 (PDF). Hà Nội: Nhà xuất bản: Chính trị Quốc gia - Sự thật. OCLC 800610512.
- Lomperis, Timothy J. (1996). From People's War to People's Rule: Insurgency, Intervention and the Lessons of Vietnam [Từ chiến tranh nhân dân đến quyền lực nhân dân: Cuộc nổi dậy, can thiệp và bài học từ Việt Nam] (bằng tiếng Anh). Chapel Hill: University of North Carolina Press. ISBN 978-0-8078-4577-6. OCLC 231692105.
- Marr, David G.; White, Christine P., biên tập (1988). Postwar Vietnam: Dilemmas in Socialist Development [Việt Nam hậu chiến: Những nan giải trong phát triển xã hội chủ nghĩa] (bằng tiếng Anh). Southeast Asia Program Publications. ISBN 978-0-87727-120-8. OCLC 1014855267. Project MUSE book 59380.
- Morris, Stephen J. (1999). Why Vietnam invaded Cambodia: Political Culture and Causes of War [Vì sao Việt Nam xâm lược Campuchia: Văn hóa chính trị và nguyên nhân chiến tranh] (bằng tiếng Anh). Chicago: Stanford University Press. ISBN 978-0-8047-3049-5. OCLC 231791053.
- Mosyakov, Dmitry (2017). "The Khmer Rouge and the Vietnamese Communists: A History of Their Relations as Told in the Soviet Archives" [Khmer Đỏ và những người cộng sản Việt Nam: Lịch sử quan hệ qua các tài liệu lưu trữ Liên Xô]. Trong Cook, Susan E. (biên tập). Genocide in Cambodia and Rwanda [Diệt chủng ở Campuchia và Rwanda] (bằng tiếng Anh) (ấn bản thứ 1). Abingdon, Oxon: Routledge. tr. 41–72. ISBN 978-0-203-79084-7. OCLC 994145437.
- Ngô Vĩnh Long (2025). "Vietnam after "Liberation"" [Việt Nam sau “Giải phóng”]. Trong Nguyễn Liên Hằng (biên tập). The Cambridge History of the Vietnam War: Volume 3: Endings and Aftermaths [Lịch sử chiến tranh Việt Nam của Cambridge: Tập 3: Kết thúc và hậu quả] (bằng tiếng Anh). Cambridge University Press. tr. 299–312. ISBN 978-1-107-10512-6. OCLC 1428421039.
- Nguyễn Khoa Điềm (2002). Lê Duẩn một nhà lãnh đạo lỗi lạc, một tư duy sáng tạo lớn của cách mạng Việt Nam. Hà Nội: Nhà xuất bản Chính trị quốc gia.
- Nguyễn Thị Liên Hằng (2012). Hanoi's War: An International History of the War for Peace in Vietnam [Cuộc chiến của Hà Nội: Lịch sử quốc tế về cuộc chiến vì hòa bình ở Việt Nam] (bằng tiếng Anh). University of North Carolina Press. ISBN 978-0-8078-3551-7. JSTOR 10.5149/9780807882696_nguyen. LCCN 2011051976. OCLC 1023478592. S2CID 127260781. Project MUSE book 44136.
- Ooi, Keat Gin (2004). Southeast Asia: a Historical Encyclopedia, from Angkor Wat to East Timor [Đông Nam Á: Bách khoa toàn thư lịch sử, từ Angkor Wat đến Đông Timor] (bằng tiếng Anh). Quyển 2. Santa Barbara, California: ABC-CLIO. ISBN 978-1-57607-770-2. OCLC 633677268.
- Path, Kosal (2020). Vietnam's Strategic Thinking During the Third Indochina War [Tư duy chiến lược của Việt Nam trong cuộc chiến Đông Dương lần thứ ba] (bằng tiếng Anh). Madison, Wisconsin: University of Wisconsin Press. ISBN 978-0-299-32270-0. JSTOR j.ctvvsqc44. OCLC 1141125016.
- Phạm Quang Minh (2018). Quan hệ tam giác Việt Nam – Liên Xô – Trung Quốc trong cuộc kháng chiến chống Mỹ (1954 -1975). Hà Nội: Nhà xuất bản Đại học quốc gia Hà Nội. ISBN 978-604-62-1791-6. LCCN 2018323175. OCLC 1029573624.
- Phạm Xuyên; Đình Lai, biên tập (1979). Sự thật về quan hệ Việt Nam – Trung Quốc trong 30 năm qua. Hà Nội: Nhà xuất bản Sự thật. OCLC 246967294.
- Phong Lan; Mai Hương (1999). Tố Hữu, về tác gia và tác phẩm. Hà Nội: Nhà xuất bản Giáo dục. OCLC 44133492.
- Quinn-Judge, Sophie (2006). Ho Chi Minh: The Missing Years, 1919–1941 [Hồ Chí Minh: Những năm tháng mất tích, 1919–1941] (bằng tiếng Anh). Berkeley: University of California Press. ISBN 978-0-520-23533-5. OCLC 614811359.
- Roberts, Priscilla Mary (2006). Behind the Bamboo Curtain: China, Vietnam and the World Beyond Asia [Sau bức màn tre: Trung Quốc, Việt Nam và thế giới ngoài châu Á] (bằng tiếng Anh). Washington, D.C.; Stanford, California: Stanford University Press. ISBN 978-0-8047-5502-3. OCLC 68694240.
- Rothrock, James (2006). Divided We Fall: How Disunity Leads to Defeat [Chia rẽ tất bại: Sự bất hòa dẫn đến thất bại như thế nào] (bằng tiếng Anh). Bloomington, Indiana: AuthorHouse. ISBN 978-1-4259-1107-2. OCLC 71691239.
- Sawinski, Diane M. (2001). Vietnam War: Biographies [Chiến tranh Việt Nam: Tiểu sử] (bằng tiếng Anh). Detroit: U.X.L. ISBN 978-0-7876-4886-2. OCLC 44883663.
- Shane-Armstrong, R. (2003). The Vietnam War [Chiến tranh Việt Nam] (bằng tiếng Anh). San Diego: Greenhaven Press. ISBN 978-0-7377-1433-3. OCLC 50235044.
- St. John, Ronald Bruce (2006). Revolution, Reform and Regionalism in Southeast Asia: Cambodia, Laos and Vietnam [Cách mạng, cải cách và chủ nghĩa khu vực ở Đông Nam Á: Campuchia, Lào và Việt Nam] (bằng tiếng Anh). London: Routledge. doi:10.4324/9780203099476. ISBN 978-0-415-70184-6. OCLC 1164742982.
- Swann, Wim (2009). 21st Century Cambodia: View and Vision [Campuchia thế kỷ XXI: Góc nhìn và viễn cảnh] (bằng tiếng Anh). Global Vision Publishing House. ISBN 978-81-8220-278-8.
- Thái Quang Trung (2002). Collective Leadership and Factionalism: an Essay on Ho Chi Minh's Legacy [Lãnh đạo tập thể và bè phái: Một bài luận về di sản của Hồ Chí Minh] (bằng tiếng Anh). Singapore: Institute of Southeast Asian Studies. ISBN 978-9971-988-01-2. OCLC 12978902.
- Tønnesson, Stein; Goscha, Christopher E. (2007). "Le Duan and the Break with China". Trong Roberts, Priscilla (biên tập). Behind the Bamboo Curtain: China, Vietnam, and the World beyond Asia [Sau bức màn tre: Trung Quốc, Việt Nam và thế giới ngoài châu Á] (bằng tiếng Anh). Chicago, IL: Stanford University Press. doi:10.1515/9781503626218. ISBN 978-1-5036-2621-8.
- Tucker, Spencer C. (2011). The Encyclopedia of the Vietnam War: A Political, Social and Military History [Bách khoa toàn thư chiến tranh Việt Nam: Lịch sử chính trị, xã hội và quân sự] (bằng tiếng Anh). Santa Barbara, California: ABC-CLIO. ISBN 978-1-85109-961-0. OCLC 729629958.
- Van, Canh Nguyen; Cooper, Earle (1983). Vietnam under Communism, 1975–1982 [Việt Nam dưới chế độ cộng sản, 1975–1982] (bằng tiếng Anh). Stanford, California: Hoover Press. ISBN 978-0-8179-7851-8. OCLC 611367276.
- Viện Smithsonian (2017). The Vietnam War: The Definitive Illustrated History [Chiến tranh Việt Nam: Lịch sử minh họa toàn diện] (bằng tiếng Anh). New York: Dorling Kindersley Limited. ISBN 978-0-241-48718-1. OCLC 975027182.
- Võ Nhân Trí (1990). Vietnam's Economic Policy since 1975 [Chính sách kinh tế của Việt Nam từ năm 1975] (bằng tiếng Anh). Singapore: Institute of Southeast Asian Studies. ISBN 978-981-3035-54-6. OCLC 470717634.
- Võ Nhân Trí (1988). "Party Policies and Economic Performance: The Second and Third Five-Year Plans Examined" [Chính sách của Đảng và hiệu quả kinh tế: Xem xét Kế hoạch 5 năm lần thứ hai và thứ ba]. Trong Marr, David G.; White, Christine P. (biên tập). Postwar Vietnam: Dilemmas in Socialist Development [Việt Nam hậu chiến: Những nan giải trong phát triển xã hội chủ nghĩa] (bằng tiếng Anh). Southeast Asia Program Publications. tr. 77–90. ISBN 978-0-87727-120-8. OCLC 1014855267. Project MUSE book 59380.
- Wang, Frances Yaping (2024). The Art of State Persuasion: China's Strategic Use of Media in Interstate Disputes [Nghệ thuật du thuyết: Chiến lược truyền thông của Trung Quốc trong các tranh chấp liên quốc gia] (bằng tiếng Anh). New York: Nhà xuất bản Đại học Oxford. doi:10.1093/oso/9780197757505.001.0001. ISBN 978-0-19-775751-2. OCLC 1420154689.
- Werner, Jayne S. (2015). "God and the Vietnamese Revolution: Religious Organizations in the Emergence of Today's Vietnam" [Thượng đế và cách mạng Việt Nam: Các tổ chức tôn giáo trong sự hình thành Việt Nam ngày nay]. Trong Ngo, T. Tam; Quijada, Justine B. (biên tập). Atheist Secularism and its Discontents: A Comparative Study of Religion and Communism in Eurasia [Chủ nghĩa thế tục vô thần và những bất mãn: Nghiên cứu so sánh về tôn giáo và chủ nghĩa cộng sản tại Á – Âu] (bằng tiếng Anh). London: Palgrave Macmillan. tr. 29–53. doi:10.1057/9781137438386. ISBN 978-1-137-43838-6.
- White, Christine P. (1988). "Alternative Approaches to the Socialist Transformation of Agriculture in Postwar Vietnam" [Những cách tiếp cận thay thế trong quá trình cải tạo nông nghiệp theo hướng xã hội chủ nghĩa ở Việt Nam sau chiến tranh]. Trong Marr, David G.; White, Christine P. (biên tập). Postwar Vietnam: Dilemmas in Socialist Development [Việt Nam hậu chiến: Những nan giải trong phát triển xã hội chủ nghĩa] (bằng tiếng Anh). Southeast Asia Program Publications. tr. 133–46. ISBN 978-0-87727-120-8. OCLC 1014855267. Project MUSE book 59380.
- Woods, L. Shelton (2002). Vietnam: a Global Studies Handbook [Việt Nam: Sổ tay nghiên cứu toàn cầu] (bằng tiếng Anh). Santa Barbara, California: ABC-CLIO. ISBN 978-1-57607-416-9. OCLC 52715195.
- Zemtsov, Ilya; Farrar, John (2007). Gorbachev: The Man and the System [Gorbachev: Con người và hệ thống] (bằng tiếng Anh). New Brunswick: Transaction Publishers. ISBN 978-1-4128-0717-3. OCLC 230030320.

### Tạp chí nghiên cứu
- Bourdeaux, Pascal (tháng 9 năm 2022). "Being engaged in the World (nhập thế) and the secular state in 20th century Vietnam. Approaching two notions through Hòa Hảo Buddhism history" [Tư tưởng nhập thế và nhà nước thế tục trong Việt Nam thế kỷ XX: Tiếp cận qua lịch sử Phật giáo Hòa]. Theory and Society (bằng tiếng Anh). 51 (5). Paris: Springer: 871–892. doi:10.1007/s11186-022-09488-y. ISSN 1876-4045.
- Burton, Bruce (1979). "Contending Explanations of the 1979 Sino-Vietnamese War" [Những cách giải thích đối lập về cuộc chiến tranh Trung–Việt năm 1979]. International Journal (bằng tiếng Anh). 34 (4). Sage Publications: 699–722. doi:10.2307/40201820. ISSN 0020-7020.
- Chang, Pao-Min (1982). "Peking, Hanoi, and the Ethnic Chinese of Vietnam" [Bắc Kinh, Hà Nội và người Hoa ở Việt Nam]. Asian Affairs (bằng tiếng Anh). 9 (4). Taylor & Francis: 195–207. ISSN 0092-7678.
- Đỗ Quang Hưng (2013). "Lê Duẩn và thế giới tôn giáo". Tạp chí Nghiên cứu tôn giáo (4). Viện Nghiên cứu Tôn giáo, Viện Hàn lâm khoa học xã hội Việt Nam: 3–11. ISSN 1859-0403.
- Devillers, Philippe (tháng 3 năm 1962). "The Struggle for the Unification of Vietnam" [Cuộc đấu tranh thống nhất đất nước Việt Nam]. The China Quarterly (bằng tiếng Anh). 9: 2–23. doi:10.1017/S0305741000025182.
- Grossheim, Martin (tháng 11 năm 2005). "'Revisionism' in the Democratic Republic of Vietnam: New Evidence from the East German Archives" [“Chủ nghĩa xét lại” của Việt Nam Dân chủ Cộng hòa: Những bằng chứng mới từ lưu trữ Đông Đức]. Cold War History (bằng tiếng Anh). 5 (4). Taylor & Francis: 451–477. doi:10.1080/14682740500284804. ISSN 1468-2745.
- Hoang, Van Chung (ngày 24 tháng 5 năm 2017). "Evangelizing Post-Đổi Mới Vietnam: The Rise of Protestantism and the State's Response" [Hoạt động truyền giáo tại Việt Nam sau Đổi Mới: Sự phát triển của đạo Tin Lành và chính sách ứng phó của Nhà nước] (PDF). ISEAS Perspective (bằng tiếng Anh). 2017 (34). Singapore: Viện Nghiên cứu Đông Nam Á. ISSN 2335-6677.
- Honey, P. J. (tháng 3 năm 1962). "The Position of the DRV Leadership and the Succession to Ho Chi Minh" [Vị thế của ban lãnh đạo VNDCCH và vấn đề kế nhiệm Hồ Chí Minh]. The China Quarterly (bằng tiếng Anh). 9: 24–36. doi:10.1017/S0305741000025194. ISSN 1468-2648.
- Lưu Văn Quyết; Nguyễn Thị Ánh Nguyệt (ngày 9 tháng 7 năm 2021). "Vietnam–China Relations in 1975–1978: Approached from the Perspective of Disputes and Conflicts" [Quan hệ Việt–Trung 1975–1978: Nhìn từ khía cạnh tranh chấp và xung đột]. Revista de Investigaciones Universidad del Quindío (bằng tiếng Anh). Quyển 33 số 1. Universidad del Quindío, Colombia. tr. 154–167. doi:10.33975/riuq.vol33n1.499. ISSN 2500-5782.
- Lüthi, Lorenz M. (2009). "Beyond Betrayal: Beijing, Moscow, and the Paris Negotiations, 1971–1973" [Hơn cả phản bội: Bắc Kinh, Moskva và các cuộc đàm phán Paris, 1971–1973]. Journal of Cold War Studies (bằng tiếng Anh). 11 (1). The MIT Press: 57–107. ISSN 1520-3972.
- Nguyễn Liên Hằng (2006). "The War Politburo: North Vietnam's Diplomatic and Political Road to the Tet Offensive" [Bộ Chính trị thời chiến: Con đường ngoại giao và chính trị của miền Bắc Việt Nam dẫn tới Tổng tiến công Tết Mậu Thân]. Journal of Vietnamese Studies (bằng tiếng Anh). 1 (1–2). doi:10.1525/vs.2006.1.1-2.4.
- Nguyễn Xuân Thắng (tháng 4 năm 2017). "Đồng chí Lê Duẩn – Nhà lãnh đạo kiệt xuất của Đảng" (PDF). Tạp chí Cộng sản (894). Ban Chấp hành Trung ương Đảng Cộng sản Việt Nam: 26–31. ISSN 2734-9063.
- Mạch Quang Thắng (ngày 22 tháng 2 năm 2017). "Đồng chí Lê Duẩn – Người học trò xuất sắc của Chủ tịch Hồ Chí Minh" (PDF). Tạp chí Lý luận Chính trị (2). Học viện Chính trị Quốc gia Hồ Chí Minh: 97–100. ISSN 2734-9063.
- Path, Kosal (2012). "China's Economic Sanctions against Vietnam, 1975—1978" [Các biện pháp trừng phạt kinh tế của Trung Quốc đối với Việt Nam, 1975—1978]. The China Quarterly (bằng tiếng Anh) (212). Cambridge University Press: 1040–1058. ISSN 0305-7410.
- Shore, Zachary (2015). "Provoking America: Le Duan and the Origins of the Vietnam War" [Khiêu khích nước Mỹ: Lê Duẩn và nguồn gốc của chiến tranh Việt Nam]. Journal of Cold War Studies (bằng tiếng Anh). 17 (4). MIT Press: 86–108. ISSN 1531-3298.
- Stern, Lewis M. (1987). "The Vietnamese Communist Party in 1986: Party Reform Initiatives, the Scramble towards Economic Revitalization and the Road to the Sixth National Congress" [Đảng Cộng sản Việt Nam năm 1986: Các sáng kiến cải tổ, cuộc chạy đua phục hồi kinh tế và con đường tới Đại hội VI]. Southeast Asian Affairs (bằng tiếng Anh). 4 (1). Institute of Southeast Asian Studies: 345–363. JSTOR 27908584.
- Thái Quang Trung (tháng 9 năm 1982). "The Fifth Congress of the Vietnamese Communist Party" [Đại hội V của Đảng Cộng sản Việt Nam]. Contemporary Southeast Asia (bằng tiếng Anh). 4 (1). Institute of Southeast Asian Studies: 236–245. JSTOR 25797712.
- Thao Nguyen, S.J. (tháng 12 năm 2019). "Resistance, Negotiation and Development: The Roman Catholic Church in Vietnam, 1954–2010" [Kháng cự, Thương lượng và Phát triển: Giáo hội Công giáo Rôma tại Việt Nam, 1954–2010]. Studies in World Christianity (bằng tiếng Anh). 25 (3). Edinburgh University Press: 297–323. doi:10.3366/swc.2019.0269.
- Tran, Quan Tue (2012). "Remembering the Boat People Exodus: A Tale of Two Memorials" [Tưởng nhớ cuộc di cư của thuyền nhân: Câu chuyện về hai đài tưởng niệm]. Journal of Vietnamese Studies (bằng tiếng Anh). 7 (3). University of California Press: 80–121. doi:10.1525/vs.2012.7.3.80. ISSN 1559-372X.
- Trần Thị Liên, Claire (tháng 9 năm 2013). "Communist State and Religious Policy in Vietnam: A Historical Perspective" [Nhà nước cộng sản và chính sách tôn giáo tại Việt Nam dưới góc độ lịch sử]. Hague Journal on the Rule of Law (bằng tiếng Anh). 5 (02). Springer: 229–252. doi:10.1017/S1876404512001133.
- Tretiak, Daniel (1979). "China's Vietnam War and Its Consequences" [Cuộc chiến tranh Việt Nam của Trung Quốc và những hệ quả]. The China Quarterly (bằng tiếng Anh). 80 (80). Cambridge University Press: 740–767. doi:10.1017/S0305741000046038. JSTOR 653041. S2CID 154494165.
- van der Kroeff, Justus M. (1979). "The Vietnamese Refugee Problem" [Vấn đề người tị nạn Việt Nam]. World Affairs (bằng tiếng Anh). 142 (1). Wiley: 3–16. ISSN 0043-8200.
- Yoshihara, Toshi (2016). "The 1974 Paracels Sea Battle: A Campaign Appraisal" [Hải chiến Hoàng Sa năm 1974: Đánh giá từ góc độ chiến dịch]. Naval War College Review (bằng tiếng Anh). 69 (2). Newport, Rhode Island: Naval War College: 41–65. ISSN 0028-1484.
- Zhang, Xiaoming (tháng 12 năm 2005). "China's 1979 War with Vietnam: A Reassessment" [Cuộc chiến Trung–Việt 1979: Nhìn lại và đánh giá lại]. The China Quarterly (bằng tiếng Anh). 184 (184): 851–874. doi:10.1017/S0305741005000536. ISSN 0305-7410. JSTOR 20192542.

### Chuyên đề
- Trần Minh Thế; Nguyễn Quang Phi, biên tập (2017). Tổng Bí thư Lê Duẩn Một tư duy sáng tạo lớn của cách mạng Việt Nam. Bà Rịa – Vũng Tàu: Sở Văn hóa và Thể thao tỉnh Bà Rịa – Vũng Tàu.